# 香港電車
香港電車（英語：Hong Kong Tramways）是香港的一個路面電車系統，來往香港島東區的筲箕灣至中西區的堅尼地城，另有環形支線來往跑馬地，每日平均接載18萬人次的乘客，是全球現存惟一全數採用雙層電車的電車系統（另外有英國黑池電車和埃及亞歷山大電車部分路線使用雙層電車，非全數採用）及最大的服務中雙層電車車隊。

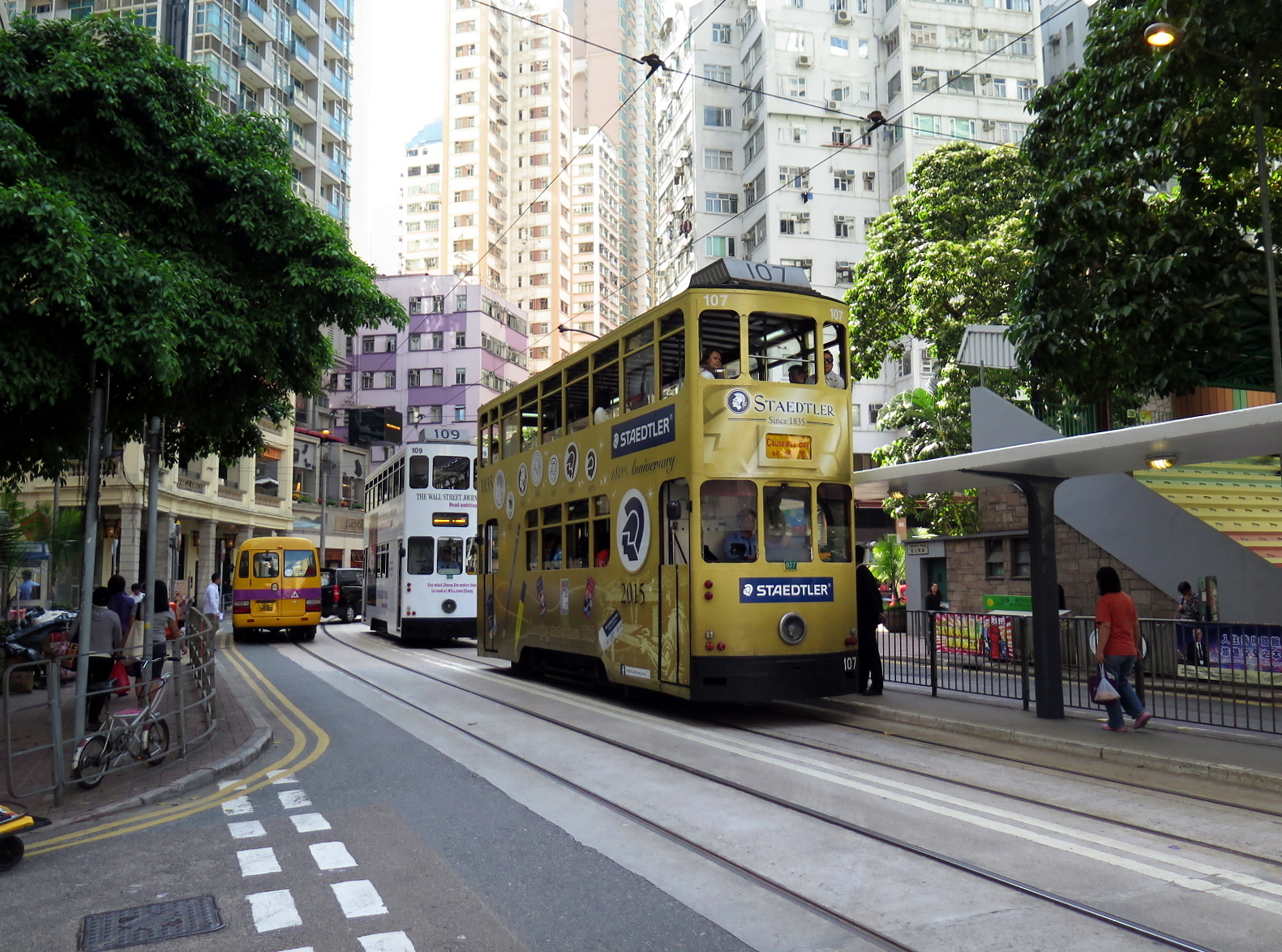
電車在灣仔修頓球場附近停站（2015年）

香港電車在1904年投入服務，是香港歷史悠久的機動公共交通工具之一，僅次於香港纜車和天星小輪，它不僅是香港島的地標，也是外地旅客觀光的著名景點。經歷百年來的變遷，香港電車現由法國交通發展集團與巴黎大眾運輸公司一起合資的公司威立雅交通-巴黎大眾運輸亞洲有限公司（RATP Dev Transdev Asia）旗下的香港電車有限公司經營。2020年10月起，RATP Dev Group 全面收購，自此全資擁有香港電車。

## 電車路線

路綫圖

香港電車路線全長約30公里，所有路段均建在馬路上。其中堅尼地城至筲箕灣段全段均為雙線行車，跑馬地段則是2.6公里的單線。
香港電車現時經營6條部分重疊的路線連接堅尼地城至筲箕灣，由每天早上5時至深夜12時為市民服務。電車班次和車站頻密，平均每1分鐘內有電車到達車站，而且所有路線的電車站都設置於地面（不同於港鐵車站設置於地底），對於短途路線的乘客最為方便；班次及目的地可能因交通情況而有所更改。
電車的6條主要路線如下：
1. 上環（西港城） ⇄ 筲箕灣
2. 跑馬地 ⇄ 筲箕灣
3. 石塘咀 ⇄ 北角
4. 石塘咀 ⇄ 銅鑼灣
5. 堅尼地城 ⇄ 跑馬地
6. 堅尼地城 ⇄ 筲箕灣 （特別線只於日間至黃昏每小時1-2班服務）

花園道山頂纜車總站（這是原有的第六條電車線）現已成了纜車線，由山頂纜車公司包辦。
以上的路線是根據1881年計劃六條電車線來分配。
除以上6條主要路線外，因應班次調動，也有以西灣河電車廠和屈地街電車廠為終點站的回廠電車。另外，有時亦會因應路面情況，改以一些非電車總站的地點作為電車終站及調頭之用，包括堅尼地城、城西道、西營盤、中環、金鐘（地鐵站）、灣仔、維多利亞公園、北角及鰂魚涌。
| 服務時間                          | 服務時間 | 服務時間     | 服務時間     | 服務時間     |
| 開出地點                          | 行車方向 | 平日         | 星期六       | 假日         |
| --------------------------------- | -------- | ------------ | ------------ | ------------ |
| 堅尼地城                          | 東行     | 05:04－00:00 | 05:12－23:49 | 05:12－23:58 |
| 石塘咀                            | 東行     | 05:16－22:52 | 05:50－23:58 | 05:30－23:45 |
| 上環（西港城）                    | 東行     | 05:55－00:00 | 06:00－00:03 | 06:02－00:00 |
| 跑馬地                            | 東行     | 06:27－23:26 | 06:41－23:16 | 06:42－00:02 |
| 跑馬地                            | 西行     | 05:45－00:39 | 05:53－00:31 | 05:52－00:37 |
| 銅鑼灣                            | 西行     | 05:48－23:32 | 06:25－00:34 | 06:03－00:21 |
| 北角                              | 西行     | 06:00－23:40 | 06:00－23:40 | 06:00－23:40 |
| 筲箕灣                            | 西行     | 05:46－00:06 | 06:00－23:40 | 06:00－23:40 |
| 繁忙時間平均班次：每1分30秒一班。 |          |              |              |              |

## 電車車站

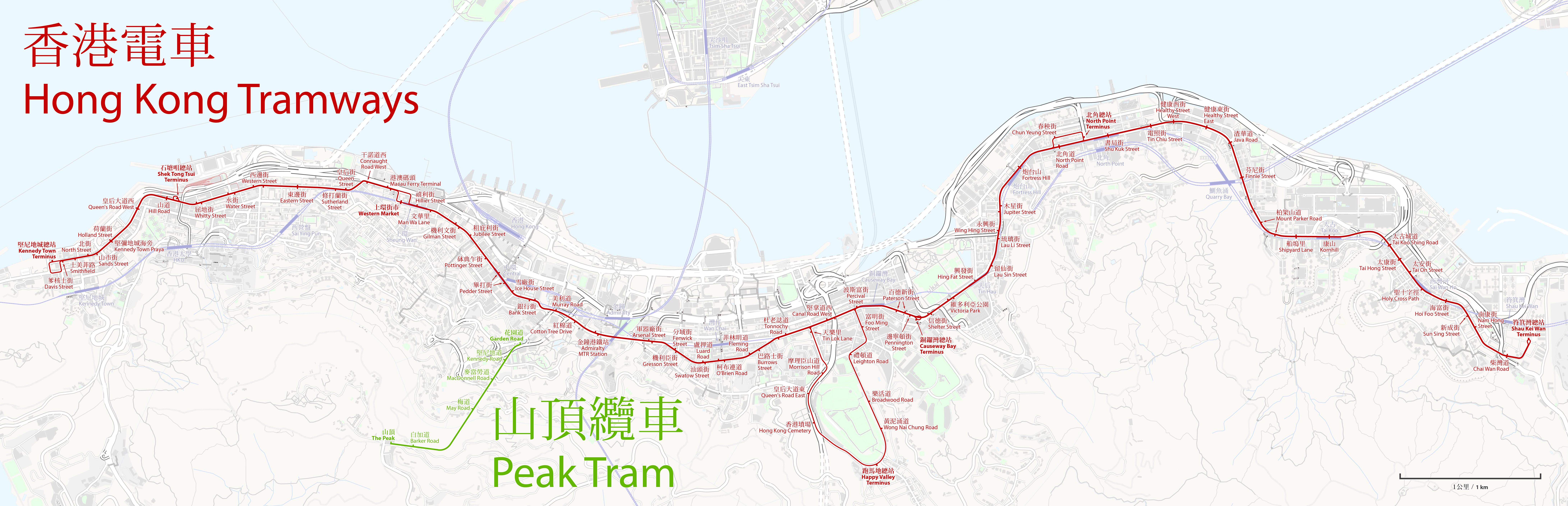

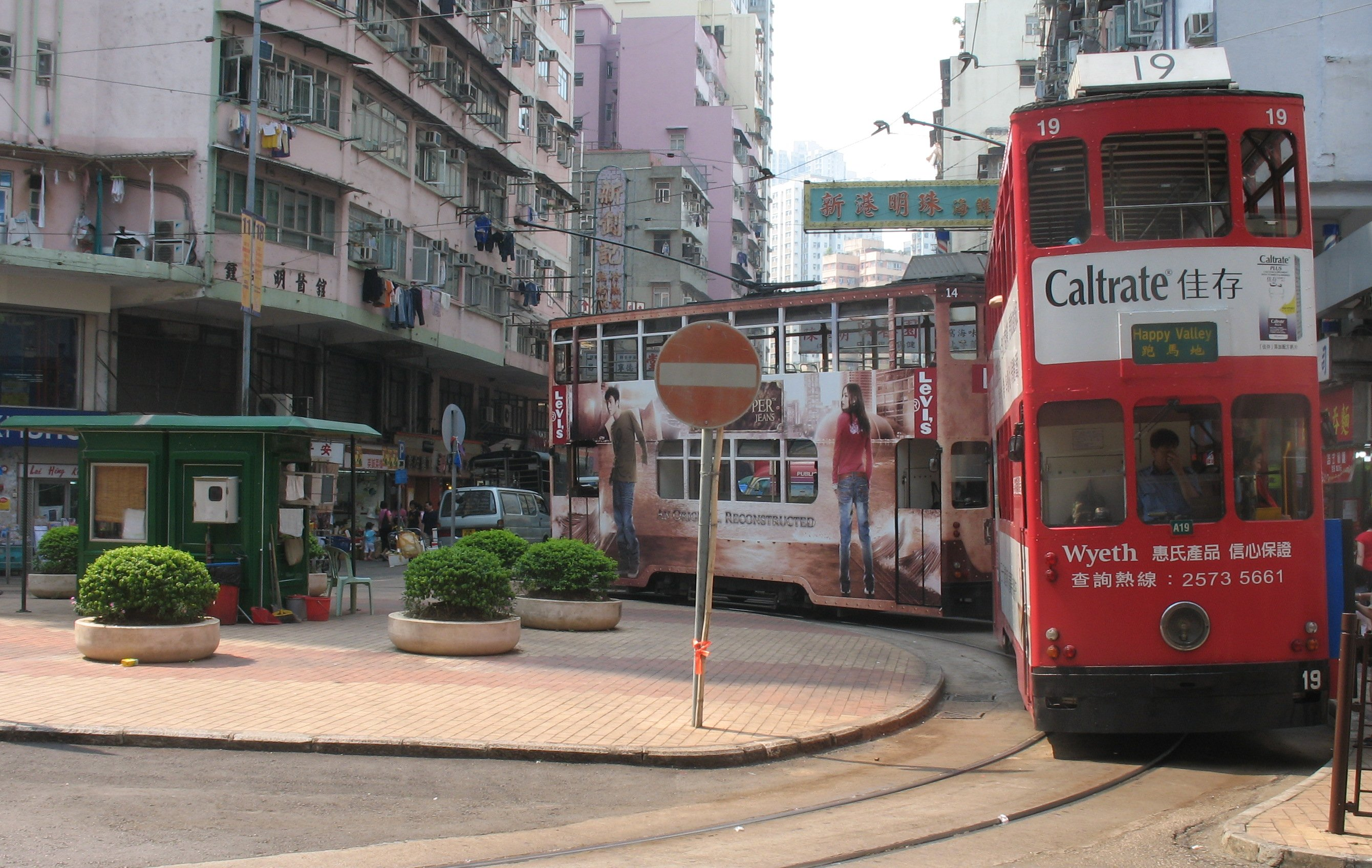
筲箕灣電車總站，是整條電車軌道的東面盡頭

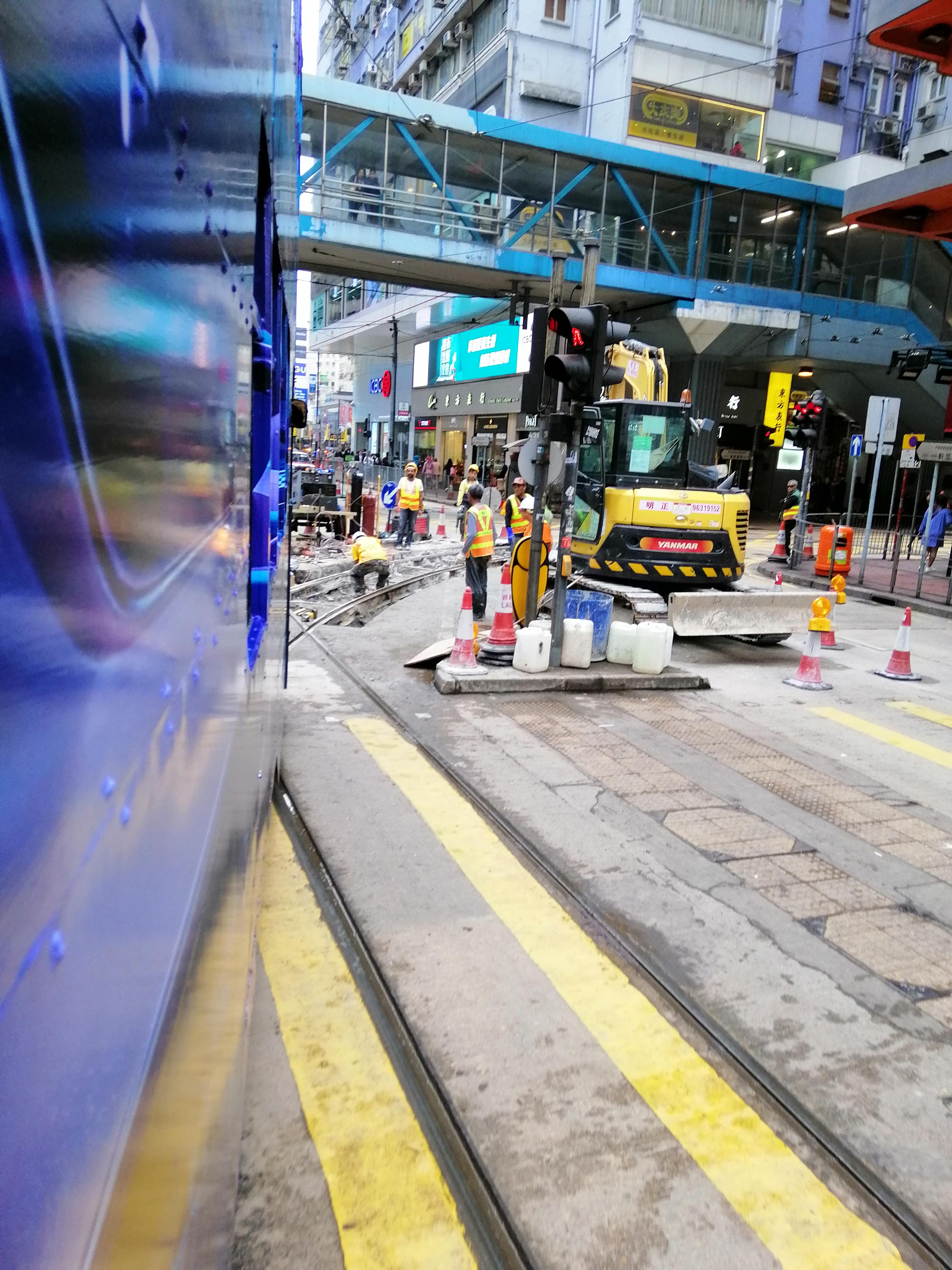
通往跑馬地支線的分岔口

### 總站

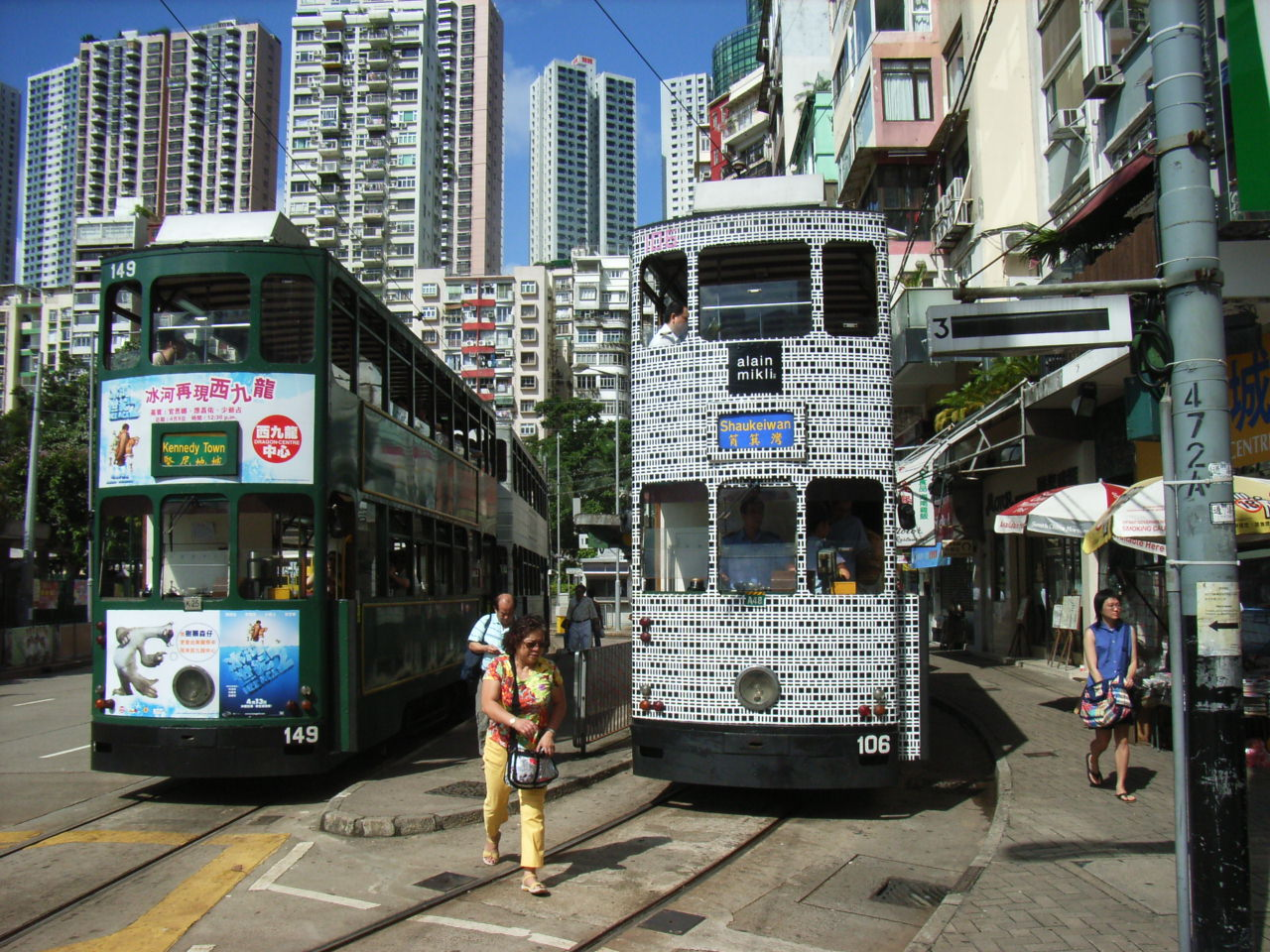
跑馬地電車總站設有兩條路軌，分別有兩個方向的路線前往香港島東西兩邊，靠內的一條前往筲箕灣，靠外則前往堅尼地城

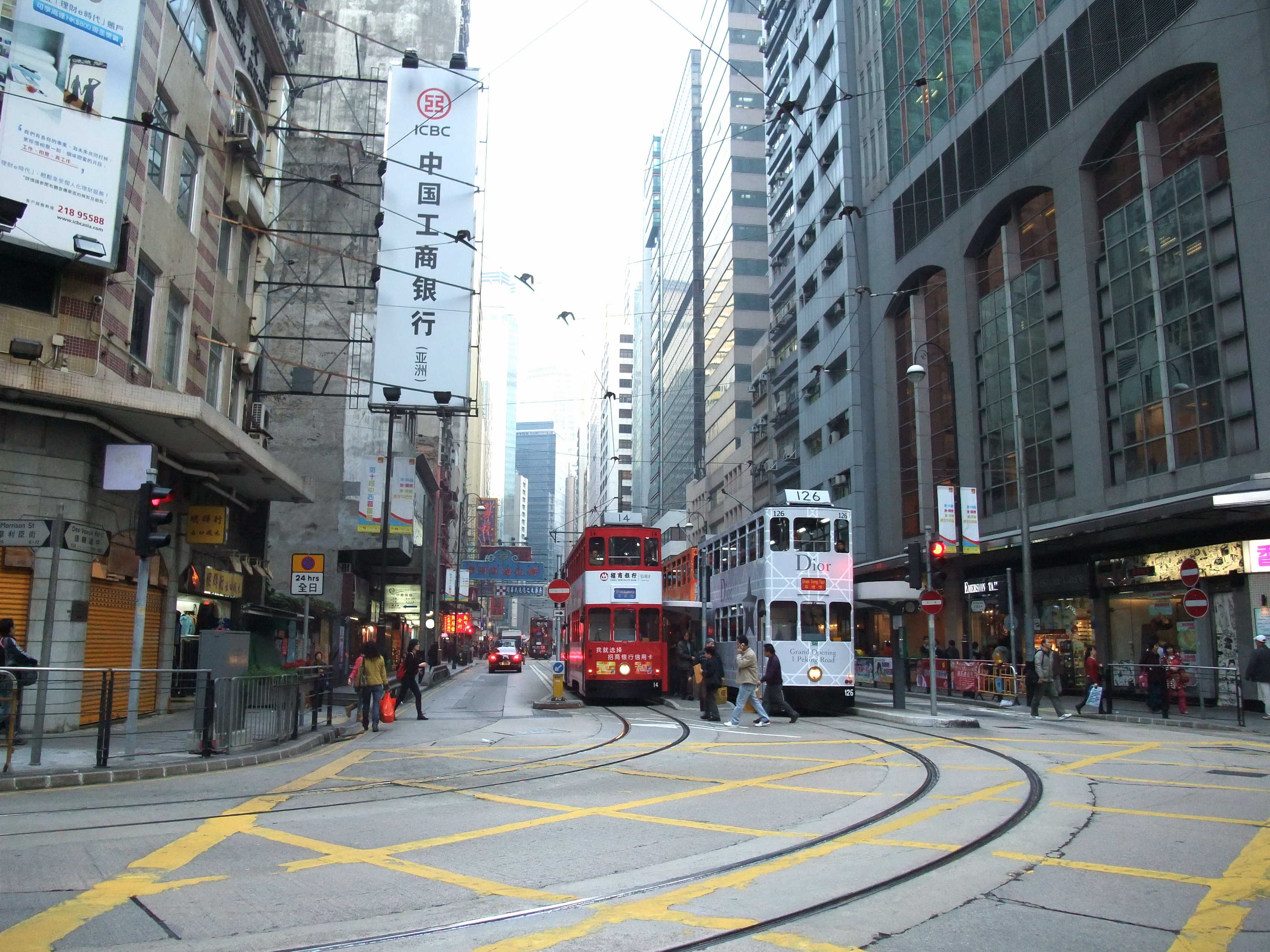
位於德輔道中急庇利街及摩利臣街之間的西港城總站

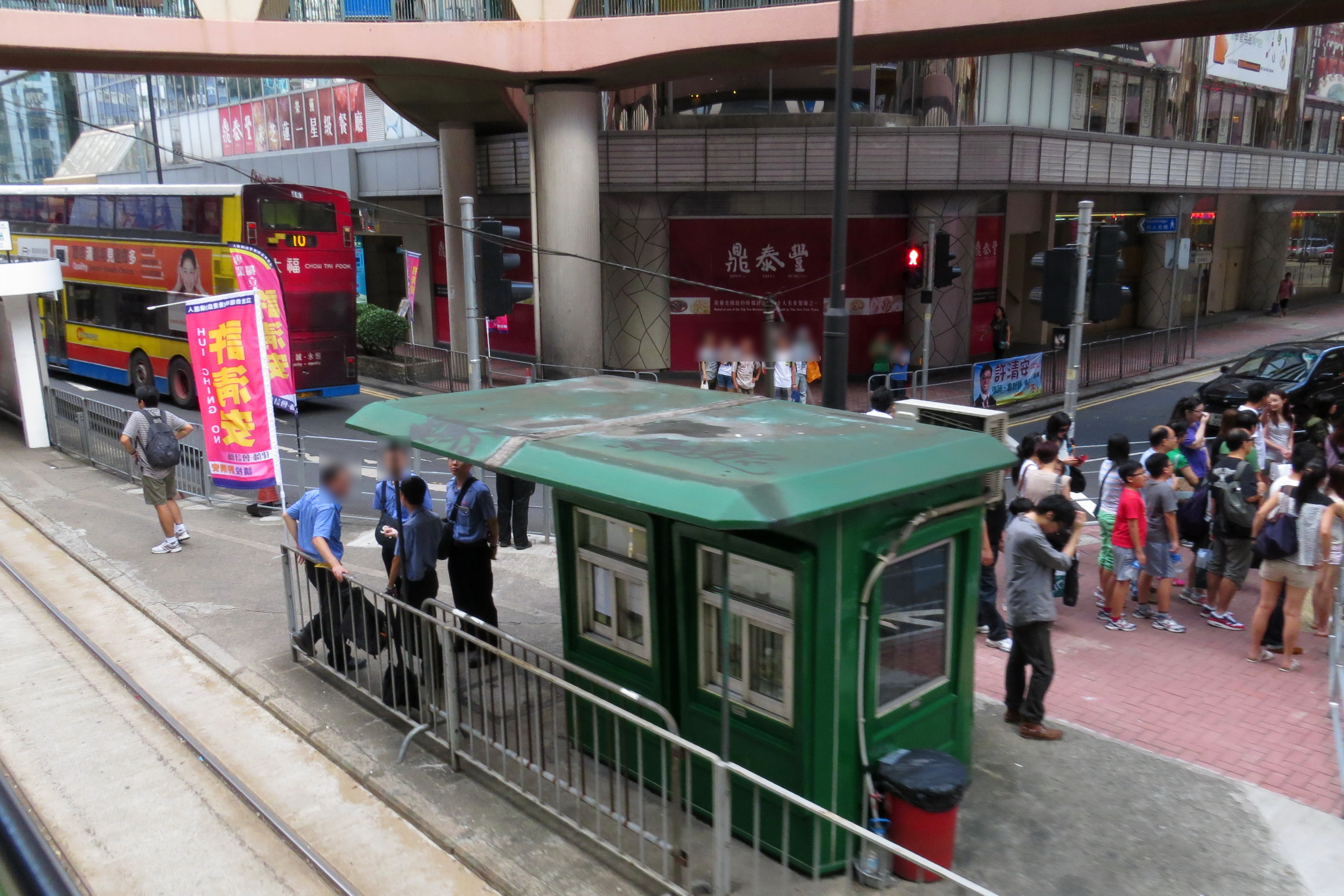
位於銅鑼灣怡和街與邊寧頓街交界的銅鑼灣總站站務亭

香港電車目前共有7個電車總站，分別是堅尼地城、石塘咀、上環街市（現稱西港城）、銅鑼灣、北角、筲箕灣及跑馬地，亦有部分電車以屈地街電車廠或西灣河電車廠作為終點站。沿線總站設有站長室，以便站長作車務調度。
部分電車站的名稱因為歷史變遷而更改。例如北角區的電車總站曾經在七姊妹泳場時期及名園遊樂場開業期間，分別使用「七姊妹」和名園，而跑馬地的舊總站亦因應愉園遊樂場而名「愉園」。戰前屈地街及銅鑼灣電車總站均設有供頭等乘客使用的候車亭，戰後已拆卸。

### 分站

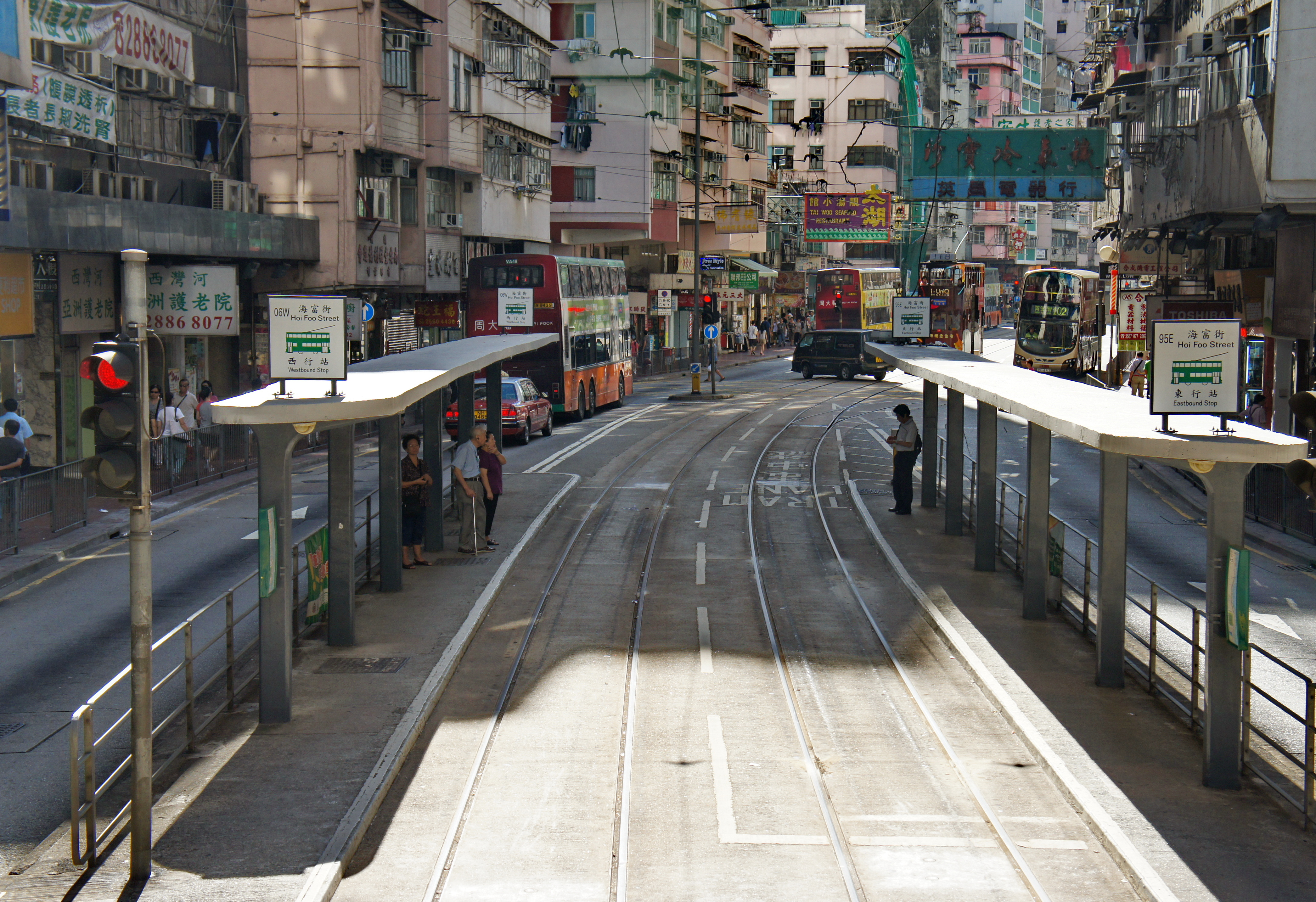
電車分站普遍以圓角頂部配上灰色柱身

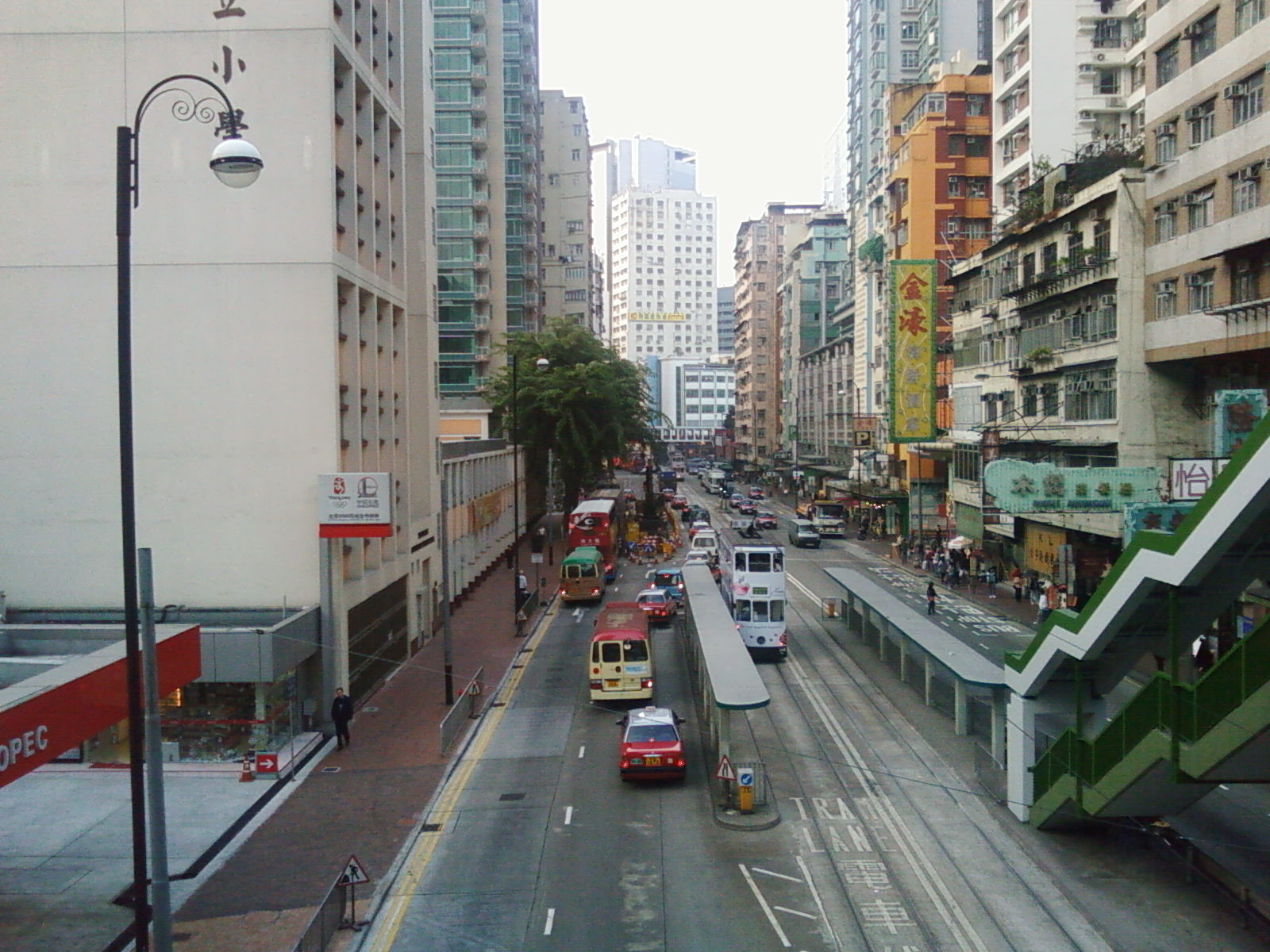
位於鰂魚涌英皇道的芬尼街 (81E/20W)電車站，站旁設有行人天橋連接到港鐵鰂魚涌站

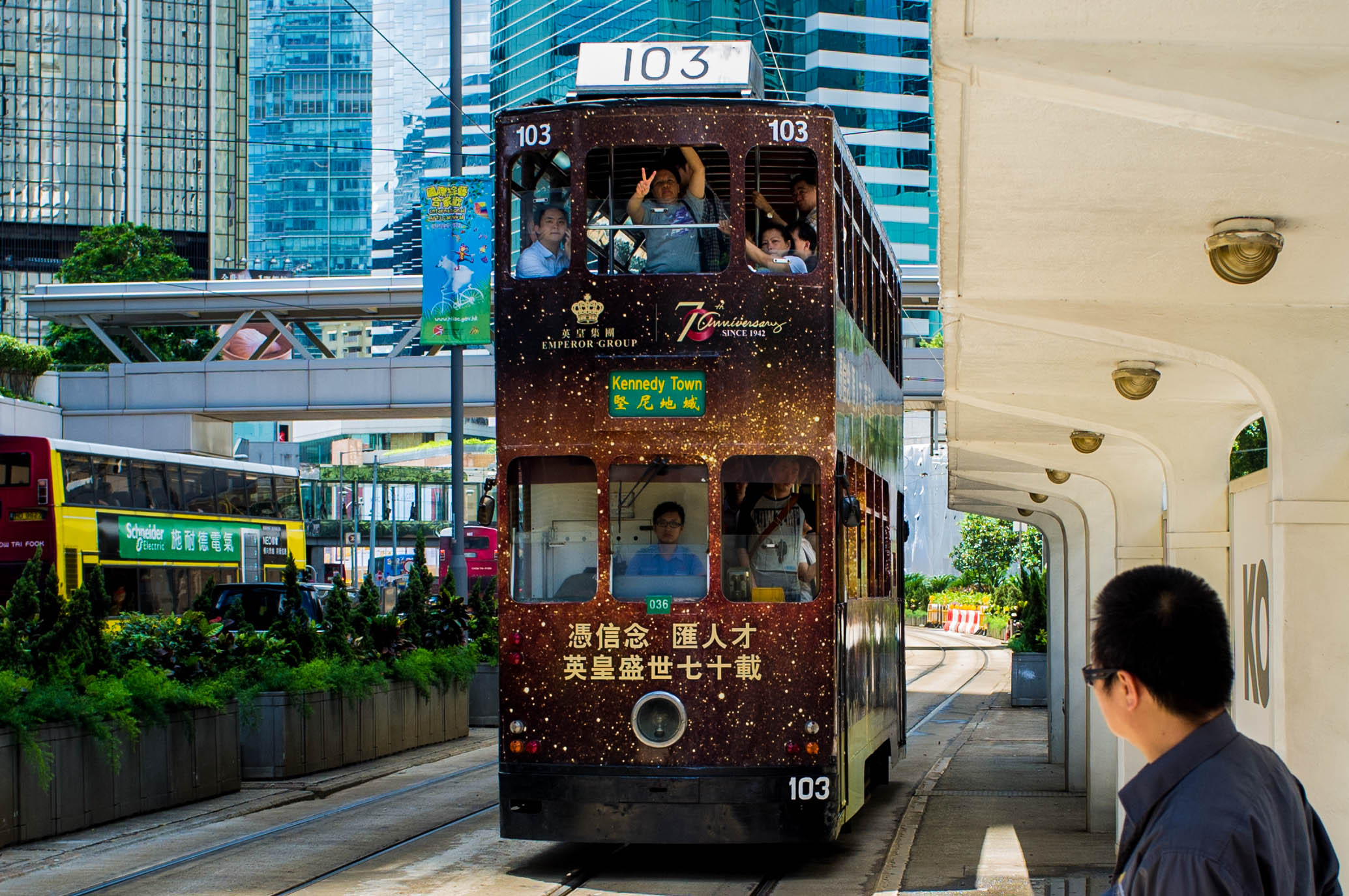
一輛電車正停靠紅棉道 (66W)電車站

早期電車站是沒有劃定候車區，亦沒有候車月台，只有站牌，當時的行人低估電車的速度，不清楚電車為何發出叮叮聲，在街上候車時沒有留意路過的車輛，不時見到電車便一湧而上去追車，造成不少意外。乘電車的乘客可以招手示意要上電車，而下車乘客也可以像坐小巴一樣，喊話示意要下車。1934年，香港電車於一些上落頻繁的位置設置電車等候處，確保乘客的安全。因為電車路軌是位於雙向行車道的中間，所以很多電車站都設於馬路的中央，類似設有上蓋的安全島，主要通過緊鄰的行人過路線或行人天橋連接；但是有部分電車站因為路面狹窄，如筲箕灣及跑馬地之部分車站，只能在行人路旁豎立如巴士站般的電車站站牌，乘客要橫過行車線登車或返回行人路；而法例亦規定，如電車站沒有安全島，當有電車上落乘客時，其他車輛必須在黃色停車線前停下，先讓電車乘客登車和下車，等候乘客橫過馬路後才可以開車。相關設計有不少安全隱患，於1975年時已經有人質疑其安全性。因此隨著道路改善工程，現時已經減少至20多個，路中心的電車站減少至7個，但仍未完全處理。運輸署其後在部份車站的路面髹上紅褐色以及寫上警告字句提示駕駛者。
1904年全線共有29個電車站，其中堅尼地城、跑馬地及筲箕灣為總站。除了總站外並沒有明確站名，主要有兩種表達形式，1) 以街道交界來表示，或2) 以電車站柱號碼表示。1916年增加「隨意站」（即乘客需要上落車才停車），1936年英皇道通車後，電車公司重整銅鑼灣以東的電車站，部分站名將舊筲箕灣道改為英皇道。50年代增設有蓋電車站，並沿用早期的圓形站牌。1983年有蓋電車站頂安裝方形站牌，以數字代號及英文字母E或W作代碼，分別表示東行和西行。車站亦安裝詳細班次和路線圖，舊式圓形站牌逐步停用。1990年代起，電車公司於有蓋車站進行翻新，增設乘客資訊，並在開放式車站加上圍板，保障候車乘客安全，還增設廣告展示板增加收入途徑。
2007年電車公司再次於電車站上增設電車路線圖，詳細地列出東行線及西行線的各個總站和分站，以及六條路線的詳細資料。2010年電車公司換上新的電車站牌並標上站名和數字代號，以便識別。分站編碼主要分「東行」和「西行」，「東行」的分站由堅尼地城起，以01開始每個單數編碼，以E（即East）作尾碼，例如分站05E是由堅尼地城總站起東行第三個分站，最大編號為101E；同樣道理，「西行」的分站則由筲箕灣開始，以02開始每個雙數編碼，以W（即West）作尾碼，最大編號為104W。跑馬地圈分站編號由105-112，未有分開東西行編碼。目前全線電車站共有120個，平均每相隔約250米設有一個。最繁忙的電車站計有中環太子大廈／置地廣場站、金鐘太古廣場站及銅鑼灣怡和街站。

### 其他設施
香港電車在整個路段設有九個可供調頭的位置，在緊急情況下，如道路被封閉時可供使用，這些調頭位置分別位於堅尼地城（爹核士街、西行電車站第104W號） 、城西道（屈地街電車廠、西行電車站第94W號）、西營盤（近東邊街）、中環（近畢打街）、金鐘（地鐵站）（西行電車站第64W號）、灣仔（近機利臣街）、維多利亞公園、北角（近北角道）及鰂魚涌（近芬尼街）。香港電車在電車沿線設有七個配電站，將電力公司供應的高壓電降壓及調整至電車應用的550伏特直流電。銅鑼灣霎東街電車廠被重建為時代廣場後，由於當時的電車公司和時代廣場皆由九龍倉集團持有，所以時代廣場的地庫設有供電車公司租用的配電站。但電車公司於2009年分兩階段被轉售給法國威立雅集團後，時代廣場於2013年決定收回地庫的配電站自用。因此這個配電站需要重置及分拆為兩個，重建後分別位於摩利臣山道的電車路軌旁及在高士威道的銅鑼灣總站迴旋處，所以配電站在2019年增至八個。

## 電車收費
香港電車的收費相對於其他交通工具來說是相當低廉，更是香港島上收費最便宜的陸上交通工具。電車採用劃一收費，不分乘車遠近都是支付相同票價。電車收費分為三種；票價如下。現時，付款方法有四種：八達通、AE ExpressPay、Visa payWave、現金、月票。
| 香港電車現時票價                                     | 香港電車現時票價 | 香港電車現時票價 | 香港電車現時票價  |
| 乘客類別                                             | 八達通           | 現金 AlipayHK    | 其他電子 支付工具 |
| ---------------------------------------------------- | ---------------- | ---------------- | ----------------- |
| 成人（包括學生）                                     | $3.3             | $3.3             | $3.3              |
| 小童 （3-11歲，包括該年齡組別殘疾兒童）              | $1.6             | $1.6             | $3.3              |
| 長者 （65歲或以上，包括該年齡組別「樂悠咭」持有人）  | $1.5             | $1.5             | $3.3              |
| 60-64歲香港居民 （「樂悠咭」持有人）                 | $2.0             | $3.3             | $3.3              |
| 12-64歲殘疾人士 （「殘疾人士身分」個人八達通持有人） | $2.0             | $3.3             | $3.3              |
| 月票                                                 | $260.0           | $260.0           | $260.0            |

| 生效日期      | 成人                        | 小童 | 學生 | 長者 | 60-64歲 香港居民 （使用「樂悠咭」） | 殘疾人士 （使用個人 八達通） | 月票（每月收費） |
| ------------- | --------------------------- | ---- | ---- | ---- | ----------------------------------- | ---------------------------- | ---------------- |
| 1904年7月30日 | $0.10（頭等） $0.05（三等） | －   | －   | －   | －                                  | －                           | 不詳             |
| 1936年        | $0.06（頭等） $0.03（三等） | －   | －   | －   | －                                  | －                           | 不詳             |
| 1946年        | $0.20（頭等） $0.10（三等） | $0.1 | －   | －   | －                                  | －                           | 不詳             |
| 1972年        | $0.2                        | $0.1 | $0.1 | －   | －                                  | －                           | 不詳             |
| 1975年12月1日 | $0.3                        | $0.1 | $0.1 | －   | －                                  | －                           | $18              |
| 1981年8月1日  | $0.5                        | $0.2 | $0.3 | －   | －                                  | －                           | $27              |
| 1983年7月1日  | $0.6                        | $0.2 | $0.3 | －   | －                                  | －                           | $36              |
| 1990年8月5日  | $1.0                        | $0.5 | $0.6 | －   | －                                  | －                           | $60              |
| 1991年10月1日 | $1.0                        | $0.5 | －   | －   | －                                  | －                           | $60              |
| 1994年2月6日  | $1.2                        | $0.6 | －   | $0.6 | －                                  | －                           | $100             |
| 1997年1月12日 | $1.6                        | $0.8 | －   | $0.8 | －                                  | －                           | $135             |
| 1998年3月21日 | $2.0                        | $1.0 | －   | $1.0 | －                                  | －                           | $170             |
| 2011年6月7日  | $2.3                        | $1.2 | －   | $1.0 | －                                  | －                           | $200             |
| 2012年6月7日  | $2.3                        | $1.2 | －   | $1.1 | －                                  | －                           | $200             |
| 2018年7月2日  | $2.6                        | $1.3 | －   | $1.2 | －                                  | －                           | $220             |
| 2022年2月27日 | $2.6                        | $1.3 | －   | $1.2 | $2.0                                | $2.0                         | $220             |
| 2022年7月11日 | $3.0                        | $1.5 | －   | $1.3 | $2.0                                | $2.0                         | $260             |
| 2025年5月12日 | $3.3                        | $1.6 | －   | $1.5 | $2.0                                | $2.0                         | $260             |

- 成人收費包括使用「學生身分」個人八達通使用者，而在2022年2月27日前，亦包括使用「殘疾人士身分」個人八達通使用者。
- 香港電車已於1991年10月1日起取消學生優惠。

### 車票
早期乘客搭電車主要以銀幣付款，由售票員收取車資，車票款式因應洋人和華人需要而有所不同，海員更享有半價優惠。1936年為應對巴士競爭而推行減價優惠，自戰後1946年至1972年間，電車車票的款式和票價基本上變化不大。而在特別節日如農曆新年，電車公司會發行節慶車票。乘客購票後，售票員於車票上的表格以打孔機在對應的上車區域打孔作為記號，乘客需保留車票直至下車。車票按車廂分為不同等級，及依據乘客的年齡分為成人票和小童票，車票上印有識別編號和電車途經區域的表格。車票是卷裝的，並在一定程度上防水，售票時由售票員逐次撕出車票及打孔給乘客，由於電車在以前是香港島上最重要的鐵路系統，載客量很高，所以電車票的背面常印有廣告，並成為電車公司增加收入的途徑。
車上間中亦會有稽查員向乘客驗票，及防止售票員透過售賣未使用的舊車票作弊。

### 收費錢箱
1976年起，電車公司在各輛電車的駕駛席左側加裝投幣箱，由駕駛員在電車停站時監察下車乘客投幣繳付車資，至1982年因拖卡被淘汰而不再派出售票員在車上售票。因為現金付款並不設找續，乘客上車前應確保有足夠零錢繳付足額車資；值得留意的是，電車是香港公共交通工具中，少數在乘客下車時才付費的。乘客從後門上車，在前門下車，下車時於前門駕駛員的位置繳付車資，登車用的後門設有單向轉動的旋轉門柵防止乘客逃票，1998至1999年間登車門位置加裝閉路電視，除減低乘客逃票的機會外，亦可避免乘客被電車車門夾倒的意外。由於電車車廂的通道較為狹窄，在車廂擠滿乘客時，在車尾的乘客或會較難走到前門下車及繳付車資，乘客如因此在後門下車，仍有責任在下車後走到車頭繳付車資。

### 八達通
八達通是香港其中一種電子收費系統，普通卡的大小和信用卡相同，內置晶片，使用時把卡片放在接收器上即能完成付款過程。香港電車由2001年8月16日起於全線電車提供八達通付款服務，收費機設於前門的駕駛席旁，乘客在下車時拍卡付費。如需享用電車和指定的九巴專營過海路線轉乘優惠，以及60-64歲「樂悠咭」或12-64歲殘疾人士的$2優惠票價，乘客必須使用八達通。

### 二維碼／手機NFC／輕觸式信用卡支付
由2023年6月4日起，香港電車陸續更換新款電子支付收費器，並於同年7月6日全面啟用。新收費器除設有八達通付款外，亦同時支援下列支付工具：
- 拍卡付款：
  - Visa payWave
  - 非接觸式萬事達卡（Mastercard Contactless）
  - 銀聯閃付（UnionPay Quickpass）
  - JCB卡
  - 美國運通卡

- 流動支付：
  - Apple Pay
  - Google Pay (Android)
  - SAMSUNG Pay
  - HUAWEI Pay

- 二維碼支付（QR code）：
  - AlipayHK「易乘碼」（EasyGo）
  - 支付寶乘車碼（乘客需要將出行地區設定為香港）
  - 銀聯雲閃付App「乘車碼」（乘客需要將出行地區設定為香港）
  - BoC Pay「乘車碼」（乘客需要將出行地區設定為香港）
  - WeChat Pay HK「乘車碼」
  - 騰訊乘車碼（微信支付）（乘客需要將出行地區設定為香港）

當系統發出「多謝」聲響並顯示「歡迎乘搭」，即代表交易成功。
使用上述支付工具時，除使用AlipayHK「易乘碼」及支付寶乘車碼（需於下車付款前於手機程式選擇合適票價選項，60-64歲「樂悠咭」持有人及12-64歲「殘疾人士身分」個人八達通持有人如使用AlipayHK易乘碼或支付寶乘車碼需付成人票價）外，其餘支付工具只提供成人票價。

### 月票
早於1905年，香港電車已設有月票制度，並推行至今。惟當時大部分香港居民都不知道這回事。電車月票售價HK$260，於屈地街電車廠、銅鑼灣及北角電車總站有售。

### 四天通行票（已停止發行）
於2012年8月1日至2022年7月10日期間推出，持票者可於四天內不限次數乘搭普通電車，於電車公司網站內發售，售價為HK$34。

### 電車租賃
除一般乘搭外，香港電車亦設普通電車和古典電車供市民及遊客私人租用，可作派對聚會或宣傳活動等用途。每小時費用由HK$1,800至HK$6,000不等。

## 電車運作

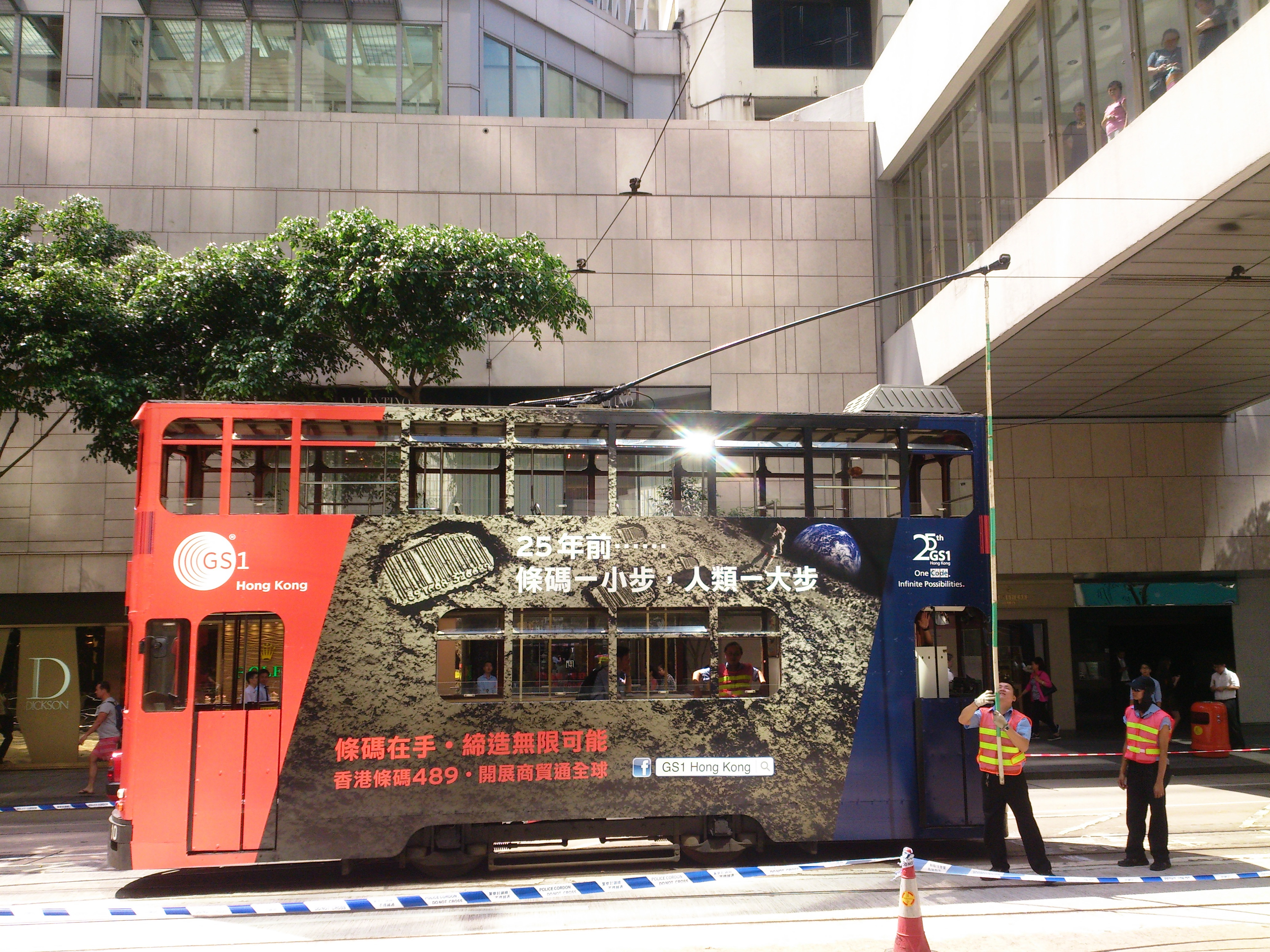
自從轉軌系統電子化後，已無需分派職員在路面切換軌道，只有在突發事故下，如圖中在中環近雪廠街設置臨時終點站，電車需要在車尾駕駛作倒行時，才需要派出職員操控軌道轉轍器和調整集電桿。

### 基本規格
香港電車由550伏特直流電推動，最高可行45km/h。車頂的拖里桿將電流從天線引入來驅動電車。

### 電車車速
駕駛席的前方有一支控制車速的控制桿，司機可將桿推拉到不同刻度，以機械方式切換電路連接電阻的方式，通過控制電流調節直流電動機的轉速。速度分為八度，當中一至四度為較慢的，五度至八度則是較快的，控制桿向下壓以加速，向上推以減速，回至N停車。如果司機長時間將桿拉到高波段，電路的機械接點和電阻便有可能因持續處於高電流而出現過熱，在1996年便曾經發生控制設備起火後陷入無人駕駛的意外（詳見「電車安全」章節），事件引起香港社會對電車安全的關注，電車公司因此決定將電車的控制系統現代化，開發以電子設備控制車速取代以往的純機械設計。控制系統經過現代化的的電車，司機只要將控制桿拉到所需的車速後，控制系統便會自動調節電動機的轉速，使電車以司機選定的速度行車；如果司機沒有持續操控電車，系統將會使電車停駛，防止電車在無人操縱下仍然行進。現時採用電子系統控制行車的電車稱為「八字車」或「度字車」，在駕駛面板上有兩組七劃管組成的顯示器，左邊的數字顯示電動機所處的波段，右邊的數字則為目前的行車速度。有部份電車安裝了斬波器，以無段變速方式加速，司機拉下控制桿後，電動機便會自動跳到司機所選取的波段行車。

### 反向行車和迴圈軌道
電車在兩端皆設有駕駛設備，可以在另一端駕駛並往相反方向行車，但開行前須要以人手利用長桿把車頂的集電桿轉到另一方向。為了有較佳的運作效率，除了佈線較特殊的跑馬地線和跑馬地總站之外，其他營運路段都已鋪設可供同時往來方向行車的雙軌，而終點站亦已鋪設供電車開往反方向行車路軌的環形迴車軌道，電車只須順著迴圈軌道行駛即可繞到反方向行車的軌道上，所以電車在日常載客服務的時候，駕駛員是無須在車尾駕駛電車。
銅鑼灣總站是設置於環形軌道上，電車必定從西到東，以順時針方向駛入銅鑼灣總站的環形軌道，而離開銅鑼灣總站的電車在日常營運下只能駛入西行線。北角總站雖然沒有迴圈軌道，但進入北角總站的電車，是必定從西到東通過春秧街的一段單向軌道駛入北角總站，而離開北角總站的電車在日常營運只能駛入西行往上環方向，在英皇道的一段路軌已經發揮迴圈的功能。至於跑馬地總站，則屬於單一方向運作的單軌路段，從軒尼詩道駛入跑馬地總站的電車，都會從在跑馬地東面的波斯富街，經禮頓道進入跑馬地總站所在的黃泥涌道，而離開跑馬地總站的電車，則向西沿着黃泥涌道駛到跑馬地的西面，再經過摩利臣山道及天樂里回到軒尼詩道。由於跑馬地線的佈線安排，已經是一個從東到西單向來往軒尼詩道的大型迴圈路線，因此無需在總站鋪設供反方向行車的迴圈軌道；所以行駛各條路線的電車，在常規的日常運作下，司機是無需走到車尾的一端駕駛電車。車尾的駕駛設備主要是供車廠內調動電車及進行檢修時使用；如電車因為路面發生事故而無法進入迴圈軌道，車尾的駕駛設備可在須要時提供反向行車之用，車尾亦設有托架可供臨時安裝八達通收費機及投幣箱，令電車在路軌因事故而中斷時仍能提供有限度服務。在2014年發生佔領中環期間因為銅鑼灣段軌道被佔據，電車曾經有兩個多月需要倒車行駛，在2019年的反對逃犯條例修訂草案運動也多次因封路導致電車需要倒行。

### 軌道方向控制
在1992年前，電車選擇行車方向及轉軌依賴人手控制，電車公司曾在西灣河電車廠（筲箕灣道與愛秩序灣道交界）、軒尼詩道轉入波斯富街的路口、摩利臣街與干諾道中和干諾道西交界等地點，派駐專門負責操控轉轍器和高架電纜的「撬路員」，直至改用電子轉軌系統為止，後來更以電子感應裝置控制轉軌。

### 色彩和廣告
香港電車早於1925年起採用綠色車身，當時董事會曾經考慮定為標準，二戰後電車有可能沿用戰前電車的綠色作為主色，另一說法是以經濟原則為由採用戰時用剩的顏料（綠色是其中之一）。現在於香港街上行走的大部分電車都披上全車身廣告，新造完成的電車亦會塗上綠色。。由於綠色在軍事上具有保護色的作用，英美盟軍的坦克和軍車都以綠色為塗裝的主調，因此全世界的油漆廠在二次大戰期間都大量生產綠色油漆，到二戰結束便成為戰爭剩餘物資。由於綠色油漆有大量庫存，所以售價比其他顏色低廉。香港在1950年代的經濟仍屬全球較低水平，因此市民和公用事業在選購油漆時都傾向採用較廉價的綠色，不只香港電車，就連當時的香港纜車和天星小輪，街上的燈柱和欄杆，路邊的報攤和大牌檔等等，紛紛以綠色油漆作為防銹和粉飾的用途。
香港電車為商業客戶在車身登廣告最早出現在1925年，早年在香港向市民大眾推廣產品的途徑並不如現在多，尤其在電視機和收音機仍不普及前，電車車身便成為在繁忙街上推廣產品的流動廣告板，而且每天都有大量乘客乘搭電車，所以使用電車車身賣廣告很受商戶歡迎，但在電車車身賣廣告的收費並不便宜，於是不同商戶便會在同一輛電車租用不同位置登橫幅廣告，一輛電車會同時為不同客戶登出不同類型產品的廣告，而車身廣告亦成為電車公司的主要收入途徑之一。後來巴士公司都加入賣車身廣告的行列，1975年航空公司是最早用於全車身的電車廣告，自此開始有單一商戶以全車身廣告加強宣傳效果。以前的廣告都是用油漆以人手繪畫並成為一種傳統技藝，後來因為電腦繪圖出現，用印表機印製大型防水海報，再於車身上張貼，由於效率較高，所以取代了由人手在車身繪畫廣告，到現在除了特意保留1950年代風味的120號電車外，其他電車如有客戶委託廣告都會以全車身廣告形式刊登。

### 乘搭人次

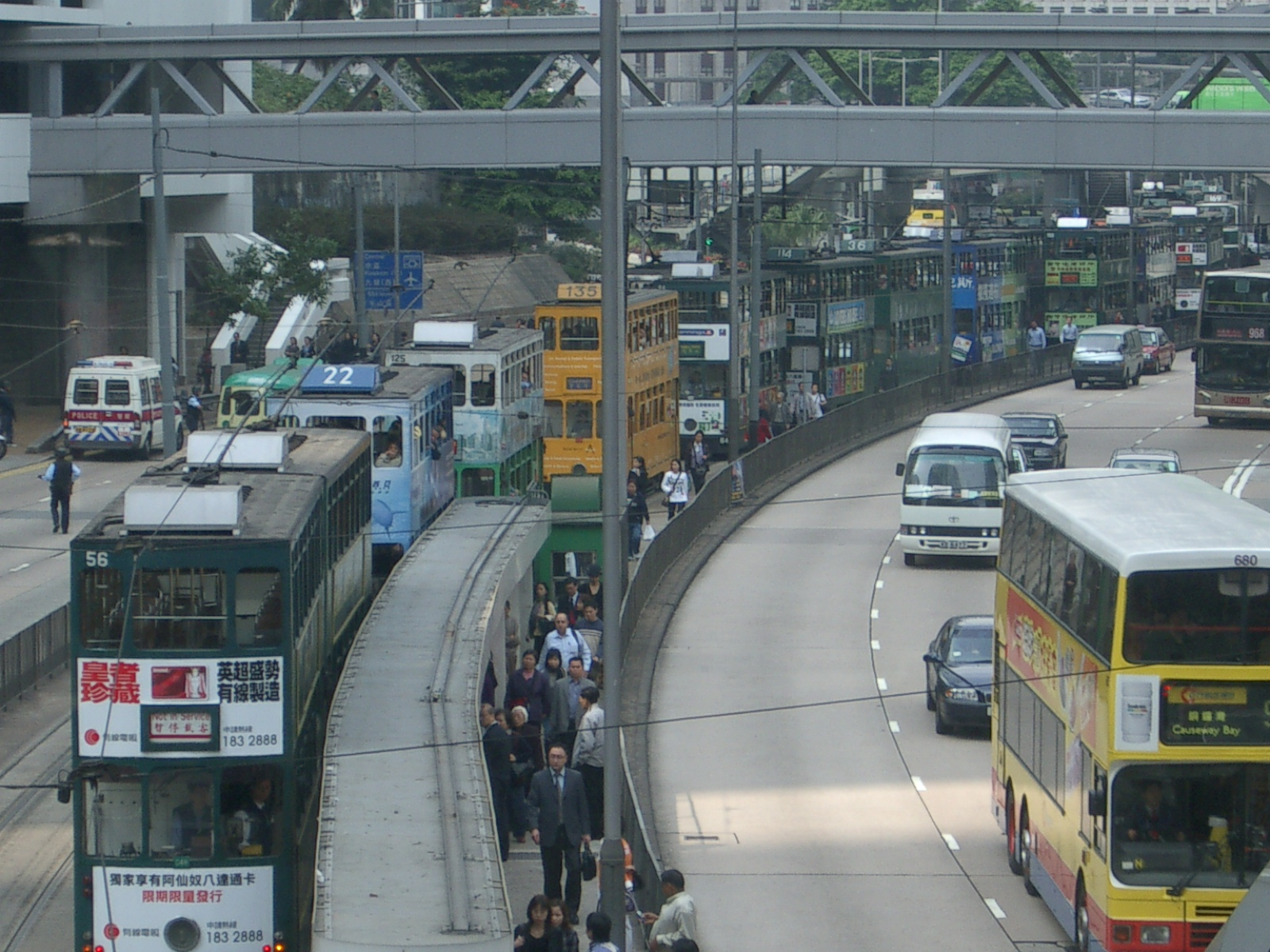
一輛電車故障足以造成全線癱瘓

就像香港巴士一樣，香港電車很多時都相當擠逼。雖然電車最大載客量是115人，但於繁忙時間，乘客都儘可能擠進車廂內，但這也拉長了電車的停站時間，所以有時會出現很多電車同一時間塞在同一位置。2015年統計，香港電車每日平均有180,000人次乘搭。

## 歷史及發展

### 早期策劃
1841年香港開埠，香港島北部發展迅速，尤其是筲箕灣至西營盤一帶。到1881年，香港人口增長至160,400人，可是當時只有馬車、人力車和轎子等簡陋的交通工具，根本無法應付需求，急需引進集體運輸系統。因此當年6月，當時的香港立法局伍廷芳議員動議建立一個港島區電車系統，並獲得通過。翌年（1882年），香港政府頒佈《建築車路條例》，提議，伍廷芳先生所提議，包括6段電車路線電車系統。其中5段即是今日的電車系統，其餘一段則為山頂纜車。然而，由於當時消費能力較高的英國人主要居住在太平山山頂一帶，故當時財團只對興建山頂纜車有興趣；山頂纜車於1885年動工，並於1888年通車，相反港島北的沿海電車系統仍然無人問津。
1901年7月15日，《電車條例》草案通過首讀，1902年5月23日正式通過，落實上述5段的電車路線，名為1902年第10號法例，現時的《電車條例》納入香港法例第107章。
1902年2月7日，「香港電線車公司」在英國倫敦成立，負責建造及營運香港電車系統。但到了同年年底，這間公司被「香港電車局」接管。1903年5月，公司開始進行分段路軌鋪設工程，初期跑馬地、銅鑼灣以東至筲箕灣首先完成，其後灣仔軍器廠街以西至堅尼地城路段1904年7月至8月完成。1904年8月13日，堅尼地城至筲箕灣全線通車。

電車廠設於銅鑼灣羅素街（即現時時代廣場的位置）。電車路線規劃至港島最西端的堅尼地城和石塘咀，因為當時石塘咀乃著名的紅燈區（有「塘西風月」之稱），方便達官貴人、公子哥兒到該地玩樂。1927年，銅鑼灣利舞台戲院每晚均會有一輛「午夜專車」從戲院附近載客到石塘咀。

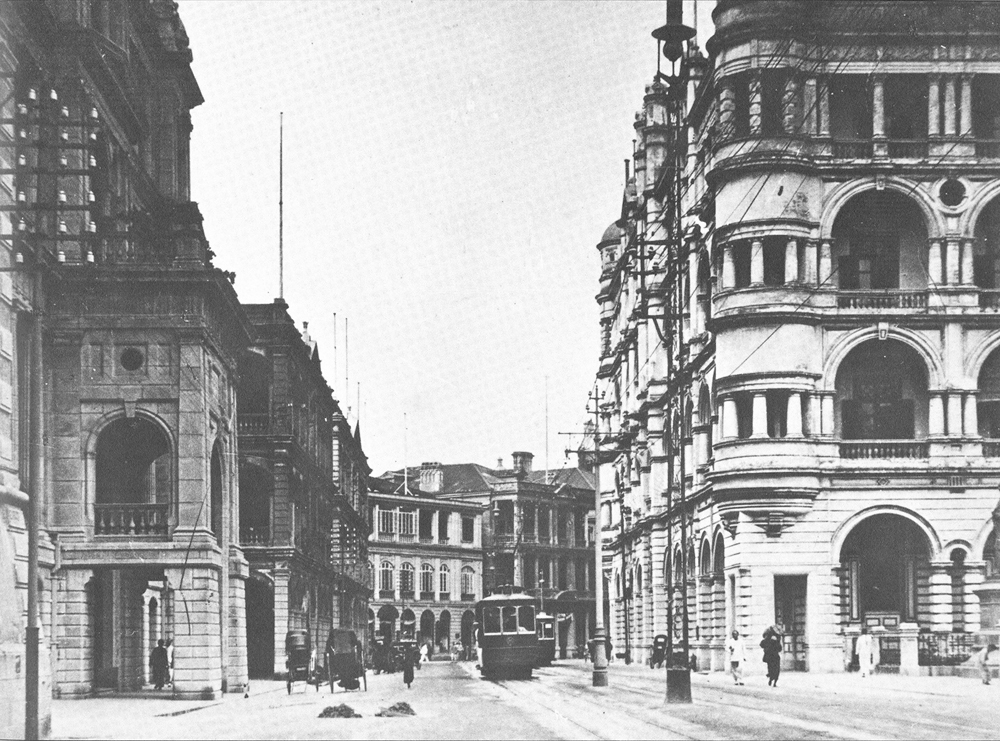
德輔道中太子行及一輛單層電車

1904年初，電車車身以組件形式由英國運抵香港裝嵌。首批電車共有26輛，分別為10輛頭等及16輛三等，全部為單層設計。電車原擬分為三等，後來為方便運作只設頭等和三等。頭等電車頭尾部分採用開放式設計，中間則是密封，每邊設有兩行長椅，可載客32人，收費每位一角。三等電車採用全開放式設計，設有6排背對背長椅，可載客48人，收費每位五仙。
1904年7月2日，首次有電車駛離車廠作試驗性行駛；經過隨後多天的測試後，香港電車終於在同年7月30日啟用，約兩星期後，香港電車全線通車。

### 戰前時期

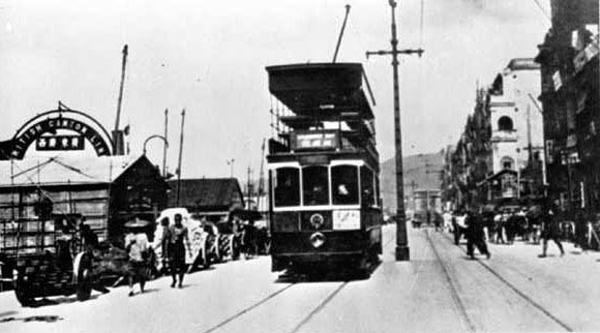
1930年代行駛於干諾道西的電車

1910年，「香港電車局」改名為「香港電車有限公司」，並一直沿用至今。同年，香港政府為防止運貨工人擅用電車路軌推運貨手推車，遂立例禁止其他車輛佔用電車路，同時禁止手推車軸距相同於電車道軌距。
1912年，由於電車乘客持續增長，電車公司引入了10輛雙層電車。初時雙層電車上層無蓋，只設有長椅，而上層及三分之一的下層被劃作頭等座位。翌年（1913年），為了使雨天時上層仍可載客，雙層電車上層加設了帆布帳篷。
1922年，「香港電車有限公司」總部由英國遷至香港，經營權亦全歸香港，變為一間獨立控股公司，主要股權屬於怡和洋行擁有。同年，電車改為以香港電燈公司的電力運作。1923年，雙層電車上蓋改為永久性木質上蓋，1925年則引入全密封式雙層電車。而由1924年開始，電車公司進行雙軌鋪設工程，初期連接銅鑼灣至筲箕灣，最後一期要到1949年8月才宣告完成。

### 戰後發展

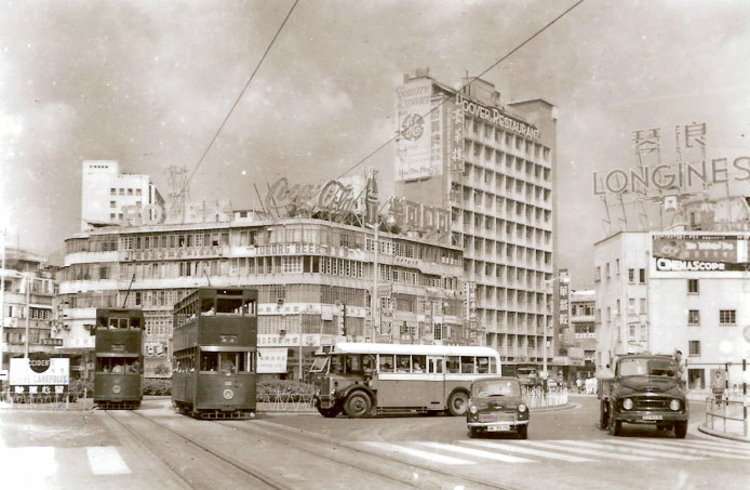
1950年代的銅鑼灣電車總站附近（當時由於鄰近樂聲戲院而稱為「樂聲迴旋處」）

1941年12月8日，日軍入侵香港，香港保衛戰爆發，駐港英軍經過18天激戰後投降，香港進入日佔時期，戰事令電車一度需要停駛。日本佔領香港後出於實際需要恢復電車提供有限度服務，但只有12輛電車行駛銅鑼灣和上環街市之間的路段。1942年初，日軍成立「電車事務所」，取代之前的「香港電車有限公司」。到了1942年中，路面才大致修復，可駛至筲箕灣。因為戰爭期間零件供應中斷，電車缺乏維護和保養，所以可投入服務的電車越來越少，不時停駛。更因為物資短缺及缺乏燃料發電，佔領地政府以節省燃料為由下令電車於1944年6月4日起全線停駛。1945年8月日本戰敗，殘存的109輛電車中，只有15輛能夠提供服務；電車公司在香港重光後全力修復在戰爭期間受破壞的電車及配套設施，但電車服務仍要到1946年8月才大致回復正常，亦因應多數電車在戰爭期間失修及受損，電車公司決定為全線電車進行翻新工程，並於1949年推出首輛「戰後型」電車。
1950年1月30日，羅素街車廠電車職工會爆發工潮，遭到警方鎮壓，史稱羅素街事件。
1954年，因應位於銅鑼灣的羅素街電車廠經歷為時三年的擴建工程完成，1932年起運作的北角電車廠關閉，羅素街電車廠亦改名為霎東街電車廠。
1964年，電車公司製造了一節可由雙層電車拉動的單層拖卡進行測試；電車公司於同年12月從英國金屬部件（Metal Sections）購入10節單層拖卡的組件，運到香港後再進行組裝，這些拖卡的車廂被列為頭等，於1965年起投入服務。因為電車加掛拖卡後上斜能力不足，加掛拖卡的電車僅能應用於堅尼地城和北角之間（包括跑馬地）的路段，及不能反向行車和迴圈軌道，而且需另設售票員向乘客收費，不符合成本效益，至1982年5月全部拖卡被廢棄。
1967年，香港發生六七暴動，當時是香港島主要大眾運輸基建的香港電車成為鬥委會的主要襲擊目標之一。北角電車站駛出英皇道的一段電車軌於1967年6月10日被左派人士擺放了一枚又稱「土製菠蘿」的炸彈，左派暴徒在隨後的7月至12月期間多次在電車站及電車路軌上放置土製炸彈，更有左派兇徒從高處向行駛中的電車投擲土製炸彈，當年10月13日灣仔莊士敦道有行駛中的電車遭到炸彈襲擊並有乘客被炸死。由於電車路軌經常被放置真假炸彈，除了報警由駐港英軍派拆彈專家移除，為了維持服務，有部分電車司機遇到「土製菠蘿」阻路時，更曾經使用長竹竿自行將被放置在電車軌上的「土製菠蘿」挑開及弄走，為電車開路。電車公司在左派暴動期間盡力搶修遭縱火及炸彈襲擊破壞的電車及路軌，避免香港島的大眾運輸被鬥委會癱瘓。
1972年，電車取消沿用多時的等級收費，改用劃一收費，乘客改由車尾上車購票，投幣入錢箱，由車頭下車。並於車尾增加一條通往上層的樓梯。
1974年，香港電車有限公司被香港財團九龍倉和會德豐收購。
1976年，電車實施一人控制，收費錢箱由車尾移到車頭，方便車長監察下車乘客繳付車資，並於車尾加裝旋轉閘，剩下的售票員部分訓練成車長，及轉為看管同樣裝在拖卡上的錢箱。1982年隨著拖卡的停用，售票員正式淘汰。
1978年7月5日，環境司鍾信於立法局提出，由香港政府以32億港元全面向九龍倉全面收購香港電車公司，並且邀請香港地鐵（現為港鐵）以輕便鐵路取代電車服務；其後於《地下鐵路首日通車特刊》中提及香港地鐵聘請顧問公司研究，除了提出興建港島綫外，並計劃以新型電車系統取代原有的路面電車，以及將中環的一段電車路軌改為地底行走。上述研究使不少人揣測政府是否計劃結束香港電車提供的服務。電車公司在1984年進行調查的結果顯示市民大多傾向保留電車，而其他同類調查亦反映收費差異和站距等因素令市民無意取消電車，因此香港電車的服務未有因地鐵港島綫於1985年開通而被取消。
1986年起，使用中的第五代「戰後型」電車進行翻新，並於1987年起把161輛一般載客電車（包括首輛「戰後型」電車120號）進行更換車身工程，有關工程於1991年11月完成。
1991年首季，電車公司的母公司九龍倉將銅鑼灣霎東街電車廠拆卸，原址興建時代廣場及銅鑼灣站A出口。位於石塘咀的屈地街電車廠取代霎東街電車廠的功能，而西灣河的東區走廊橋底則增設供電車停泊及小型維修的設施。
1990年8月至11月14日，曾試行周末通宵服務，但因為實際客量和行車噪音問題，所以測試期結束後沒有繼續推行。

### 近期發展

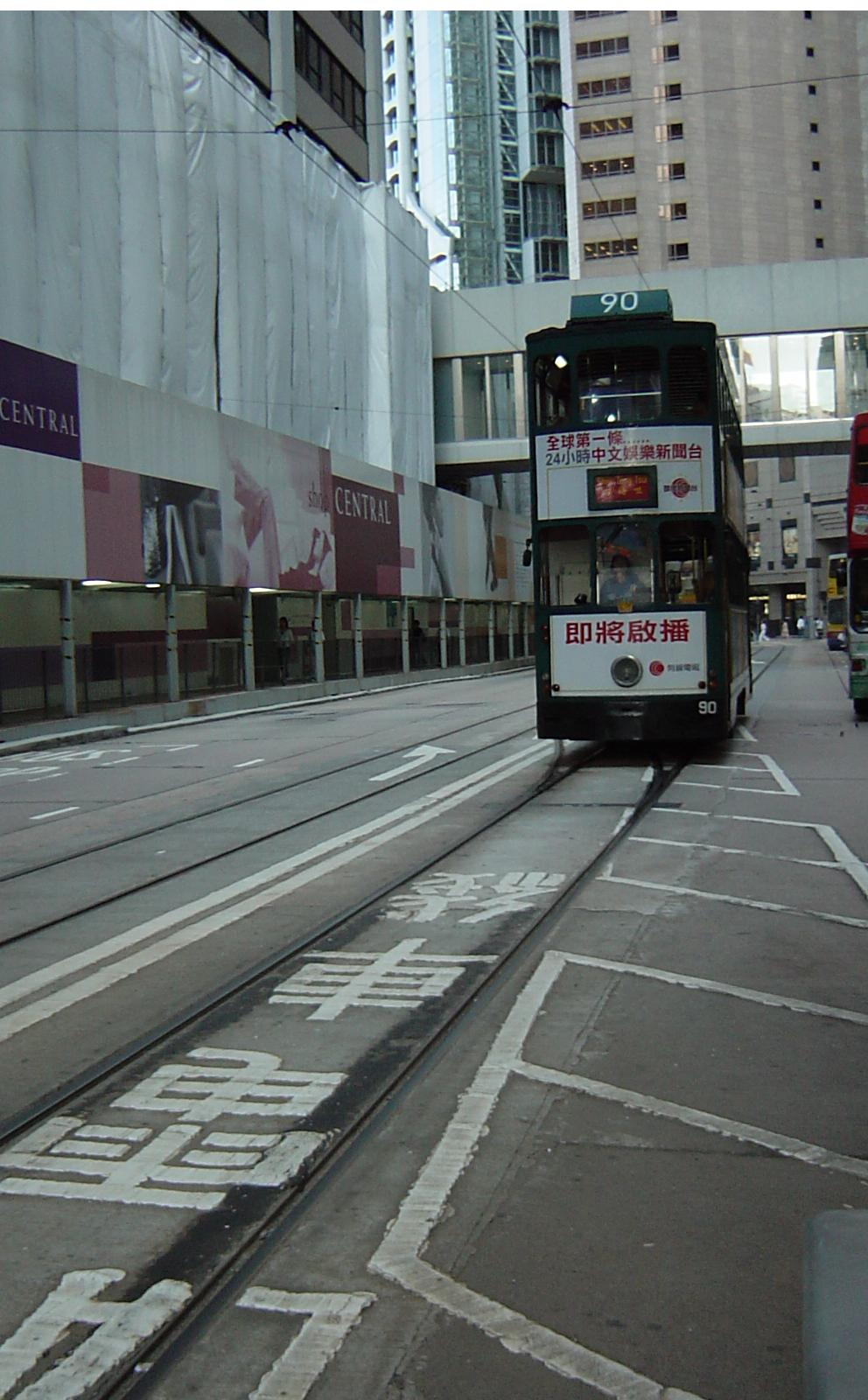
寫在地上的中文字是「電車綫」

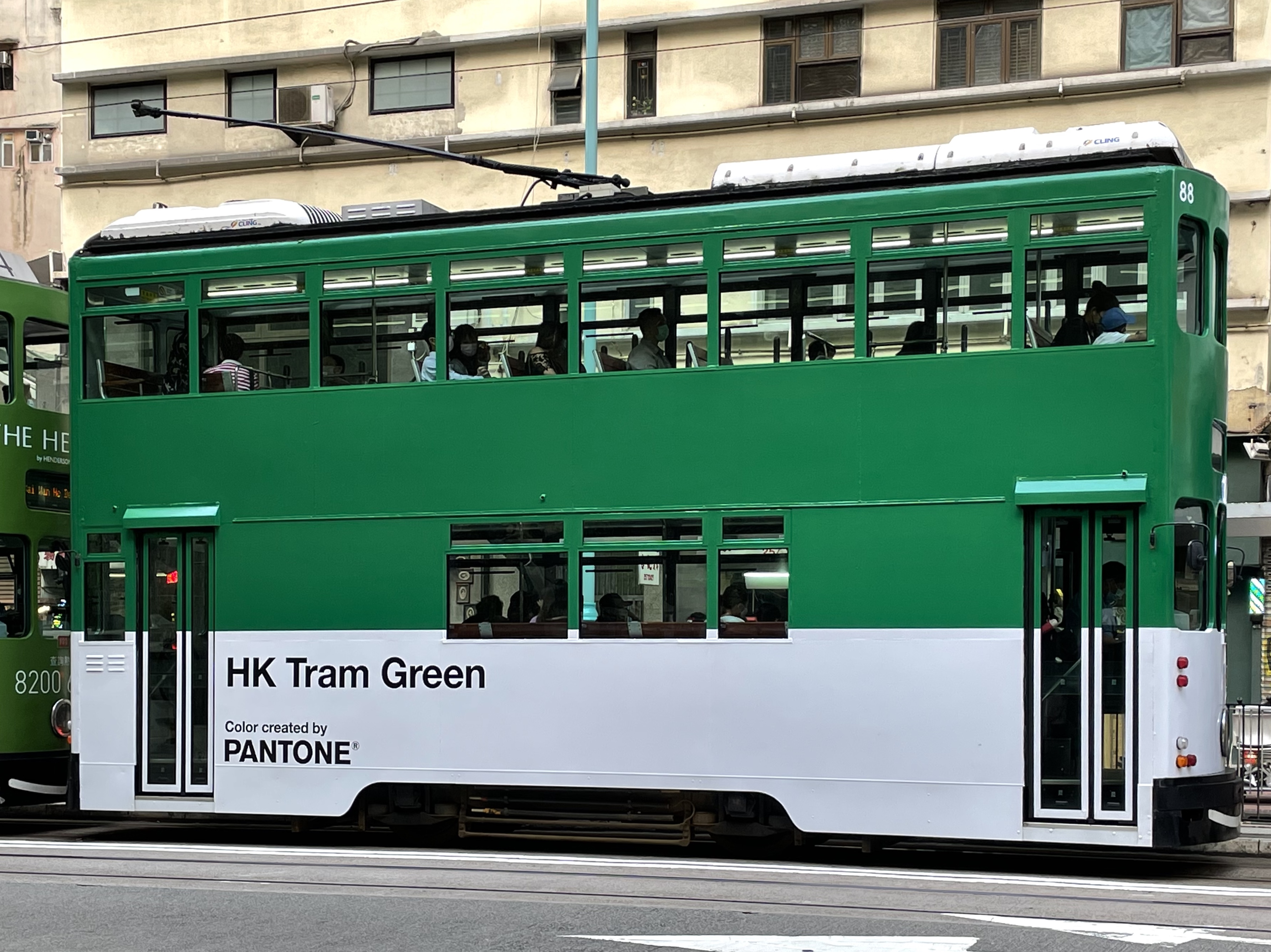
裝飾成「香港電車綠」彩通卡的88號電車

2000年10月24日，電車公司正式推出「千禧電車」。這款電車在香港設計和製造，富有時代感。新電車原擬設有冷氣系統，惟因為技術仍存在不少問題，包括冷氣系統不夠可靠，電車的供電網不能負荷電車加裝冷氣系統後的用電量，乘客亦認為電車加裝冷氣系統後可能會大幅加價，反而會降低電車的吸引力，因此計劃暫時擱置。
2001年，電車上加裝八達通系統接受八達通付款。
2004年，電車公司慶祝成立100週年，舉行了一連串活動，主題標誌為一個以漢字「百」構成的電車圖案。同時，香港郵政亦發行了一套紀念郵票，以各時期的電車車款作內容，見證香港電車百年來的演變。
2005年3月，跑馬地電車總站裝設了電子顯示牌，方便乘客得知下班電車的目的地。2007年11月開始，完成維修後的電車都會換上新駕駛盤，第一輛作出這改動的電車是#38。
2008年5月，古董電車#128於上層安裝冷氣系統。
2009年4月7日，全資擁有香港電車的九龍倉宣布把香港電車的一半股份售予與法資的VTRA。
2010年2月17日，九龍倉宣布將於3月把持有的所有股份售予VTRA，香港電車將由該公司全資擁有。
2010年10月，電車公司對外展示全新設計的電車#168，新電車設計及組裝均在香港進行，外型與現時行駛的木製電車相似，唯全車改用鋁合金物料建造。車內增設了報站機，並改用電子路線顯示器。#168於2011年2月17日正式投入服務。
2011年11月28日，3輛第七代電車，編號為171、173及174號電車正式投入服務。新電車採用跟#168相同的車廂設計，但在操控系統上，就使用交流電馬達取代過往的直流電馬達，使到電車在制動時所產生的電流回饋到電網，供其他電車使用，能夠提升環境保護及節約能源效益。公司預期未來每月可以有一至兩部新型號電車推出；於2012年，將會再有12輛新型號電車投入服務，整項電車翻新計劃於2021年完成。
2011年12月，電車公司引入無線射頻定位系統進行測試。期望能夠令行駛更有效率，長遠可以挽回流失的乘客。2012年1月，電車公司決定斥資500萬港元於全線電車和沿線路軌安裝無線射頻定位系統，在全線路段地底埋下600個無線射頻（RFID）收發器，每當設於電車車底的讀碼器經過時，利用第三代流動通訊技術接收及發出信號，再傳送至車務控制中心，讓中心能夠實時掌握行駛狀况並且作出相應調配，系統更能夠利用車廂內裝設的輕觸式屏幕向車長發出指示。另外，電車公司於電車沿線安裝視像鏡頭，以便於突發事故或交通擠塞時可以監察路面情况。
除了掌握電車位置，電車公司計劃利用系統，於全線車站和電車為乘客提供等候電車時間提示和全自動報站系統，但是因為加價幅度未達預期，預計需要10年才能翻新共163輛電車。另外，電車公司亦計劃在電車站加裝顯示屏，預報下三班即將到站電車的抵達時間和終點站，初步計劃在中環和灣仔等繁忙車站率先試行。
2014年12月28日港鐵西港島綫局部通車後，香港電車每日乘客量比較往年同期減少一成，由每日20萬人次降至18萬人次，隨着西營盤站於2015年3月月底啟用，預計電車將會面臨更大競爭。為了刺激乘客量，電車公司與香港中文大學研究推行一套實時車務調動系統，冀求做到按照實際環境加快車輛調配，以節省乘客的候車時間，以增加電車吸引力。
2021年7月，色彩研究所彩通（Pantone）正式命名香港電車使用的深綠色為「香港電車綠」（HK Tram Green），以反映車隊戰後開始普遍使用的塗料顏色，惟此顏色未有在色彩系統中編上個別色號。另外，電車公司亦於消息公佈不久後將88號電車車身模仿該彩通色卡的設計。同月30日，香港電車系統獲得健力士世界紀錄認證為「最大的服務中的雙層電車車隊」。

## 廣告政策
香港電車有限公司一向不承接政黨宣傳以示政治中立，即使2012年香港立法會選舉期間人民力量以宣傳節目在個別車身登上廣告，香港電車有限公司馬上就將有關廣告撤回。
另一方面，香港電車有限公司容許香港政府在電車刊登政府宣傳硬照，如2010年政制及內地事務局在電車車身宣傳2012年行政長官及立法會選舉改革方案。此外香港電車有限公司在2021年贊助電車車身廣告以慶祝中國共產黨成立100周年，此為香港電車首個正式政黨車身廣告，並以慶祝中國共產黨成立100周年為由免收2021年7月1日的車資。
2015年，香港電車、POAD 和香港展能藝術會推出「站‧藝廊」的活動，把電車站變身為3D畫廊，展出藝術家唐詠然及黃錫煌以童年及街頭小食為主題的作品，令車站廣告的位置有其他的作用，成為主題展覽。
香港電車於2025年5月17日起逢週末推出限定「叮叮旗袍套票」，乘客憑票可挑選旗袍或長衫，再乘坐復刻1920年代開放式設計的古雅電車。套票更與香港逸蘭銅鑼灣酒店合作，提供主題雞尾酒及住宿優惠。

## 車隊

### 概要
| 年份   | 電車數目 |
| ------ | -------- |
| 1904年 | 26       |
| 1945年 | 109      |
| 1956年 | 146      |
| 1964年 | 162      |
| 2001年 | 163      |
| 2004年 | 164      |
| 2012年 | 169      |

| 電車規格             | 電車規格                |
| -------------------- | ----------------------- |
| 車身長度             | 9米（29尺2英寸）        |
| 車身闊度             | 2米（6尺6英寸）         |
| 集電桿降下狀態的高度 | 4.502米（14尺9.25英寸） |
| 前輪和後輪的軸距     | 2.6米（8尺6英寸）       |
| 軌距                 | 1,067毫米（3尺6英寸）   |

香港現時有178輛雙層電車，是全球現存唯一全數採用雙層電車的電車系統，而且全部電車都在香港製造，生產一輛電車的工期約需4週，一輛普通版電車在2017年的造價約300萬港元。在178輛電車中，有156輛為普通電車，下層一般有25個座位，上層有18個座位，但每代電車的車廂佈置都略有差異，每輛載客量約115人。除此之外，車隊內有三輛（#28、#68及#128）古典電車，以及一輛（#18）派對電車，只供私人租借或旅遊推廣之用。古典電車採用開篷設計，車身上有燈泡，座椅採用梳化，富有特色。另外，電車公司於1991年重建#120亦保留了1949年的設計，車身為淺綠色，上層使用木製座椅。另一方面，電車公司亦有三輛工程電車（#200、#300及#400），用作電車軌道和架空電纜的日常維護。

### 早年車型
香港電車於1904年開通時的車隊由單層電車組成，分為頭等電車及三等電車兩款，車廂均以木材製造；頭等電車的車廂兩側各裝有三個可上下拉動的玻璃窗，可減低下雨時對車廂內乘客的影響，座位也較為舒適，而車頭和車尾為開放式設計，沒有設置車門，並以背對背方式分別安裝面向車頭和車尾的座椅，頭等電車的標準載客量是32人。三等電車的車廂較為簡陋，車廂採用開放式設計，也沒有設置車門，乘客可自由上落，座位為橫向及背對背安裝的長椅，可載客48人。頭等電車和三等電車的車資相差一倍，頭等一角，三等則為五仙，但如以當時的工資和物價，電車的收費並非可輕易負擔。這批第一代電車由英國的Dick, Kerr & Co.供應，底盤由Peckham Truck & Engineering設計和製造，電車組件在英國生產，再運到香港組裝，於1904年7月2日開始在路面試車，在同年7月30日通車時，分別有10輛頭等電車和16輛三等電車。
1912年開始採用雙層電車，這款第二代電車不再分為頭等和三等兩款車，取而代之是新增的上層是頭等，下層是三等，第二代電車在第一代的單層電車頂部加裝了公園式座椅並增設貫通上下層的樓梯，但上層是露天的，並沒有上蓋，雖然上層頭等座位景觀開陽，但隨時面對日曬雨淋。於是在1913年便推出第三代電車，為上層加裝帆布帳蓬，但這種簡單的設計並不能抵擋風雨。第二代和第三代電車雖然有兩層和樓梯，但只算是在第一代單層電車車頂加裝座位，其原生設計並非雙層電車。

### 戰前型
在1925年亮相的第四代電車是香港電車設計的分水嶺，其構型成為香港現代電車的鶵型。這款雙層電車的車身是香港電車公司自行設計和製造，不同於之前將單層電車修改成雙層，第四代電車在設計時已是雙層電車，車身採用木材製造，上層和下層車廂都是密封式設計，均設有木造窗框及可上下推拉的玻璃窗。電車底盤由英國Brush Electrical Engineering Co.在1925至1937年間生產，1938年起改由Maley & Taunton提供。由於汽車此時在英國和歐美發達國家漸漸普及，很多供應電車組件的外地廠商都面對轉型，不再生產電車組件，因此第四代電車除了底盤外，很多零件都是在香港製造，電車公司一直製造這款雙層電車至太平洋戰爭爆發前夕，並已完成了超過一百輛，所以又稱為戰前型電車。

### 戰後型
1941年香港遭日本入侵和佔領，只有12輛電車維持有限度運作，到1945年香港重光後，因為很多電車不是受到戰火破壞，就是在日本佔領香港期間缺乏維修。雖然電車公司在戰後全力將服務恢復至戰前水平，但殘存下來的電車因為經歷多年失修，車身狀況都很差，所以電車公司決定重新設計和建造車身，全面翻新電車底盤，並為新增的電車製造新底盤。第五代電車的外觀與第四代相似，但結構經過改良增強耐用程度，車身結構使用柚木製造，在表面覆以鋁製的薄板作為保護。首輛第五代電車於1949年出廠，因為是戰後首款新電車，所以又稱為戰後型電車。
由於二戰結束後，電車不但被認為是過時落後的交通工具，更被指阻礙汽車行駛和佔用路面，所以世界各地的城市在戰後紛紛拆除電車線，將電車大量廢棄，就連曾經在香港電車創建時期供應重要組件的英國，其首都倫敦都在1952年拆除電車線。在這種趨勢下，很多電車製造商不是因為電車沒落而倒閉或被併購，便是不願留在夕陽行業而選擇轉型，不再生產電車組件；就連過往一直從英國購入的電車底盤，也因為生產商Maley & Taunton面臨結業而停產。由於已沒有現成組件可供購買，所以電車公司便設法自行生產各種電車零件及在香港尋找組件供應商。由於香港當時的太古船塢在建造船隻和製造機械設備方面都具有豐富經驗，所以電車公司便與太古船塢合作在香港設計和製造電車底盤，因此在1961年以後組裝的新電車不論底盤和車身都是在香港設計和製造，而電車公司掌握底盤的設計和製造技術後，亦可為電車作更全面的改良。

### 單層拖卡

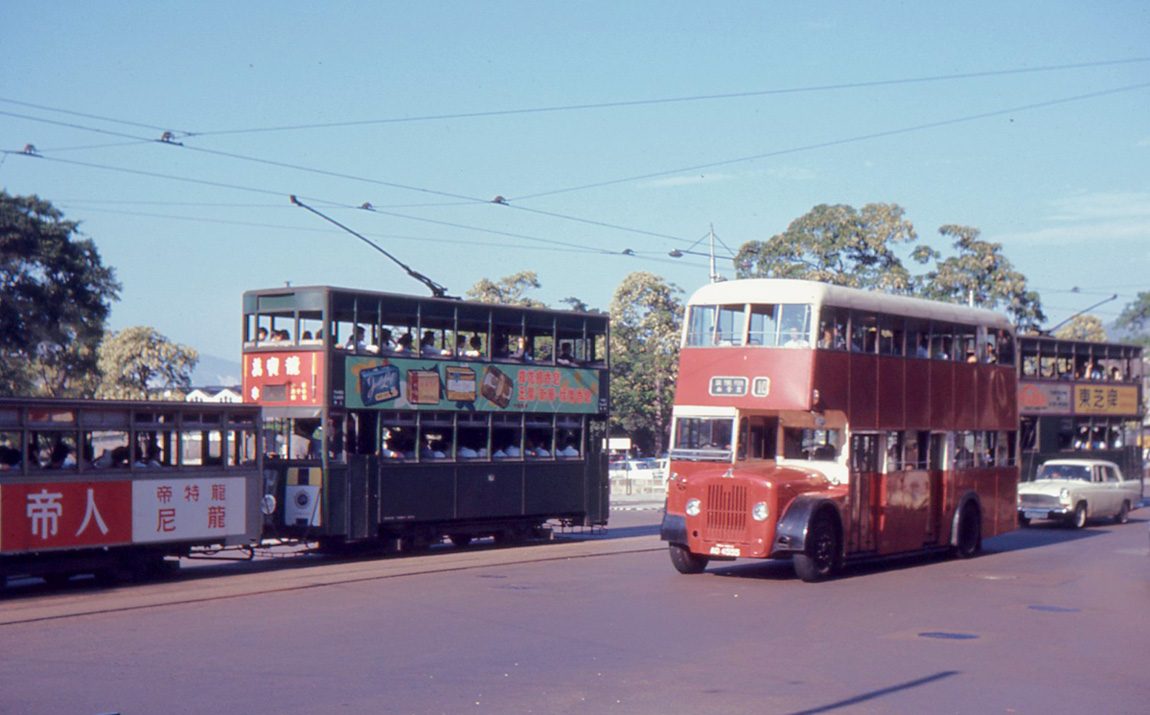
1967年，一輛在皇后大道行駛的「戰後型」雙層電車，附設有一個單層拖卡

為了提高載客效率及更有效利用路面空間，電車公司決定為雙層電車的尾部增加一節單層拖卡，拖卡沒有動力和駕駛設備，需由前面的雙層電車拉動。首節拖卡由位於鰂魚涌的太古船塢設計和製造，這節1號拖卡由#161電車拖行，於1964年8月投入服務。1號拖卡因為屬於測試性質，所以與之後生產的21節拖卡有較大分別，是唯一採用平頂設計及裝有兩道車門的拖卡，車門都在左側，前門較窄，後門較寬，但實際操作後發現一名售票員難於同時監察乘客在兩道車門上落及向乘客售票，所以前門被停用。這節拖卡在1979年被改造為一輛電車，底盤加裝電動機及控制設備，並改為安裝雙層電車的車身，成為#163雙層電車，並於同年11月投入服務。
電車公司在1964年12月完成加掛拖卡的測試後，決定從英國金屬部件（Metal Sections）購入10節單層拖卡，這批拖卡以散件方式由輪船運往香港，再於羅素街車廠進行組裝及安裝在太古船塢製造的底盤上。拖卡的除了是單層之外，長度和寬度都與雙層電車相仿；車頂採用圓頂設計，並可在頂部架設廣告板；車窗如雙層電車一樣是往上下推拉開閉，車門位於拖卡的車頭的左側，以氣動控制開關；單層拖卡被劃為頭等車廂，設有36張由西德設計的玻璃纖維座椅。首兩節拖卡於1965年12月投入服務，2號及3號拖卡分別由#13及#65電車拖行；其餘拖卡於1966年1月至3月間投入服務，4號至11號拖卡分別由#5、#2、#68、#66、#29、#142、#71和#30電車拖動；其後電車公司再向英國金屬部件（Metal Sections）增購10節拖卡，這批編號12至21的拖卡於1967年1月至2月間投入使用。
針對拖卡被拉動時所產生的噪音問題，電車公司特別在新造的22號拖卡選用重量較輕的物料製造，令22號拖卡的重量較之前製造的21節拖卡輕，並使用電車公司自行製造的底盤。除此之外，22號拖卡的車窗較大及改為橫向推拉開閉。電車公司期望22號拖卡採用較輕的物料減重後可減低行車的噪音，並計劃以22號拖卡為樣辦再增購24節新拖卡；22號拖卡於1967年9月23日投入服務，但仍未能有效改善拖卡產生的噪音問題，所以增購新拖卡的計劃也沒有實行，22號因此成為最後一節完工的拖卡，這節拖卡最終於1978年11月退役及拆毀。
加掛拖卡的電車需要在車尾進行改裝，包括加裝車勾和接駁電路。為方便候車乘客識別後方已加掛拖卡的電車，所以獲分配拖卡的雙層電車，都在車頭正面的右上方塗上黃色和黑色組成的斜線條紋用作標識。因為在試車時發現加掛拖卡後的電車，動力不足以拉著拖卡爬上英皇道東面近太古船塢至西灣河的一段斜路，所以加掛拖卡後的電車，只能行駛北角總站以西至堅尼地城（包括跑馬地）的路段，因此沒有拖卡在鰂魚涌、西灣河和筲箕灣提供服務。
拖卡在投入服務初期曾經是頭等車廂，但乘客普遍認為拖卡收了頭等車費卻沒有頭等的享受，加上拖卡被拖行時所發出的噪音頗大，所以拖卡並不受乘客和電車沿線的居民歡迎。1972年，電車實行劃一收費，不再區分頭等和三等車廂，拖卡的車資自此與雙層電車的上下層無異。電車公司於1976年在電車的駕駛席旁加裝投幣箱，由駕駛員監察下車乘客投幣繳付車資，取代以往由售票員在車上售票，達致減少人手和降低營運成本，但拖卡的車廂是獨立於雙層電車，並沒有通道與前方的電車車廂連接，所以仍須分派售票員在拖卡內收取車資，令拖卡的操作成本增加，因此電車公司決定將拖卡淘汰，全數單層拖卡於1982年5月停用。

### 1986年的翻新

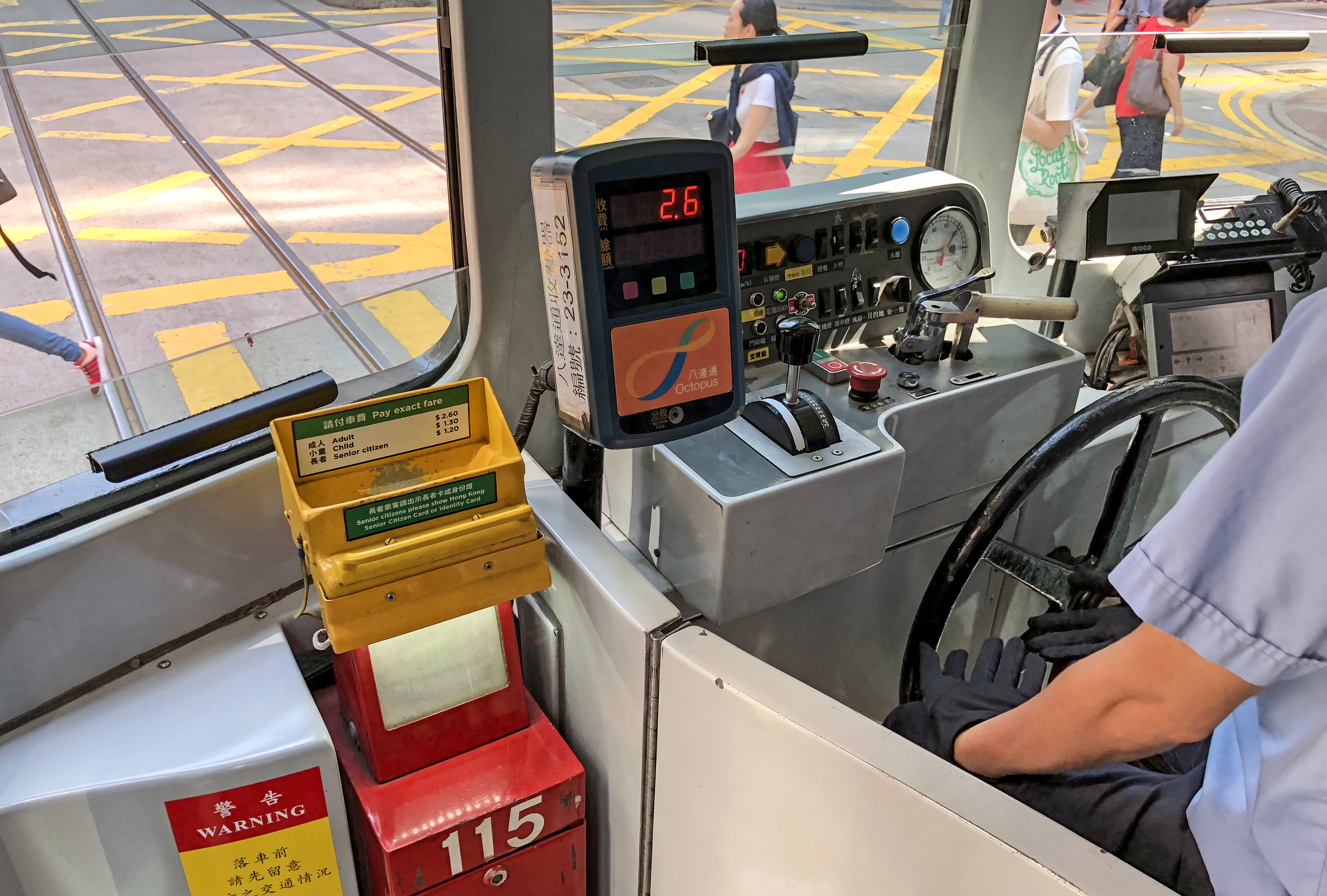
2007年起採用的新款駕駛面板，以速度控制拉桿配合電子系統控制速度，取代舊款純機械調節電阻值的旋轉式拉桿

由於戰後款式的第五代電車踏入1980年代後，大部分都已使用達25年以上並出現老化，電車公司因此於1986年至1987年間，試驗為其中15輛電車翻新為第六代車身。雖然車架仍是使用柚木制造，但車身的設計較戰後型有多項改變；上下推拉的玻璃窗不設木框，玻璃面積增大令採光增加，窗框的四角亦以圓邊修飾；兩條樓梯原本一左一右改為全部在右側；上層的木造的藤椅改為紅色玻璃纖維座椅；車廂照明由燈泡改用光管；在下層車尾的電阻箱因為行車時會發出熱力，所以被移到車頭的頂部，可為車尾騰出空間及改善車廂環境；首輛進行翻新的是#143，於1986年2月28日重新投入服務，其後，#6、#36、#39、#41、#46、#80、#88、#89、#121、#127、#139、#141、#144及#159亦陸續進行同樣的翻新工作，其中的#36、#39、#41、#80、#89、#139、#141、#144及#159，於翻新工程完成初期，仍保留車底的金屬欄柵（救生網閘）及底架兩側的木條（救生網盤），其餘的翻新電車則使用鋁板取代金屬欄柵，而底架兩側的救生網盤亦已被拆除。大部分電車的上層車廂，都統一採用裝有不銹鋼管框架加強結構的塑膠座椅，而首輛第六代電車#171的上層車廂採用木板座椅，還有#30、#31、#51、#58、#92、#95、#101、#112、#114、#127、#151和#155，上層車廂都採用木板座椅，但當中有部分又被換為膠椅。1993年的進一步改良，下層車廂的車頭和車尾地板由木材改為金屬材質，增強登車處及下車處的地板耐用性；底盤的避震系統亦有所改良，提高行車的穩定性；同時改良齒輪及加裝隔音裙，減低行車的噪音。

#### 戰後型電車的翻新及展出

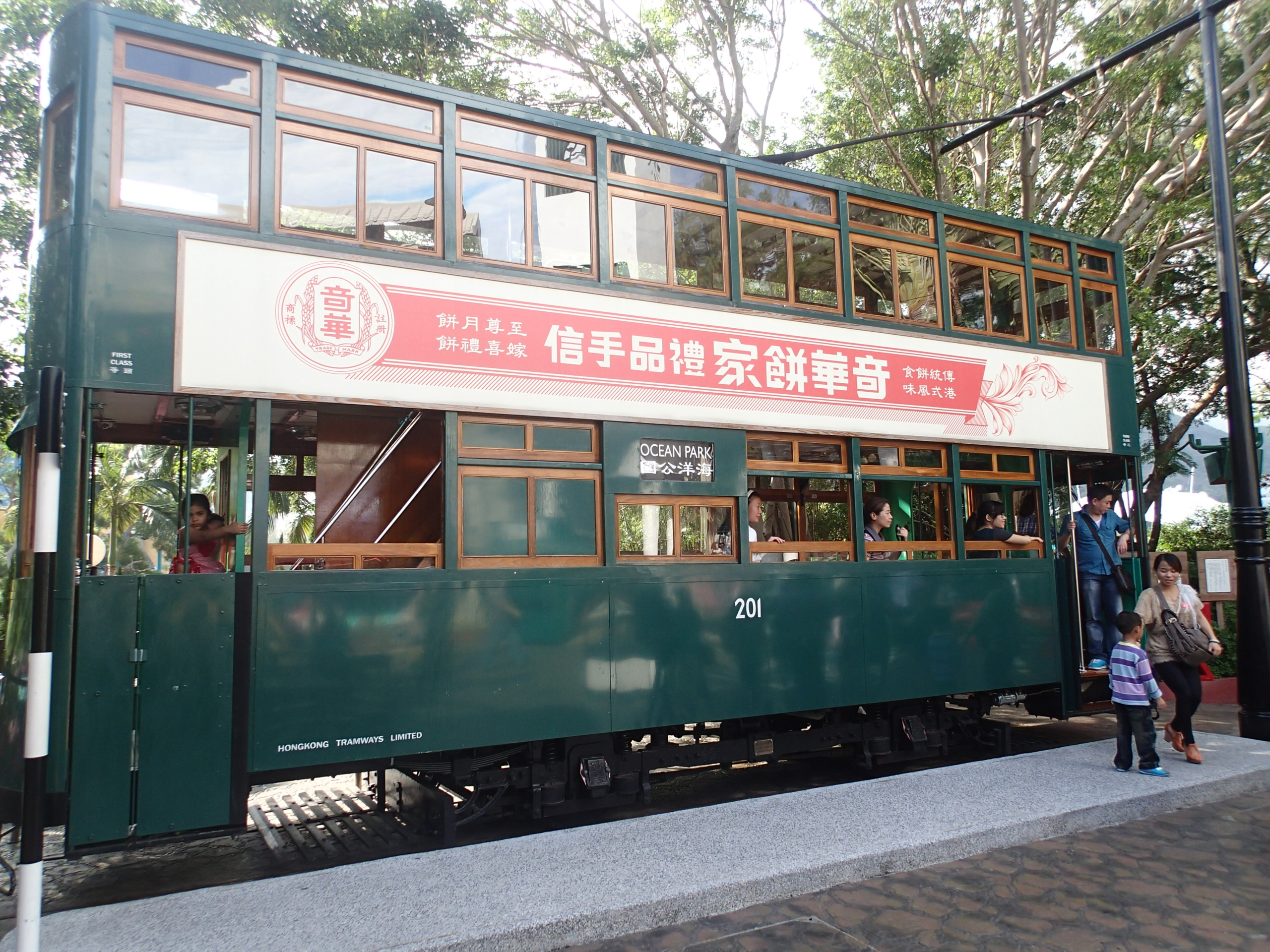
海洋公園內的仿製電車#201

香港電車於1985年將仍是戰後款式的#12電車運往加拿大溫哥華作為1986年世界博覽會香港展區的展品，並於1987年新造一輛同樣編為#12的第六代電車取代其被運往加拿大展出後的空缺。電車公司於1987年展開歷時四年的車身更換工程，為161輛供日常載客的電車換裝第六代車身。
於1949年10月製造的#120是香港電車首輛第五代「戰後型」電車，電車公司在翻新時原本有意保留這輛電車的舊車身，可惜因為車身結構出現問題而放棄，於是在1991年依照1949年的第五代電車模樣為#120重造車身。除了供日常載客及租借的#120之外，香港歷史博物館的1950年代展區收藏有一輛戰後型電車#50，可供參觀人士走進車廂內參觀；香港海洋公園於2011年增設的「香港老大街」景點，園方邀請電車公司仿照第五代電車在1950年代的模樣，製造一輛戰後型電車在「香港老大街」展覽。

### 千禧電車

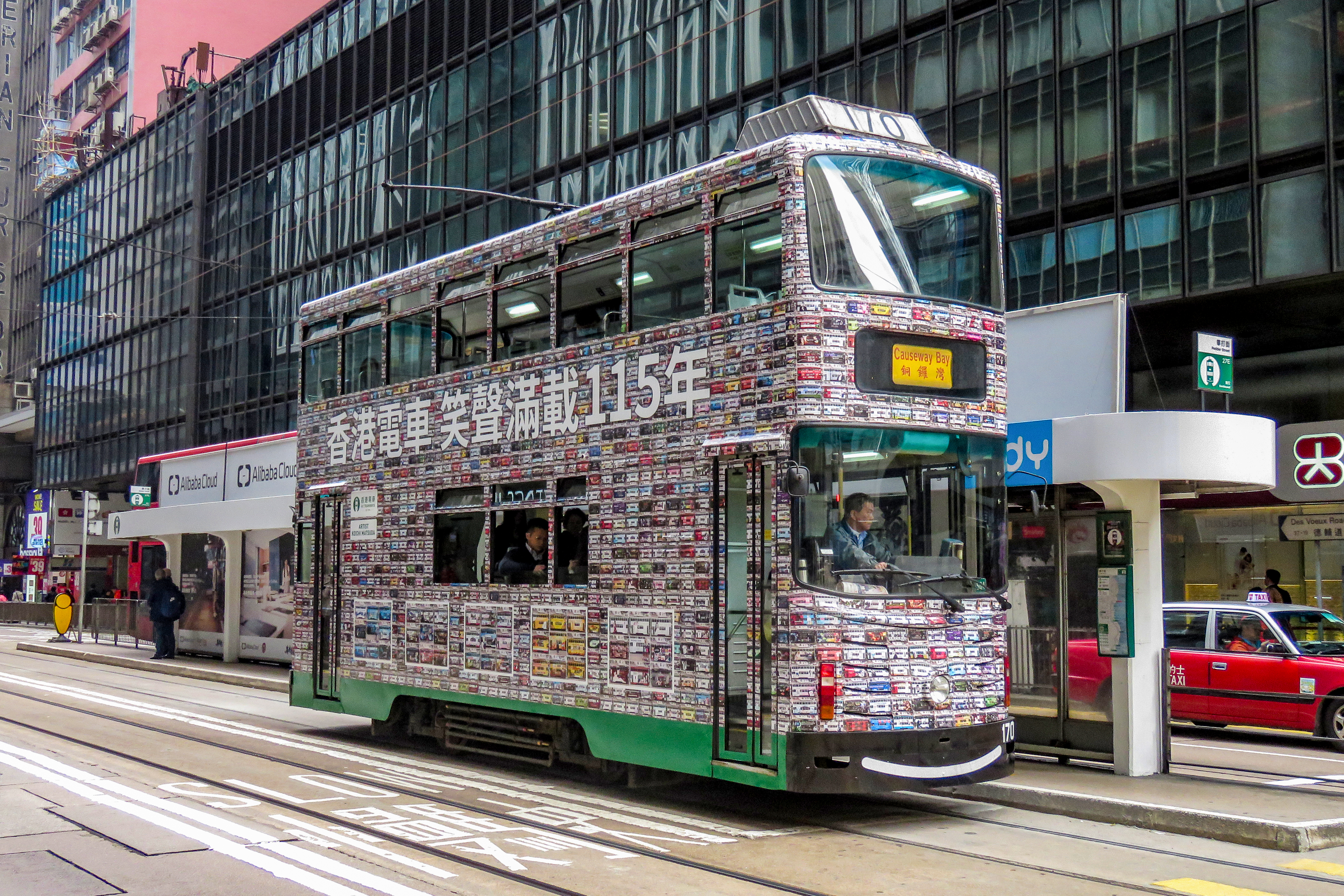
2000年設計的千禧電車#170

2000年代開始後，電車公司持續為電車進行升級，以令運作更有效率及更加安全。2000年10月24日，電車公司推出三輛「千禧電車」（#168、#169及#170），車身骨架棄用柚木而全面使用鋁合金製作車身，車身結構的翻修年期可由4年增至10年。車頭和車尾的擋風玻璃採用整片式的曲面流線設計，令整輛電車的外觀更為流線及充滿時代感。不過，這款整片式玻璃因為四周都是密封不能開啟，使車頭和車尾不能利用行車的氣流達致通風，令車廂在夏天時較過往可開窗的設計悶熱。車門由以前的半高改為覆蓋至門框頂部，可減低風雨的影響；在車尾登車門的單向閘門由旋轉式三叉桿，改為只可往內翻動的小型擋板，避免旋轉桿勾倒乘客隨身行李及物件。車窗較易拉動開閉，座椅採用Fainsa Arianne合成材料製造，下層車廂的座位鋪排由橫向改為面向車頭。千禧電車共有三輛投入服務，另有一輛使用千禧電車為藍本設計的首輛冷氣電車#171，但因為設計尚未成熟而沒有投入載客服務；其中#168已於2010年拆除千禧車身，改為安裝第七代車身的首個成品進行測試。#169由於其中一片車頭大玻璃有裂紋而且沒有零件更換大概於2024年3月中退役，後來在翻新車身外殼（主要是頭尾幅）並改用LED顯示屏顯示終點站（其餘設計包括內籠座椅、內裝機器等維持原狀）之後於2024年5月中以第七代電車的模樣復出載客。目前千禧電車只剩下唯一一輛#170。

### 第七代電車

#### 變頻操控
電車公司於2008年在電車試用交流電動機提供動力，並透過變頻控制交流電動機的動力輸出；安裝在電車上測試的YW-17型電動機由永濟電機提供，與電車過去沿用的直流電動機相比，具備體積小、出力大及易於整修等優點，控制系統則由香港電車自行研發；與此同時，為提升行車安全，電車公司亦試驗為電車增設磁力剎車系統，跟使用傳統氣動剎車相比，以時速40公里行駛中的電車剎車時，剎車距離可縮短25%，由14.5米減至10米。首輛採用變頻控制交流電動機的電車是2009年5月製成的#172，新造的車身仍是採用柚木車架，外觀也跟1986年推出的第六代電車相似，車廂的座椅由木條組成，下層車廂的座位均面向前方；面向車外的路線牌採用LED顯示屏，並在車廂增設報站系統進行測試。

#### 第七代車身
電車公司除了改進電車的操控系統，也於2009年設計新款車身供新造或將會翻新的電車使用，並委託法國MBD Design為車廂設計新形象。首輛安裝新款車身的電車是原為「千禧電車」的#168，於2010年9月公開亮相；此車經翻新後雖然仍舊採用以斬波控制電動機的底盤，但車身卻擁有全新面貌；新車身採用與千禧電車相似的鋁合金車架，而車頭和車尾的外觀設計則與第六代電車相似，上層的頭尾車窗皆可開啟，改善了千禧電車的通風不佳問題；前後車窗的窗框以圓角修飾，兩側的窗框則為方角，車窗的推拉和開閉較以往版本的翻新電車輕易；車廂及座椅的扶手改為較符合人體工學的設計，亦增加裝設扶手的位置；車廂裝有報站系統，可配合LED顯示屏和廣播系統向乘客提供行車資訊；在車頭和車尾的車門與千禧電車設計相似，都是覆蓋至門框的頂部，可降低外面風雨對車廂內部的影響。在車尾的旋轉式單向閘門改用感應式控制開閉的擋板，登車乘客只要踏入車廂，擋板便會自動開啟；由於乘客無需推動單向閘門即可登車，不但可便利乘客登車，也可避免以往的三杆式旋轉閘，因為旋轉桿易被乘客的隨身物品勾倒而妨礙登車，而閘門的擋板在開關時會發出警示聲，減低乘客被夾倒的機會。座椅採用公園式設計，由金屬框架及長條形木板組成，上層最前排座位因為均面向前方，所以視野開陽，上層車尾的座椅則為橫向並維持包廂佈局。下層車廂的座椅編排初時與千禧電車相似，兩旁座椅均面向車頭，但因為發現坐在車廂右側最後一張座椅的乘客容易撞到樓梯底部，所以右排座位被改為與第五代電車相似的橫向佈置。首輛安裝第七代車身進行測試的#168電車於2011年2月17日投入服務。

#### 翻新工程
2011年下半年，測試變頻控制的#172已投入服務近一年，安裝新款鋁合金車身的#168也使用達半年後，由於變頻控制和新款車身在實際應用環境下皆已見成熟，電車公司於是開始生產結合變頻控制交流電動機及採用新款車身的第七代電車；首輛第七代電車於2011年11月28日投入服務。電車公司計劃每月更換一輛電車為第七代款式，整項計劃歷時約十年，因此過往使用柚木車架俗稱「木頭車」的舊款電車將會被漸漸淘汰，但車隊內其中七輛具有歷史紀念價值的型號（包括#120）將會獲保留。
截至2016年2月，共有50輛新電車投入服務；有四輛是新增的電車，分別是#171、#173、#174及#175（底盤及電弓沿用舊款電車組件），當中三輛新增的電車在完工時曾被編為#1、#2及#3，但投入服務前編號被改為#171、#173及#174；而其餘安裝第七代車身的電車均為取代相同編號的舊款電車。除最早採用新款車身的#168仍是使用直流電動機外，其餘電車的動力均採用變頻技術及安裝YW-17交流電機。過往的電車翻新工程，如底盤的結構沒有問題便不會更換新底盤，而是翻新現用的底盤，為底盤更換新零件及進行必要的改裝，所以一些早年製造的底盤，如Brush Electrical Engineering Co.在1925年至1930年代生產的舊款底盤，到2010年代有部分電車仍在使用中；因為電車公司在第七代電車引入變頻控制及新式剎車系統，底盤的構造較先前的更新換代有較多改動，所以電車公司為舊款電車更換新車身時，也將會把一些老舊的底盤一併更換為香港電車自製的新底盤。由於翻新全線車隊的工程需時達十年，部分未及翻新的電車將獲局部改良，包括以LED顯示屏取代舊款的終點站站牌，以及將舊款的三叉式旋轉閘更換為登車較便利的推入式單向閘門（該等電車的上車門上會有4個小孔以所識別。不過在2020年起這些電車已陸續換回原有的三叉式旋轉閘）。

### 電車全景遊

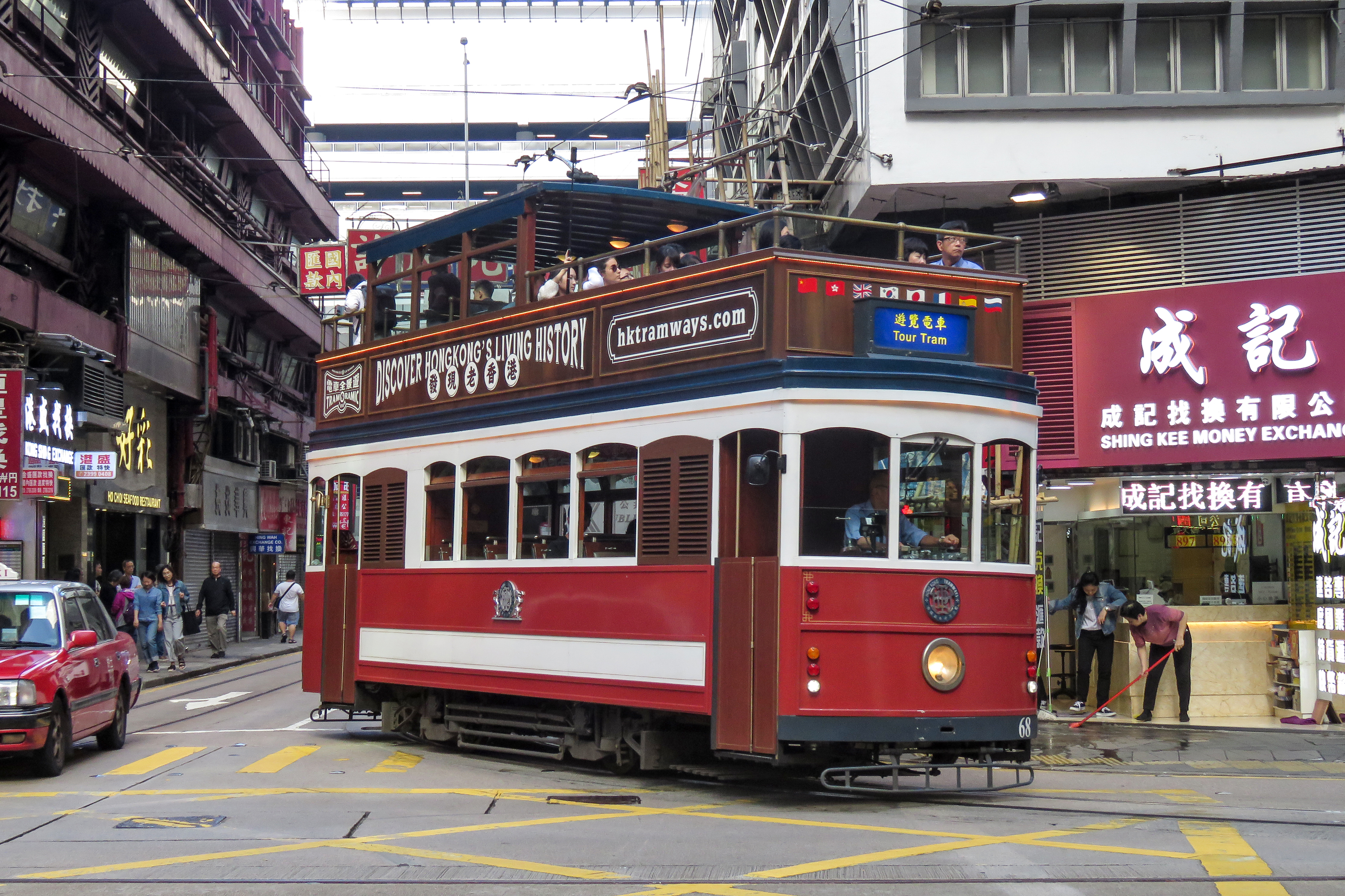
68號特色電車「電車全景遊」

2015年末，電車公司低調地將一輛普通電車改裝為仿古電車，並編配車隊編號#68，成為電車車隊中第3輛古典電車。#68上層大部分為開篷式，只有近車尾一部分為硬頂設計，而整體設計均以1920年代的第三代電車為藍本，在車頭車尾採用凸出的終點站顯示牌，但採用電子式顯示。#68建造完成後，電車公司特別於2016年1月15日假屈地街電車廠舉辦剪綵儀式，並以「電車全景遊．發現老香港」將#68包裝為特色電車，旨在向旅客介紹藝術之行、文物之行等7個不同主題觀光之旅。而#68已於剪綵儀式翌日正式啟用。
「電車全景遊」票價為成人HK$150，小童（4至11歲，整個旅程中必須由成人陪同）為HK$95，長者（65或以上，需於購票時出示香港身份證）為HK$95。套票包括單程「電車全景遊」車程（上環（西港城）—銅鑼灣，經跑馬地）及連續2天內無限次乘搭普通載客電車，套票可於網上預訂或於「電車全景遊」登車站即場購票（長者優惠只適用於即場購票，網上預訂或非香港居民須付全費）。

### 檢修用工程電車
香港電車公司有1輛由新電車改裝而成的路軌保養電車，該輛電車車底裝設有兩個大擦，上層為一個由交流電驅動的吸塵機，達45匹馬力，作為掃清路軌用途，而路軌保養電車亦配備隔音裝置，減低運作時噪音。至2013年4月，香港電車公司將會在路軌保養電車上加設安裝兩組磨碌，有幫助於將高低不平的路軌磨平。路軌保養電車的製作成本為約250萬港元，於2013年1月投入服務，設計於車隊於晚間至凌晨暫停服務的時間出動，每運作一週則可以掃清全系統的路軌。

### 出口電車
香港電車在1992年獲得來自英國的訂單，生產兩輛戰後型雙層電車並出口到利物浦對岸的伯肯希德，在伯肯希德電車線上運行，用於接載遊客來往威勒爾交通博物館及觀光用途，亦因應當地電車線規格將車輪設計成1,435毫米軌距，是首次有香港設計和製造的鐵路車輛輸出到國外，並運行於外地的電車線。

### 空調電車

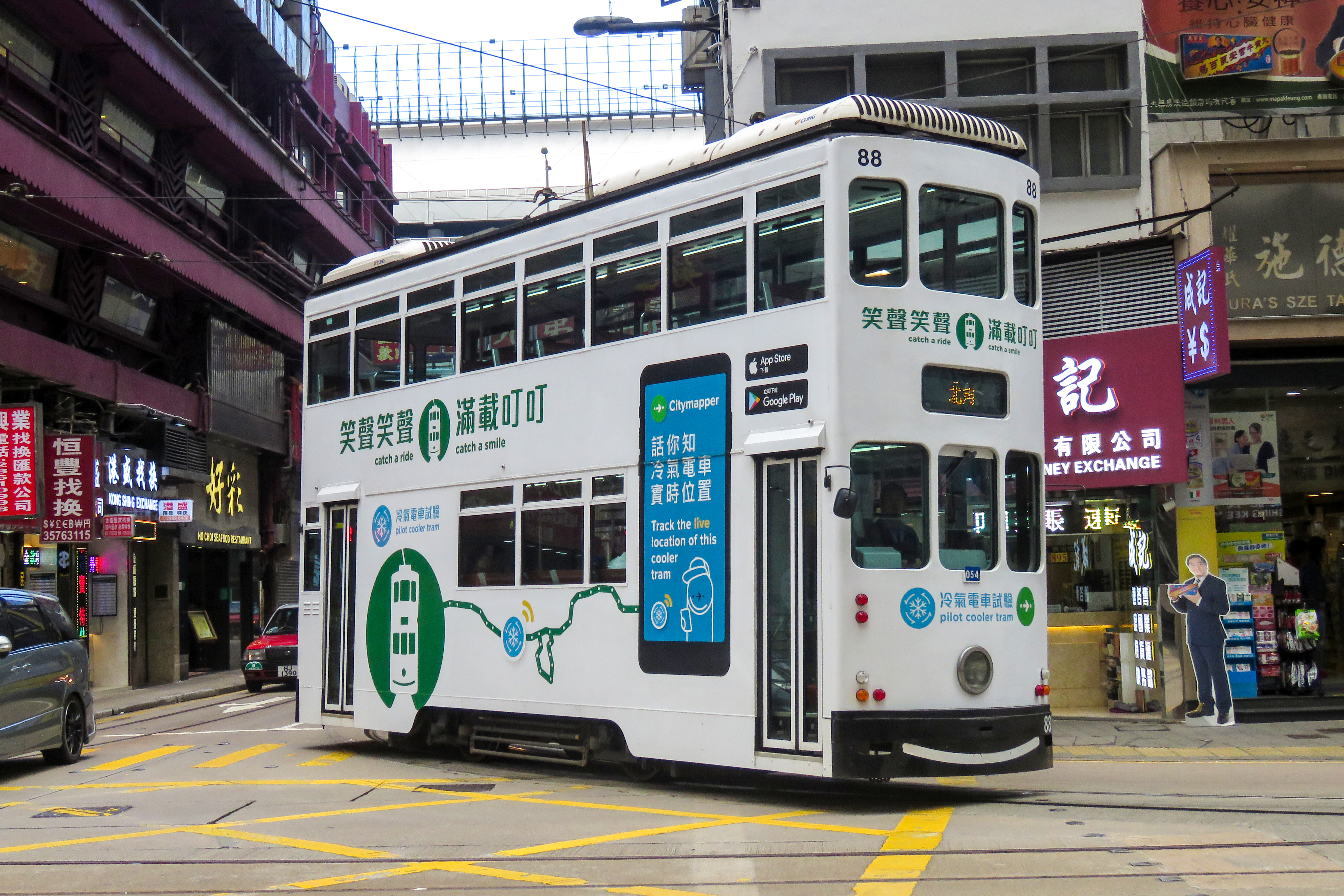
88號是首輛投入服務的空調電車

香港屬亞熱帶海洋性氣候，夏天天氣炎熱而濕度高，為使乘客有舒適的旅程，在1979年開通的香港地鐵率先在車廂設置空調，九廣鐵路亦在電氣化時引入空調列車，角色與香港電車類似的香港輕鐵在1988年通車時也設有空調，而九巴在1980年代中期亦積極地為雙層巴士加裝空調進行測試，並且在1990年代起大量引進配備空調的雙層巴士，香港小巴也在1980年代逐漸採用配備空調的車輛，此後香港大部分交通工具都設有空調設備。由於在炎熱的夏季乘搭擠滿乘客的電車，對大部分乘客而言並不太好受，所以電車公司在1990年代後期亦有意發展空調電車（冷氣電車），使乘客有更舒適的乘車環境。電車公司率先於2000年組裝了一輛使用千禧電車車身為藍本設計的空調電車，首輛空調電車被編為#171，之後在屈地街電車總廠進行測試。這輛電車裝有美國開利提供的空調機組，這套空調機組淨重達836斤，使用活塞式壓縮機，由於體積和重量都頗大，而且耗電量偏高，在當時採用分區供電的電車供電網下，這輛電車如駛經兩個供電區之間的中性區時，空調系統便會停止運作，動輒需要數分鐘才能重啟，在日常營運環境下並不實用；故經過初步測試後，#171空調電車便被長期閒置在車廠內，並沒有投入服務；此車後來被翻修成第七代電車的外貌及內裝，並拆除空調系統，惟因其編號已被分配給另一輛新電車使用，故此車改用#29號並於2024年9月17日重投服務。
經過#171的測試後，電車公司歸納出電車空調化須面對兩大難題；第一，香港電車的供電網一直沿用在戰後翻修後的供電系統，當空調電車投入服務後，這套供電網將不足以應付用電量增加的需求；因此電車公司需要全面提升供電系統，或設法降低空調電車的耗電量，以解決這個技術問題；第二，經過訪問調查後，有部分市民表示憂慮電車空調化後勢必會如巴士空調化後一樣大幅加價，亦有市民認為電車空調化後會失去原有的傳統風味，所以大力反對，因此電車公司需考慮不同意見再作下一步計劃。電車公司吸取#171的經驗後，決定先在出租用途的電車進行空調測試，於2008年成功為古典電車#128安裝空調系統。
2015年，電車公司製造了一輛供日常載客的空調電車，生產成本比傳統電車貴20多萬元，新電車獲編配有吉祥意味的#88。由於空調技術在十多年間的進步及變頻控制技術的實用化，新款空調系統的重量和耗電量都有顯著下降；這輛空調電車採用由中國科林提供的空調機組，空調機組淨重505公斤，分為兩組安裝在車頂的前後方，分別為上下層提供冷氣，而原本在車頭頂部的電阻箱則被遷置；空調機採用渦輪式壓縮機，提高了穩定性之餘亦大大減低了運作時的噪音，變頻式的空調機組也令能源效率提高了22%，可降低加裝空調系統後對供電網的負荷。#88採用第七代電車的全鋁合金車身，在亮相時貼有淺藍色為主，並以中英文標示「冷氣電車試驗」及（ Pilot Cooler Tram）字樣的全車身自我宣傳廣告。#88與#171的最大分別是車窗並非密封式，乘客依舊可自由開啟車窗，方便因應氣候變化而調節空調溫度，而為了阻隔陽光的熱能，玻璃均採用有散熱塗層的單層反射玻璃。#88與#171一樣車頂設有兩套空調機組，車頭的一套供應上層車廂，冷氣透過車頂兩側的隱藏式冷氣槽從多個固定式出風口吹出；車尾的一套則供應下層車廂，冷氣通過車尾右側的冷氣槽送到下層，亦因如此，上層車尾為梗窗並特別裝設一排4座位。電車公司於2016年6月2日先行邀請媒體假屈地街電車廠試乘新空調電車，並計劃於2016年6月6日起為#88作試驗性營運，計劃為期3個月，乘客可以平常票價乘搭，電車公司會於首4星期測試4種不同的車廂溫度，並收集乘客意見。在測試期結束後，車身顏色由淺藍色改為白色主調，並繼續投入日常載客服務。

### 車隊圖庫

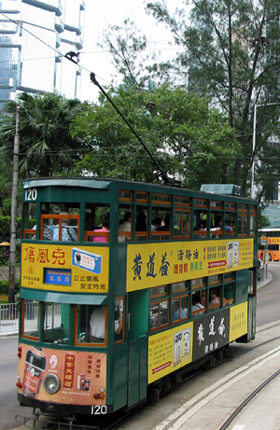
120號是唯一一輛維持第五代「戰後型」外貌的電車
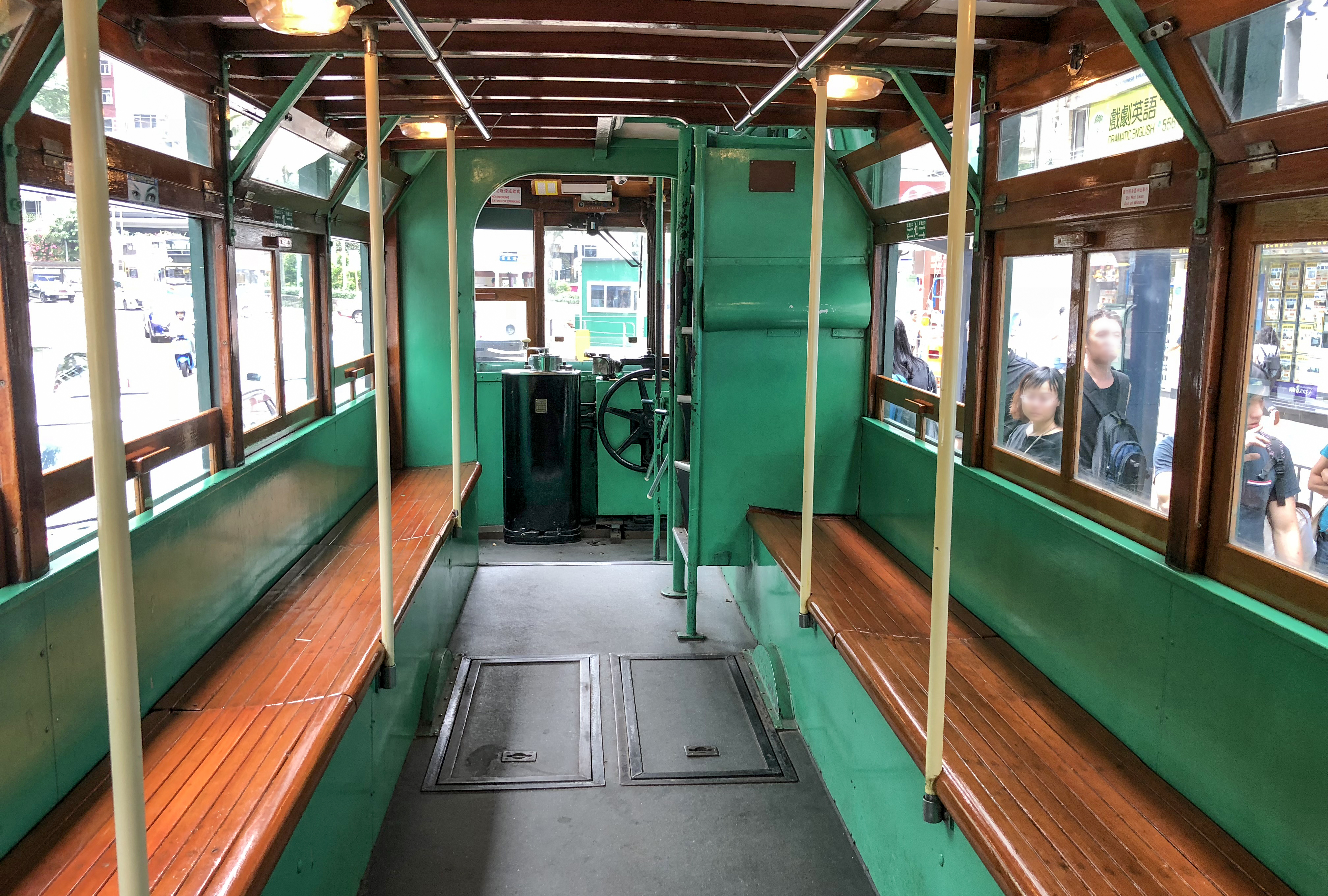
120號電車下層車廂
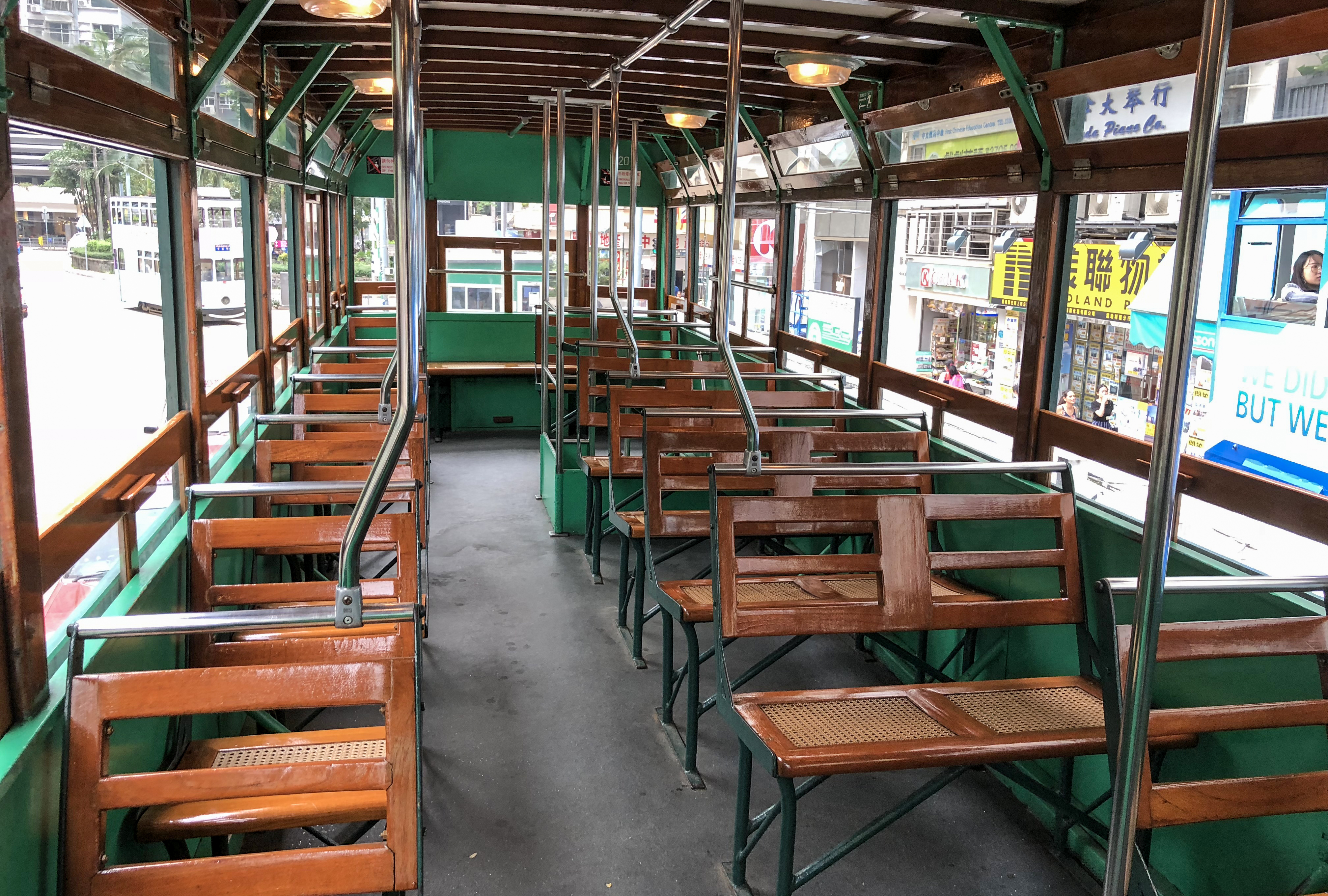
120號電車上層車廂
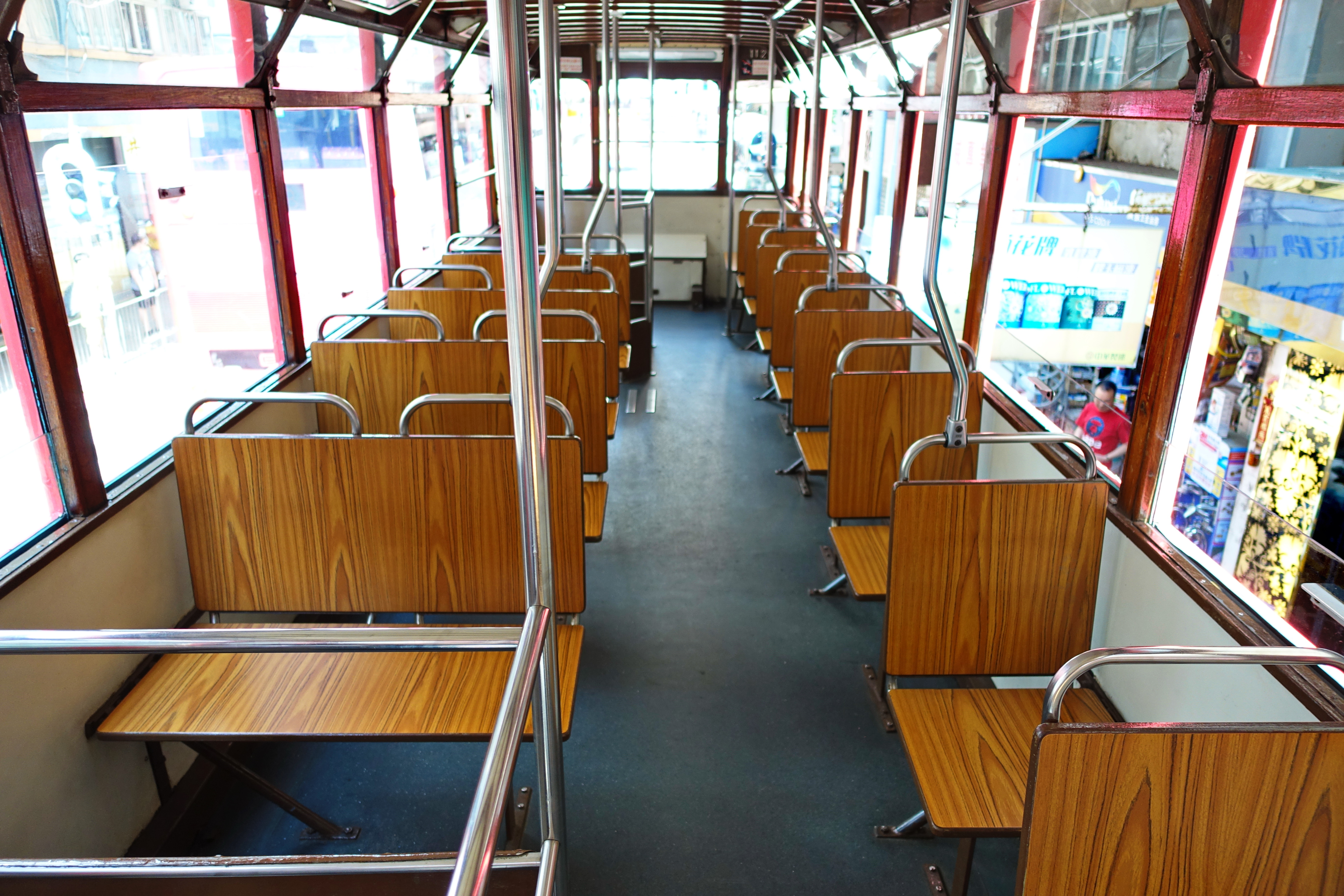
112號電車上層車廂，採用獨特的木板座椅
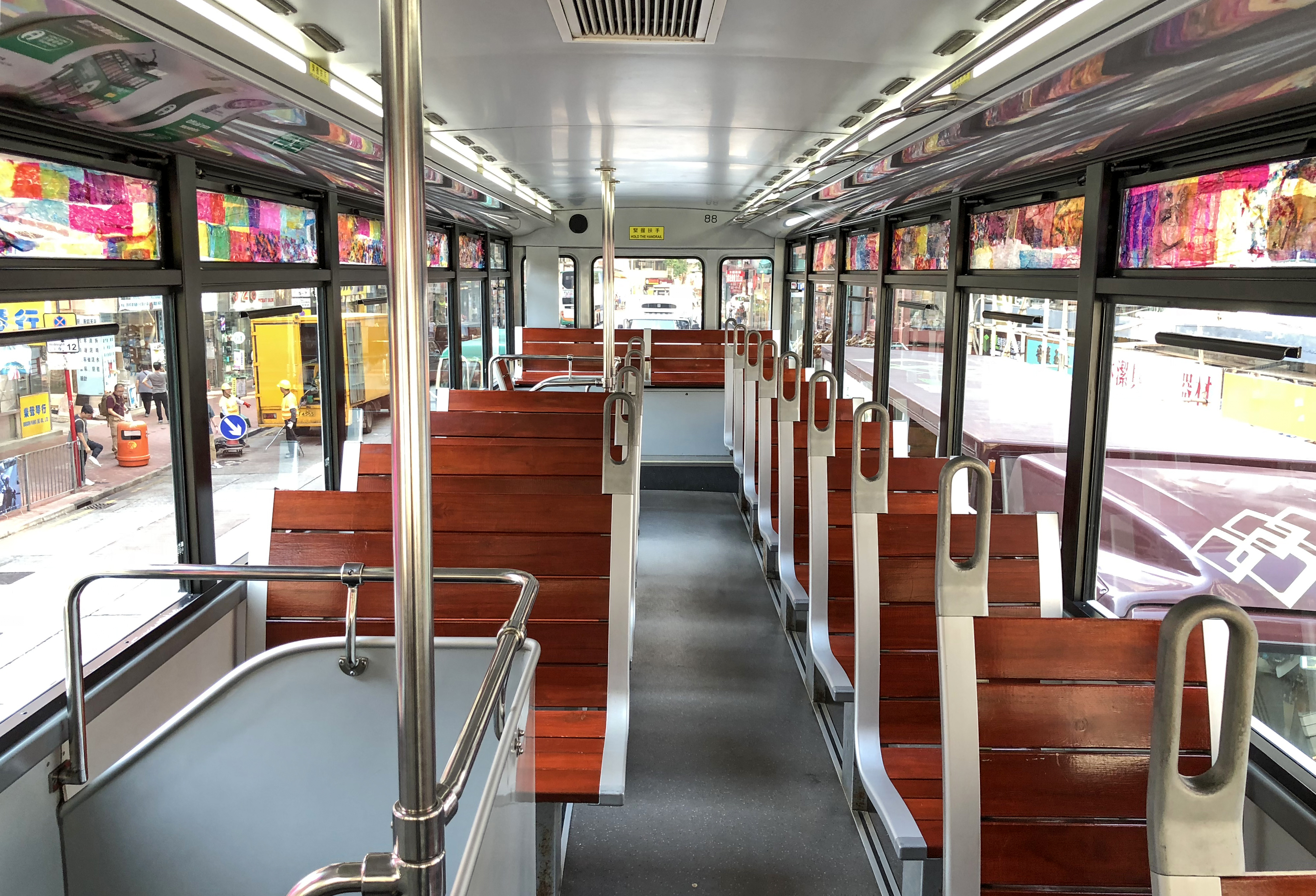
88號空調電車上層車廂
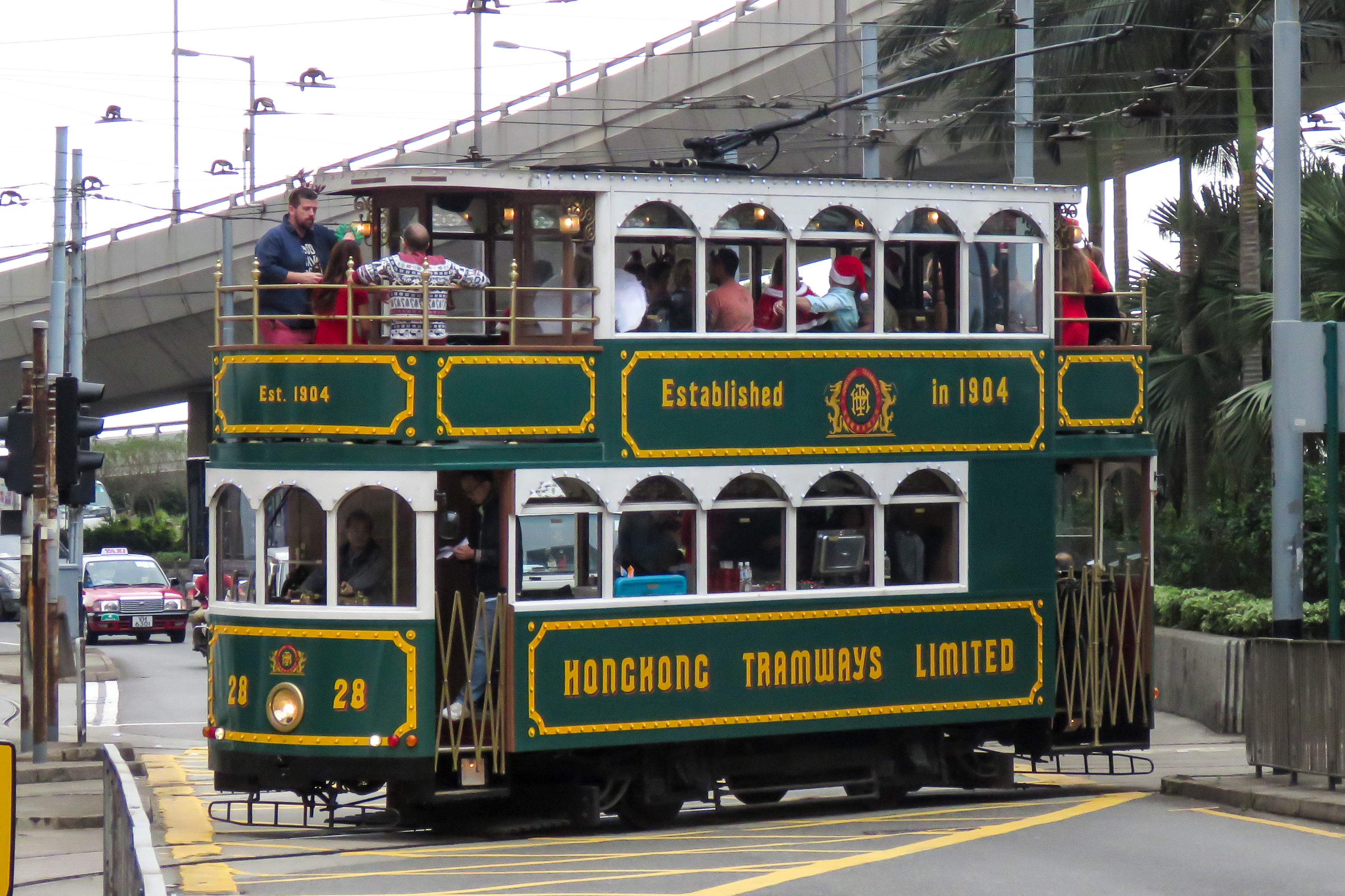
28號古典開蓬電車，供私人租賃之用
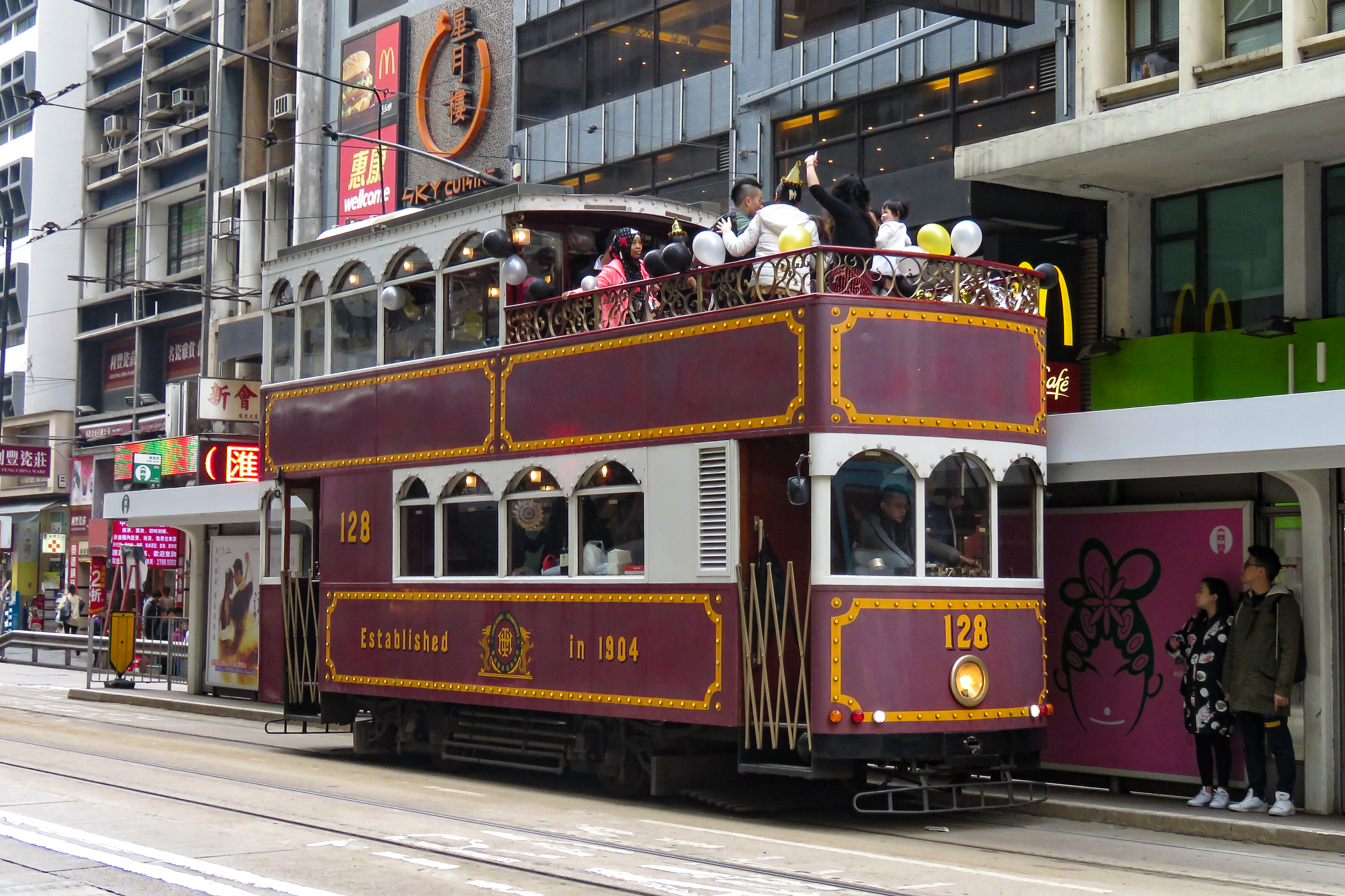
128號古典開蓬電車，供私人租賃之用。上層一半為開篷設計，車身上裝有燈泡
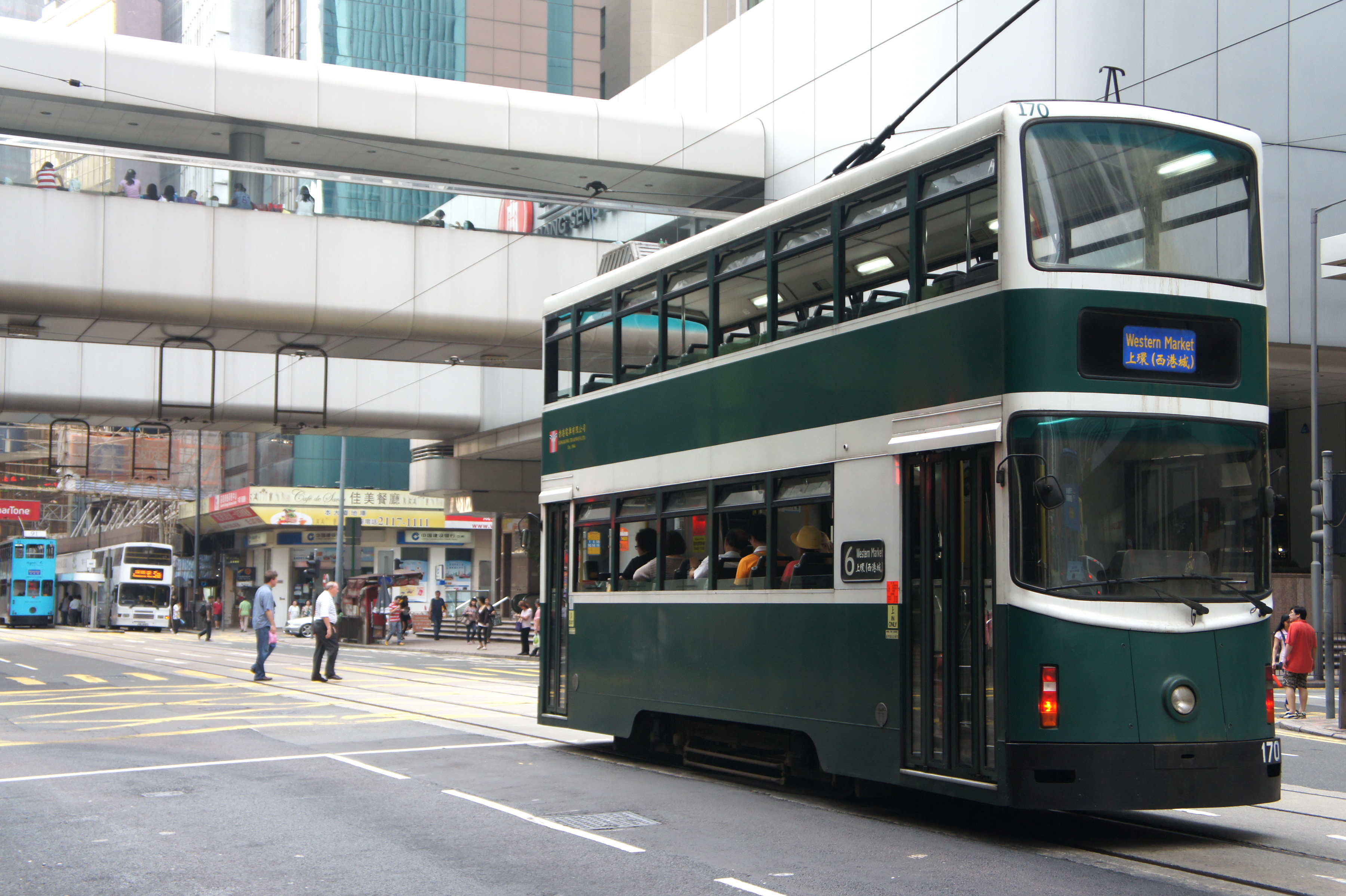
唯一一輛千禧電車170號電車，特色是採用流線型擋風玻璃
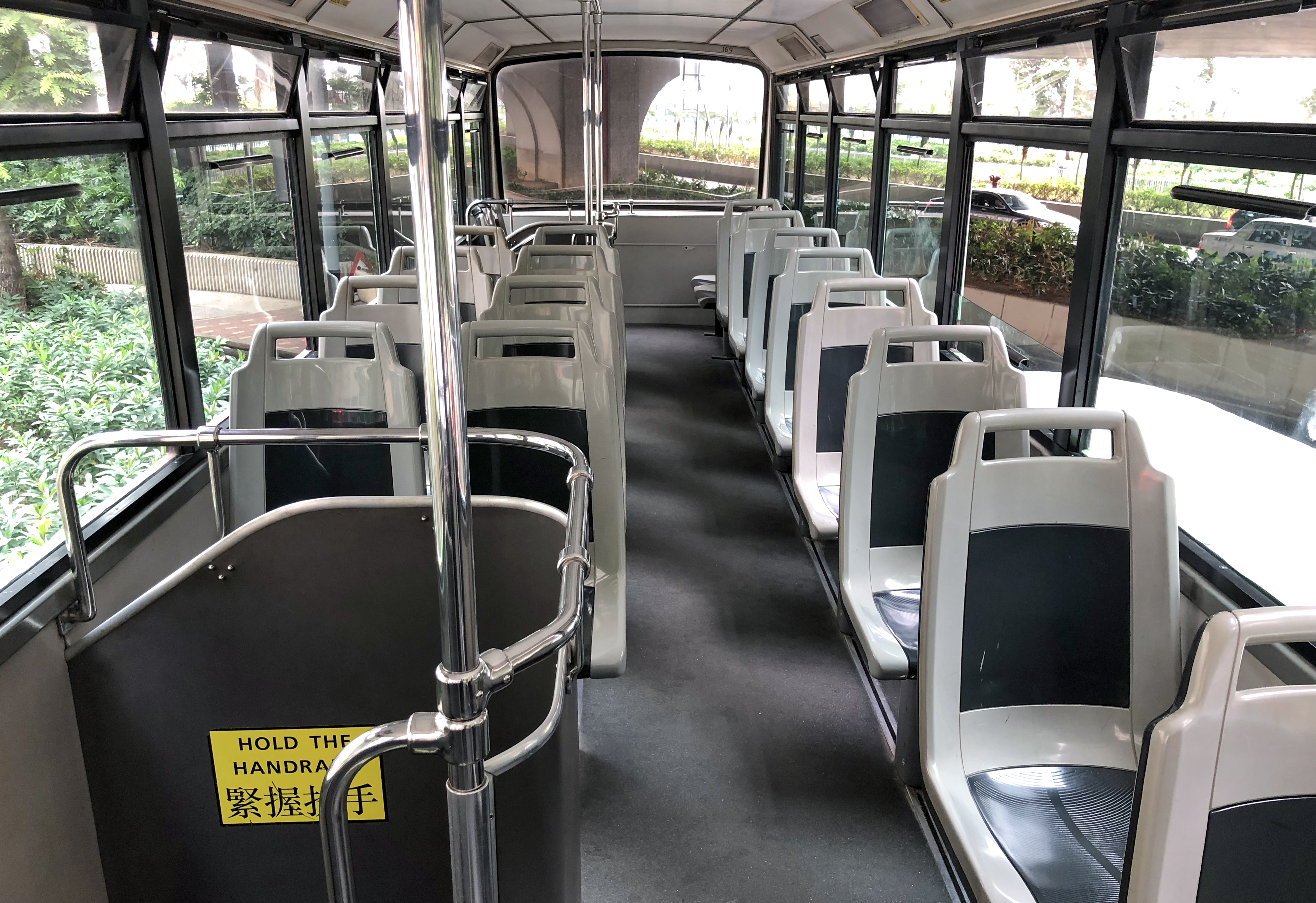
舊169號千禧電車上層車廂
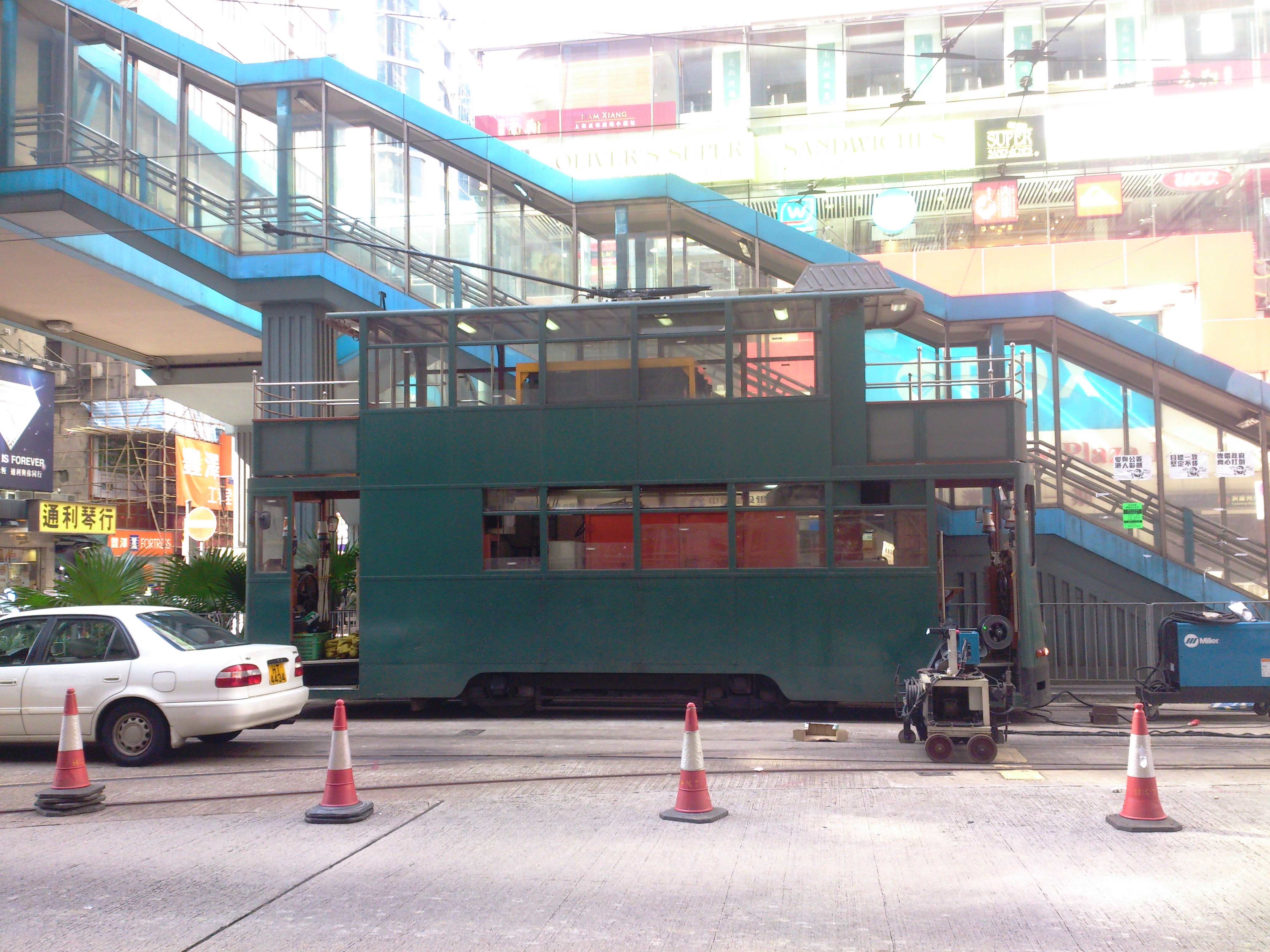
300號工程電車在2014年的雨傘運動期間到受影響而停駛的銅鑼灣路段檢查路軌
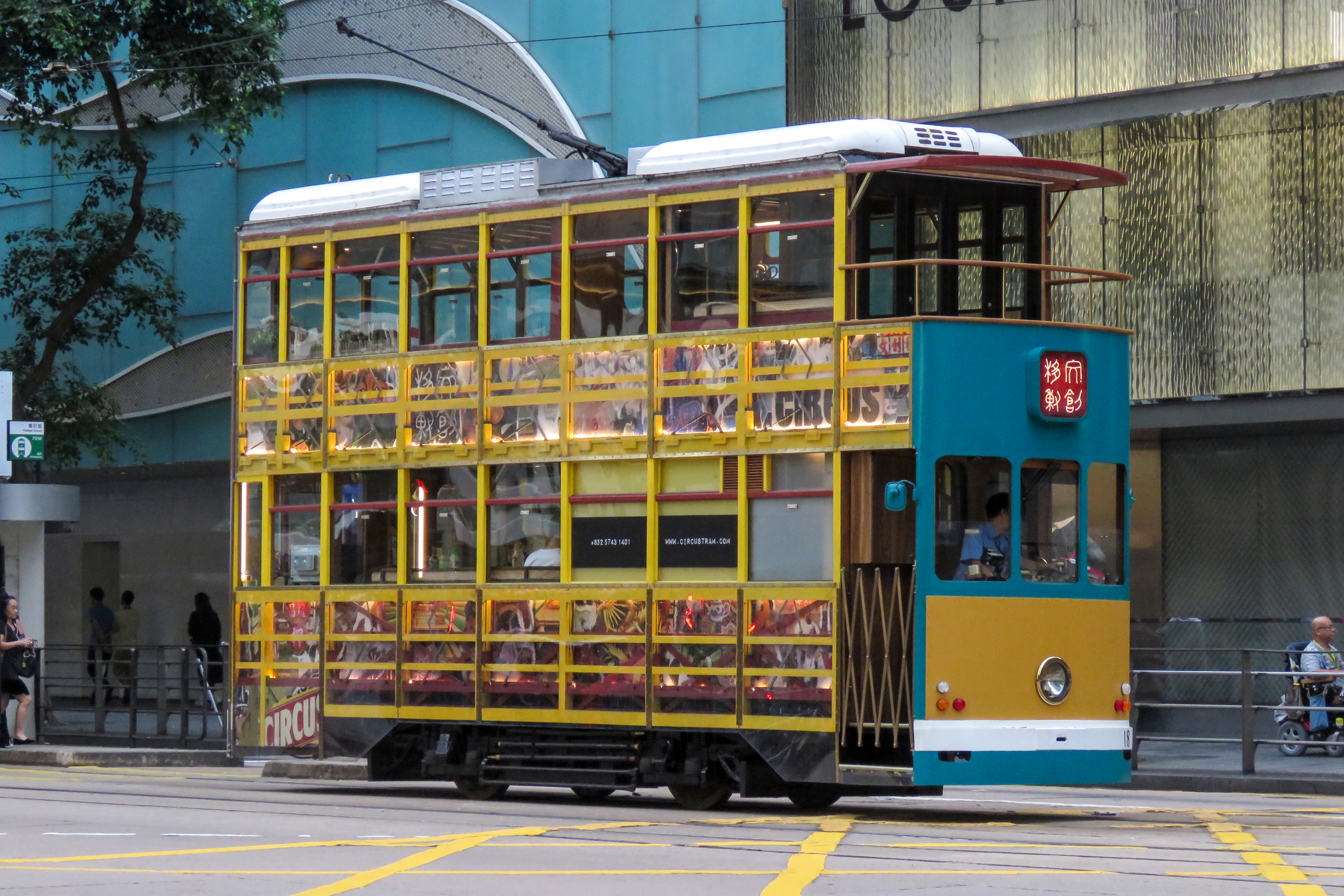
由舊48號柚木車身改裝而成的新18號派對電車

### 車隊資料（截至2025年6月）
| 香港電車現役車隊  | 香港電車現役車隊 | 香港電車現役車隊 | 香港電車現役車隊                    | 香港電車現役車隊 | 香港電車現役車隊                     | 香港電車現役車隊 | 香港電車現役車隊 | 香港電車現役車隊 |
| ----------------- | --- | ---------------- | ----------------------------------- | ---------------- | ------------------------------------ | ---------------- | ---------------- | --- |
| 款式              | 車隊編號 | 數量             | 底盤型號                            | 車身製造商       | 車身物料                             | 層數             | 投入服務年份     | 備註 |
| 第六代電車        | 2、4、6-8、10、15-17、20、24-27、30、31、33、34、37、38、50、51、53、61、62、67、72、75、76、78、81-84、86、87、90-92、96、104、107、110-114、121、123-125、127、130、131、135、138、139、142、145、147、150-152、159-161、163、166                             | 68               | - Peckham P22／P35 - M&T - 香港電車 | 香港電車         | 鋁製車身+柚木車架                    | 雙層             | - 1986-1992      | 現時最普遍的電車，正以一個月一輛的速度翻修為第七代電車。 #44、#63、#71、#85、#134、#144、#164及#167為空號。 |
| 仿戰後型電車      | 120 | 1                |                                     | 香港電車         | 鋁製車身+柚木車架                    | 雙層             | 1991             | 原為首輛第五代電車，電車公司原有意原車保留，惟因#120之原1949型車身結構出現問題而決定重建，部分零件由當時未翻新的原#86上拆取；電阻箱於2001年由下層車尾移到車頂前端。 |
| 千禧電車          | - 170 | 1                |                                     | 香港電車         | 鋁合金                               | 雙層             | 2000             | 車頭和車尾的上層和下層都採用一幅式的曲面擋風玻璃，令外觀流線及帶有時代感；車廂使用Fainsa塑膠座椅及光管照明；原共有3輛，#168已翻修為第七代車身的首個成品，但維持以斬波形式操控；#169由於其中一幅擋風玻璃出現裂紋同樣已翻修為第七代車身並改用LED顯示屏顯示終點站，不過其餘設計包括內籠座椅、內裝機器等維持原狀。  |
| 千禧電車 冷氣版   | ---（前171） | 1                |                                     | 香港電車         | 鋁合金                               | 雙層             | 2000             | 冷氣試驗車，全車使用密封車窗；車頂頭尾安裝兩部由美國開利（Carrier）提供的冷凝器，電阻箱則安裝在車頂中間；近年外貌已翻修為第七代電車模樣，拆除空調系統並改用第七代的車廂規格，曾長期停泊於屈地街電車廠，於2024年9月17日以新編號#29重投服務。                                                                     |
| 第七代電車        | 1、3、5、9、11-14、19、21-23、29、32、35、36、39-43、45-49、52、54-60、64-66、69、70、73、74、77、79、80、89、93-95、97-103、105、106、108、109、115-119、122、126、129、132、133、136、137、140、141、143、146、148、149、153-158、162、165、168、169、171-175 | 92               | - M&T - 香港電車                    | 香港電車         | - 鋁合金 - 鋁製車身+柚木車架（#172） | 雙層             | 2009-至今        | 採用變頻調壓 (VVVF)電動機，車身外觀以第六代電車為基礎，車廂部分則由法國MBD Design重新設計，使用LED照明及目的地顯示牌；首輛第七代電車是用於變頻控制和交流電動機測試的#172，惟車架仍然使用柚木製造；而除#29、#169、#171-#175外，其餘第七代電車皆由第六代電車翻修而成。當中#29由前冷氣版千禧電車（前#171）改裝而成 |
| 第七代電車 冷氣版 | 88 | 1                |                                     | 香港電車         | 鋁合金                               | 雙層             | 2016             | 冷氣試驗車，大部分車窗依舊可以開啟；車身外觀以第七代電車為基礎，車廂部分則重新設計，使用LED照明及目的地顯示牌；車頂頭尾安裝兩部由中國科林（Cling）提供的冷凝器，電阻箱則安裝在車頂中間；2016年6月6日投入載客服務。                                                                                              |
| 非通勤用電車      | |                  |                                     |                  |                                      |                  |                  | |
| 古典電車          | - 28 - 128 | 2                |                                     | 香港電車         | 鋁製車身+柚木車架                    | 雙層半開篷       | - 1985 - 1987    | #28改裝為古典電車前編號為#119，而#128前編號則為#29；只作私人租借及旅遊推廣之用。128車頂頭尾安裝一部冷氣，供上層之用。 |
| 仿古電車          | 68 | 1                |                                     | 香港電車         | 鋁製車身+柚木車架                    | 雙層半開篷       | 2016             | 按照第三代電車為藍本建造；推廣特色旅遊體驗之用。 |
| 派對電車          | 18 | 1                |                                     | 香港電車         | 玻璃車身+鋁合金車架                  | 雙層             | 2018             | #18電車名為「Circus Tram」，其前身是#48。以第七代電車為藍本，車身採用透明設計，車窗更為寬闊；設有空調系統，車廂有燈光及音響設備；內部有酒吧及冰箱，可提供啤酒及小食，並設有洗手間及洗滌盆。乘車採用會員制，可供舉辦派對之用。                                                                                   |
| 後勤電車          | |                  |                                     |                  |                                      |                  |                  | |
| 工程車            | 200 | 1                |                                     | 香港電車         | 鋁製車身+柚木車架                    | 雙層半開篷       | 1997             | 下層大部分窗戶被封閉，主要負責路軌保養及維修；停泊於屈地街電車廠。 |
| 拖車              | 300 | 1                |                                     | 香港電車         | 鋁製車身+柚木車架                    | 雙層半開篷       |                  | 外形與#28相似，主要負責拖行電車底盤，可以使用柴油驅動；停泊於屈地街電車廠。 |
| 除塵車            | 400 | 1                |                                     | 香港電車         | 鋁合金                               | 雙層             | 2013             | 車身與第七代電車相同，下層大部分窗戶改裝為散熱口，主要負責路軌除塵和清潔；停泊於屈地街電車廠。 |

| 香港電車已退役車隊      | 香港電車已退役車隊 | 香港電車已退役車隊 | 香港電車已退役車隊 | 香港電車已退役車隊 | 香港電車已退役車隊                 | 香港電車已退役車隊 | 香港電車已退役車隊                          | 香港電車已退役車隊 | 香港電車已退役車隊 |
| ----------------------- | ------------------ | ------------------ | ------------------ | --- | ---------------------------------- | ------------------ | ------------------------------------------- | ------------------ | --- |
| 款式                    | 車隊編號           | 數量               | 底盤型號           | 車身製造商 | 車身物料                           | 層數               | 投入服務年份                                | 退役年份           | 備註 |
| 第一代電車              | 1-36               | 36                 |                    | - Dick, Kerr & Co. of Preston, England（#1-#16, #27-#36） - Electric Railway & Tramway Works Limited of Preston（Dick Kerr附屬公司）(#17–26) | 木製                               | 單層               | 1904–1906                                   | 1930年代           | 分為頭等電車和三等電車。 |
| 第二代電車              | - 不詳 - 37-46     | 28                 |                    | - United Electric Car Co. of Preston, England - 黃埔船塢                                                                                     | 木製                               | 雙層開篷           | 1912–1913                                   | 1920年代           | 10輛為新增車輛，18輛由單層電車改裝而成；所有第二代電車均改裝為第三代電車。                                                   |
| 第三代電車              | - 不詳 - 47-80     | 48                 |                    | - United Electric Car Co. of Preston, England - 黃埔船塢                                                                                     | 木製                               | 雙層               | 1923-1924                                   | 1930年代           | 20輛為新增車輛；首16輛投入服務時採用帆布上蓋，其餘均探用木質固定上蓋；1930年前所有雙層電車均改用木質上蓋。                   |
| 第四代電車 1925型       | 1-119              | 119                |                    | 香港電車 | 木製                               | 雙層               | 1925-1949                                   | 1949-1955          | 39輛為新增車輛，其餘由原有車隊翻新而成；最後一輛第四代電車為#155。                                                           |
| 第五代電車 1949、1950型 | 1-163              | 163                |                    | 香港電車 | 鋁製車身+柚木車架                  | 雙層               | - 1949（原#120） - 1950-1964 - 1979（#163） | 1990年代           | 43輛為新增車輛，其中#163於1979年由無動力拖卡#1改裝而成，其餘由原有車隊翻新而成；首輛第五代電車為#120。                       |
| 拖卡                    | 1-22               | 22                 |                    | - 太古船塢（#1） - Metal Sections（#2-#21） - 香港電車（#22）                                                                                | - 鋁製車身+柚木車架（#1） - 鋁合金 | 單層               | - 1964 - 1965-1966 - 1967                   | 1978-1982          | 無動力拖卡；由指定電車拖行，拖卡電車會於車頭左上角髹上黃黑相間斜線以茲識別，而電車拖卡時由於動力不足，只能行走北角以西路段。 |
| 後勤電車                |                    |                    |                    | |                                    |                    |                                             |                    | |
| 工程電車                | 200（第一代）      | 1                  |                    | 香港電車 | 鋁製車身+柚木車架                  | 單層               | 1956                                        | 1984               | |

## 集體回憶

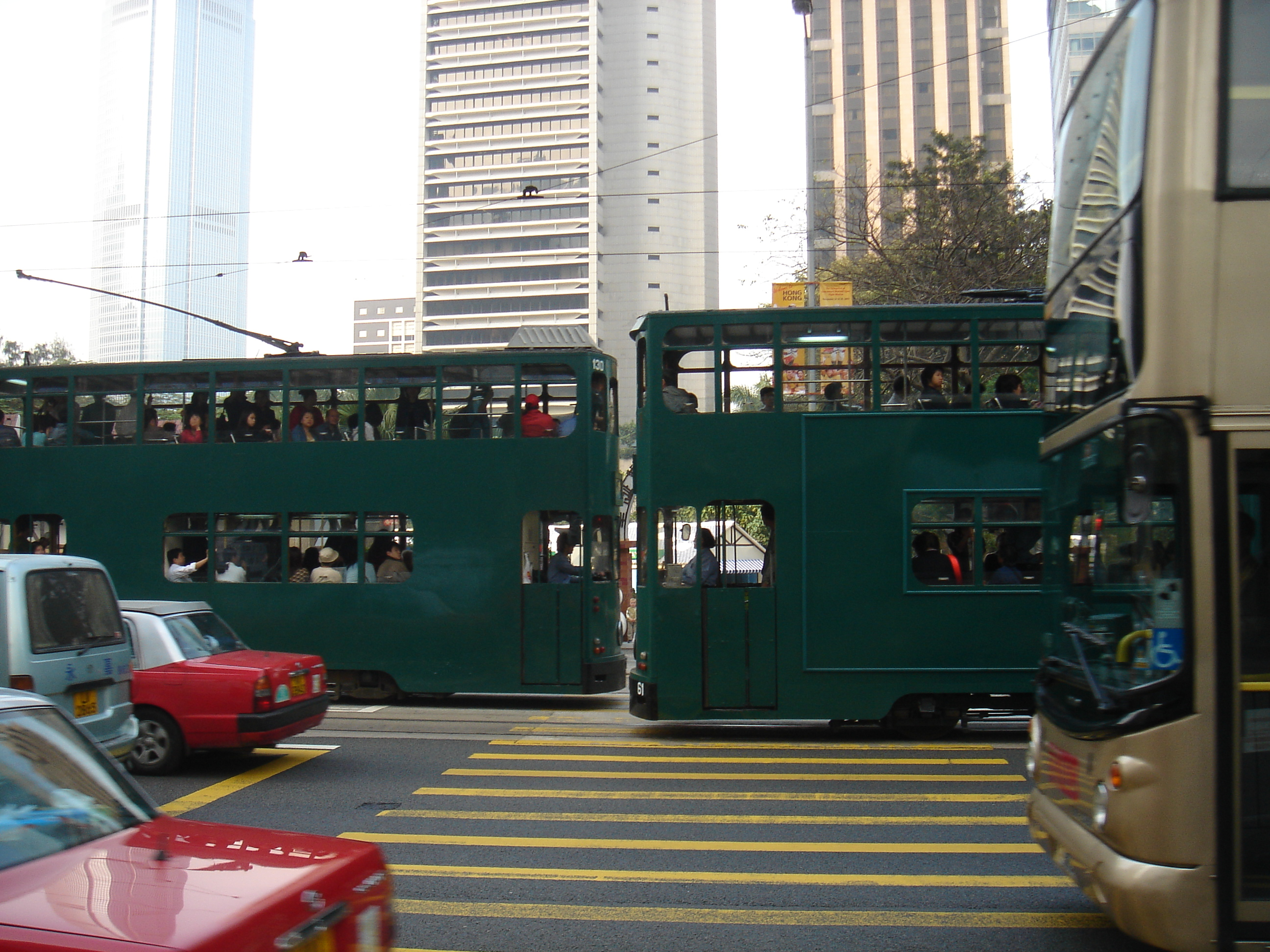
兩輛電車迎面交匯而過

電車自通車以來，都是通過敲鐘提醒行人及車輛避讓電車。電車的下層車廂的頭尾各有一個供敲鐘用的腳掣（因為電車的頭尾都有駕駛設備），司機踏下腳掣便會敲鐘並發出「叮叮」的鈴聲。這個警示裝置雖然簡單，卻經常會被用到，而且對安全很重要；每當電車駛入車站時，候車乘客很多時都急不及待等候電車停定，便會蜂擁而上想擠到車廂的入口，甚至走入路軌範圍，電車司機這時便會敲鐘提醒候車乘客不要走近未停定的電車，及注意不要將頭手伸出月台，避免被電車撞倒；電車將要開行駛離車站時，電車司機也會敲鐘提醒候車乘客及行人避讓；而在路上遇上行人或其他車輛在前方橫越或靠近時，電車司機都會敲鐘發出警示，所以電車發出鈴聲是提醒行人及其他道路使用者將有電車接近及請讓出路面的訊號，由於敲鐘發出的「叮叮」聲與汽車和火車等響號時發出的「砵砵」聲有很大的分別，成為電車與別不同的特色，故此電車在香港常被暱稱為「叮叮」。不過香港的街道日漸繁忙，汽車的數量在1960年代後亦開始大幅增長，電車司機通過敲鐘發出「叮叮」的鐘聲，在鬧市中越來越難引起行人的注意，對駕駛汽車的人士的警示效果更低，涉及電車的交通意外逐漸增多，為了提升對行人及其他駕駛人士的警示效果，電車公司在1990年代為所有電車加裝聲響較大及發出「砵砵」聲的汽笛。
由於電車軌道幾乎東西貫穿整個香港島北岸市區，因此「電車路」成為了香港島市區的重要標誌之一，在香港島市區如果迷路，只要從山往海的方向走，一直至遇見電車路，即可以此作分辨方向和位置的參考座標。在興建電車系統時，電車軌道都是在海旁路面建造的。不過經過一個半世紀以來的不斷填海，現時幾乎全部「電車路」已遠離海旁。「電車路」因此亦是香港島填海歷史的最佳見證之一。
此外曾有一個以電車作喻的字謎，謎面是「一點一撇到南洋，電車轉彎轉彎再轉彎，叮叮叮叮」，謎底是「為」字──手法乃以形、聲比喻文字筆劃。

## 電車安全
在1990年代末以前，多數電車以現今電車出廠時的控制系統。電車司機的正前方為一有刻度的控制桿，用來控制電車的速度。當中一至四度為低速，五度至八度則高速。早期的電車只能使用人手轉動圓盤剎車，司機的前方右下側有一個鏈接鉸鏈的大型鐵圓盤，當要剎車時便轉動圓盤將連接在車底的鐵鏈拉緊，便可以把煞車器夾緊在車輪上，達到減速及停車的效果，但這種方法如需經常煞車便會很費力，所以不久便加入氣動式剎車，而為了加強減速效果，電車下層部分座位設有砂箱，當司機剎車時，電車底部的噴砂裝置便會將砂粒噴在路軌上，使車輪和路軌的摩擦力增加，便可縮短煞車距離，而這套煞車系統一直使用至今。在1996年發生的一次電車意外中，司機因為駕駛席附近的控制設備起火而離開了車廂，電車則在無人駕駛下繼續前進。之後電車公司逐漸將電車的控制系統現代化，以電子控制取代旋桿及機械電阻調節車速，並配以駕駛失知制動裝置避免同類意外。另外，電車上層的通道不是作為企位，只供登車乘客往座位就坐及下車乘客往車頭走動，而根據運輸署的《道路使用者守則》，電車上層和梯間都不准站立。
以下是涉及香港電車的較嚴重意外：
- 1964年4月12日，#136（班次編號B37）東行往北角的電車在金鐘道域多利兵房急彎出軌，並撞倒一輛往西行編號68電車車尾後翻側，1名坐在編號68電車樓上車尾乘客死亡，59人受傷。[89]
- 1983年10月5日，編號113西行往上環的電車在筲箕灣道近愛秩序灣道被一輛混凝土車相撞後雙雙翻側，共有29人受傷，而因清理現場需時，肇事路段封閉長達6小時，來往柴灣的陸路交通被中斷[90]；事後113車身被重建，照明改用光管。
- 1996年1月1日，#107電車東行前往筲箕灣期間，在駛至英皇道水務署大樓外時，懷疑因車頭的電阻箱過熱而冒煙起火，司機未有把電車完全煞停便跳車逃生，但下車時被西行方向前往跑馬地的#106電車撞倒，翌日不治；而車頭冒煙的電車在無人駕駛下仍繼續前行一段短距離，及後由另一名司機跳上車煞停[91]。
- 2007年6月2日，編號151的電車在北角英皇道左轉往北角道時衝出路軌，衝越英皇道巴士線後，再撞毀路邊鐵欄才停下，5人受傷，#151事後被放置在電車廠，經歷時約兩年的修復，在2009年6月左右復出。
- 2009年11月26日，編號25由西向東往跑馬地的電車與編號156號電車（往上環）在銅鑼灣波斯富街與軒尼詩道交界相撞，造成41人受傷。[92]
- 2017年4月6日，編號123西行往屈地街電車廠的電車在滙豐總行大廈門前，失控出軌並翻側，擋風玻璃碎裂，碎片散滿一地。事故造成14人受傷[93]，包括7男6女乘客及男司機。電車上層1名男乘客要由消防救出，其餘大部分人傷勢不算嚴重，事發後可自行離開車廂，司機報稱擦傷。24歲司機被判監11個月及停牌2年[94]。
- 2019年3月23日凌晨約0時，編號158開往屈地街電車廠的空載電車駛至德輔道西418號太平洋廣場時突然翻側，橫臥馬路及行人路上，路面遺下長約20米刮痕，23歲車長腳部受傷[95][96]。

### 紅燈飯
過往因為電車公司未有給予電車司機足夠的用膳時間，所以乘客會經常看見電車司機把盛有飯餸的飯盒帶入電車的駕駛席，每當電車在交通燈位遇上紅燈須要停車等候時，司機便會抓緊等候紅燈轉綠燈的數十秒至一分鐘時間趕忙吃幾口飯。這種趁紅燈吃飯的用膳方式被稱為「紅燈飯」。由於電車司機需要一邊駕駛，一邊吃飯，會導致駕駛的時候分心，不但令公眾對電車的安全產生疑慮，電車司機的待遇也引起關注。1998年起，電車公司都會安排電車司機有30分鐘的用膳時間。

### 電阻箱
二戰後香港電車，大多數尾部都會有個電阻箱（resistor box），行車時外表會發熱而燙傷乘客，後來基於安全把它移到車頂上。

### 電車司機
往日駕駛電車是不需要駕駛執照，因此沒有執照的人士亦會自願入職電車行業，後來基於安全考慮，才需要駕駛執照才能入職。

## 昔日提議發展

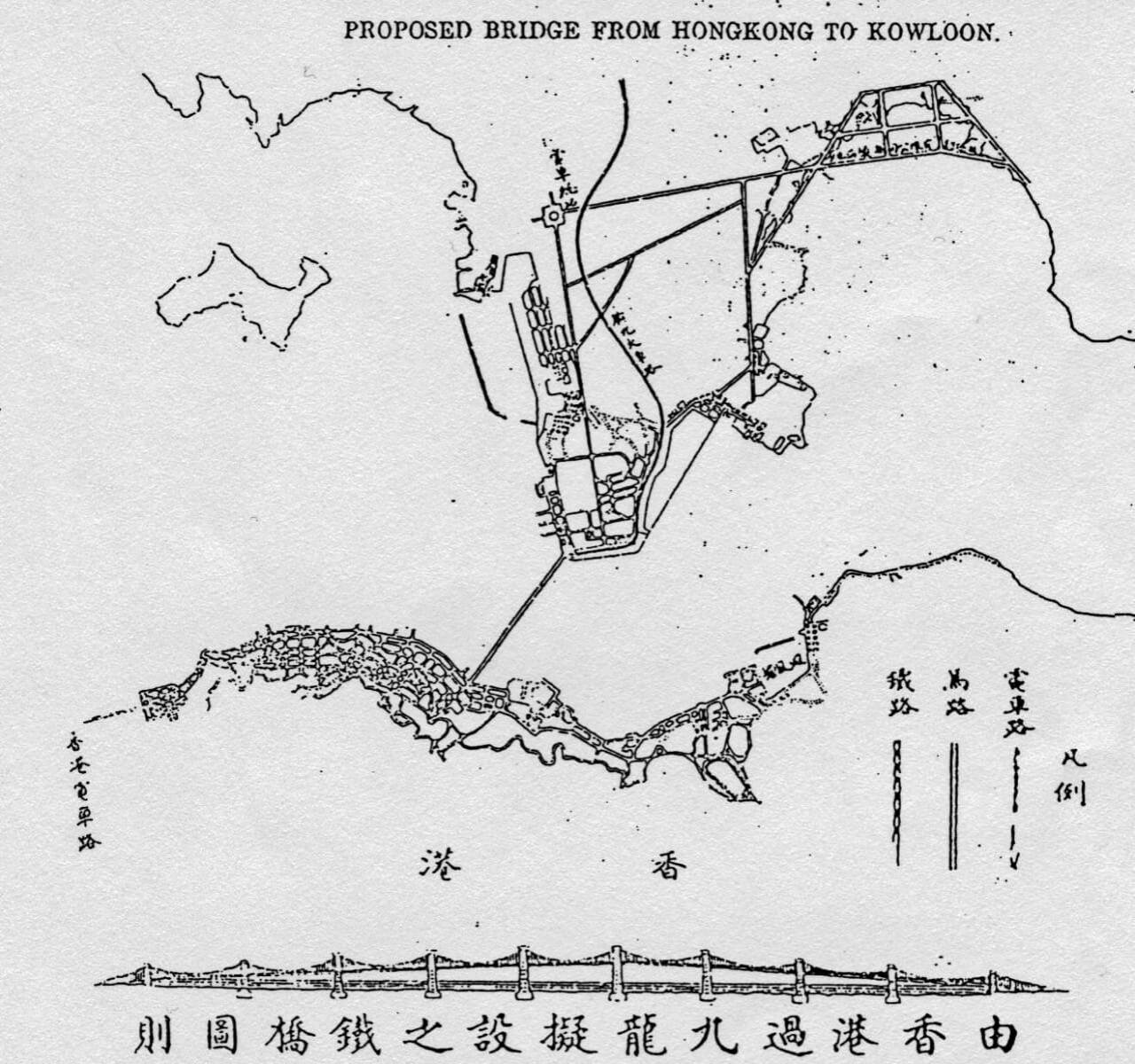
1921年《德臣西報》刊登之「由香港過九龍擬設之鐵橋圖則」

### 九龍電車系統
早於1904年，電車公司顧問工程師已經建議一個直達深圳的九龍電車計劃，其後電車公司先後四次向政府提出申請，表示有意於九龍提供電車服務，但由於當時已興建九廣鐵路，方案遭當時港英政府否決。

### 過海路段
1921年，港英政府曾經提出維港大橋的藍圖。大橋以中環畢打街為起點，延伸至尖沙嘴廣東道，同時可供汽車、電車、人力車及行人使用。

### 新界西北電車系統
早於1970年代發展屯門新市鎮的時候，香港政府已經預留空位以興建鐵路，但是事實上未有決定交予哪間鐵路公司負責營運。直至1982年，政府邀請擁有香港電車有限公司的會德豐和九龍倉集團，建造及營運鐵路系統。該公司最初表示有興趣興建這條鐵路，並打算以低地台現代雙層電車行走，但最終因為不合乎成本效益，因此計劃未能落實。於是政府及後邀請了當時剛成立的九廣鐵路公司建造輕軌鐵路系統。

### 柴灣延線
1970年代，柴灣被開發成住宅及工業區，大大提升了該處的交通需求。香港電車曾經考慮將電車線由筲箕灣東延至柴灣，但由於兩地被山阻隔，柴灣道斜道大，電車無法爬坡，開鑿隧道又不合乎成本效益，因此計劃未能落實。取而代之的是由香港地鐵（現稱港鐵）港島綫服務柴灣，於1985年5月31日正式通車。2015年，此延線再被重提，並建議延伸至小西灣，彌補該區鐵路交通缺乏問題。

## 新路線規劃

### 中環灣仔填海區電車支線
1990年代，香港政府落實《中環及灣仔填海計劃》。電車公司構思興建新電車支線延伸至新填海區。由於香港電車通車時幾乎全線沿海旁而建，因此這個計劃的另一個意義就是令電車可重臨中環天星碼頭的海旁。據估計，支線由上環街市開始，由林士街進入填海區西部，一直沿著海旁至填海區東部（維園道一帶）返回英皇道原有的電車路。現時，已經完成的中環填海區（中環碼頭及香港站一帶）已經預留了鋪設電車軌道的位置。
2003年，中環灣仔填海計劃出現爭議，填海計劃受阻。因為填海計劃需要重新檢討，加上在環境保護團體的壓力下，填海面積縮減，未必能夠預留地方鋪設電車軌道。其後高等法院原訟庭於2004年3月9日裁決駁回保護海港協會「中區（擴展部分）分睿區計劃大綱圖」提出的司法覆核後，填海計劃得以順利延續。加上2008年香港電車公司母公司九倉將一半股權售予法國運輸公司VTRA，明確表示建議於中環新海濱興建新線。他表示路線將連接天星碼頭及香港會議展覽中心，屬於循環線，而公司亦擬重新製造多代舊式電車（有單/雙層）行駛。規劃署正在綜合公眾對中環新海濱的意見。

### 啟德發展區及西九文化區新線
香港電車公司向香港政府建議希望將電車引入啟德發展區及西九文化區。董事總經理夏睿德表示，新線可以是與香港島電車有關連或者全新造型，視乎政府決定。
2010年代初期，香港電車有限公司委託顧問進行可行性研究，建議在東九龍興建現代化電車系統，以取代香港政府建議的環保連接系統。2013年4月29日，香港電車公司向發展局提交在啟德發展區發展軌道全長12公里的現代化電車系統的建議方案，如果成功獲得通過，預計於2018年至2031年分三階段啟用；其造價為28億港元，比較興建環保連接系統便宜得多，而且日後如有需要，走綫可以伸延至土瓜灣、新蒲崗、觀塘和九龍灣外圍，比較環保連接系統所到達的網絡更廣。
身兼行政會議成員的九龍城區議會區議員暨民建聯立法會議員李慧琼表示電車走綫能夠伸延至土瓜灣一帶，為居民多帶來一個選擇，亦可以帶動該區域的發展，惟表示馬頭圍道的路面狹窄，而且交通繁忙，可以容納電車行駛的空間有限制，故此她估計走綫最多可以伸延至九龍城碼頭一帶。對於此方案建議利用舊啟德機場滑行道，而毋須興建跨海大橋；觀塘區議會交通及運事委員會主席洪錦鉉表示反對，他指出該條跨海大橋除了供予列車使用外，亦附有行人道，而當區居民亦希望可以由觀塘海濱花園步行直達啟德。
發展局發言人於同年4月表示，已經收到相關建議，初步認為此方案不適合在東九龍使用，因為電車雙向路軌及車站約需要佔用兩至三條行車綫，然而九龍灣和觀塘的行車道路空間不足，亦受制於密集樓宇而不能夠再擴闊道路；加上啟德發展區土地規劃用途並無預留相關用地容納電車在地面行駛，除非改動土地用途，否則無法容納寬約兩條行車綫的電車路軌及車站，而且此舉將會嚴重地影響到《啟德發展計劃》的工程進度。發言人又指出，日後九龍東轉型後，有限度的道路空間將會難以應付不斷增加的路面交通流量，故此需要一條佔用少量道路面積的高架單軌鐵路作為區內的交通骨幹，而且《啟德分區計畫大綱圖》內已經預留用地的環保連接系統是高架鐵路系统，其支撐結構僅需要佔用很少的路面空間，盡量避免與路面車輛爭用路面空間及對路面上的交通壓力亦比較少。

## 爭議

### 2009年電車大減班
2009年4月7日，九龍倉集團將香港電車的一半股份售予與法國投資的威立雅運輸集團後，香港電車隨即大幅調整班次，當中北角至石塘咀線被削至15分鐘一班及提早尾班車至傍晚，往來筲箕灣的電車亦被削減，導致電車在繁忙時間於筲箕灣總站便告客滿。

### 退休規劃師申請拆除中區電車線
已退休的前政府規劃師薛國強，通過其出任董事的「智仕顧問公司」於2015年和2017年兩度向城規會申請取消中環至金鐘的一段電車路軌，聲稱可以紓緩中環一帶交通擠塞問題。薛國強又認為港鐵西港島綫通車已完全取代電車，電車應結束歷史任務，市民不應「抱殘守缺」，聲稱走路可能比乘搭電車快捷。此舉引發廣大市民，甚至一些政治人物、名人和藝人等的強烈不滿，民間團體成立一人一聯署捍衞電車大聯盟反擊，號召市民聯署反對規劃申請，並批評薛國強不應為了方便開私家車出門的人士，而犧牲中下階層出門所須的廉價公共交通工具。
支持保留電車的市民和組織認為電車既環保又具有效率，也擁有相當悠久的歷史，而且在外國遊客眼中的評價也是極高，絕不能因為薛國強提出淘汰電車的所謂理由而犧牲電車；拆除電車後反會吸引更多私家車駛入中區，車流不減反增令路面更擠塞，而根據環保團體於下午6至7時的繁忙時間在中環德輔道中東行線的交通調查，以途經畢打街路口的車輛數目計算，在1小時內有298輛私家車經過，巴士則有160輛，電車只有31輛，而以載客效率計算，巴士和電車每米車身可載3.9人次，私家車只可載0.4人次，私家車的載客效率遠不及巴士和電車，有部分私家車更霸佔巴士站或在車站的前後位置停車等候，令巴士無法靠近巴士站上落客，間接加劇道路擠塞，所以私家車過多才是導致中區道路擠塞的元兇；對於因為電車曾發生交通意外而應被取締的主張，也有觀點指出其他交通工具都曾涉及交通意外，不如將全部車輛都取締掉。
政府發言人澄清，當局未有提出，也未有委託顧問提出取消電車，強調港府對電車政策沒有改變。城規會在2015年10月否決拆除電車的申請。薛國強得知申請拆除電車被否決後曾聲稱不再提交申請，但事隔兩年，又於2017年再度入紙申請拆除電車，申請的文書更將電車的英文「Tramway」拼錯成「Tramray」，香港電車文化保育學會發起聯署 ，指出違例泊車才是導致交通擠塞的主因，電車面對其他交通競爭依然竭力為市民服務，造就了最便宜交通以外獨有的社區文化特色，深得市民及旅客支持。最終城規會再次否決有關建議 。

### 引用
1. 1 2 3 4 5 6  . 香港經濟日報. 2015-08-21  [2019-05-10]. （原始内容存档于2019-08-30）. （页面存档备份，存于）
2. ↑  . 香港電台. 2021-07-30  [2021-08-11]. （原始内容存档于2022-09-13）. （页面存档备份，存于）
3. ↑  . 明報. 2015-08-21  [2019-05-24]. （原始内容存档于2021-03-10）. （页面存档备份，存于）
4. ↑  . 經濟通. 2010-02-17  [2010-02-18]. （原始内容存档于2010-02-21） （中文（香港））. （页面存档备份，存于）
5. ↑  . 香港電車有限公司.   [2017-01-30]. （原始内容存档于2021-03-10）. （页面存档备份，存于）
6. ↑  . www.td.gov.hk.   [2019-05-24]. （原始内容存档于2021-02-08）. （页面存档备份，存于）
7. ↑  .   [2013-01-03]. （原始内容存档于2015-10-02）. （页面存档备份，存于）
8. ↑  . 東方日報. 2017-11-22  [2019-05-22]. （原始内容存档于2021-03-10）. （页面存档备份，存于）
9. ↑  . 華僑日報. 1975-10-20.
10. ↑  . 有線新聞. 2024-03-31.
11. ↑  . 巴士的報. 2024-04-07.
12. ↑  . am730. 2025-01-03.
13. ↑   (PDF). www.districtcouncils.gov.hk. 2018-02-12  [2021-01-17]. （原始内容存档 (PDF)于2021-01-22）. （页面存档备份，存于）
14. ↑  . www.info.gov.hk. 2019-02-01  [2021-01-17]. （原始内容存档于2021-02-08）. （页面存档备份，存于）
15. ↑  . 2017-10-20  [2019-05-24]. （原始内容存档于2019-08-28）. （页面存档备份，存于）
16. ↑  . 明報. 2016-08-20  [2019-05-22]. （原始内容存档于2021-02-08）. （页面存档备份，存于）
17. ↑  . 蘋果日報. 2013-11-28  [2019-03-17]. （原始内容存档于2020-05-11）. （页面存档备份，存于）
18. ↑  . 2023-06-09  [2023-11-20]. （原始内容存档于2023-11-20）.
19. ↑  .   [2024-12-02]. （原始内容存档于2024-12-31）.
20. ↑  . 中国新闻网. 2019-02-03  [2019-05-10]. （原始内容存档于2021-03-10）. （页面存档备份，存于）
21. ↑  . 東方日報. 2014-10-05  [2019-07-29]. （原始内容存档于2021-03-10）. （页面存档备份，存于）
22. ↑  . www.popd.hk.   [2019-01-30]. （原始内容存档于2019-05-20）. （页面存档备份，存于）
23. ↑  . 東方日報. 2016-12-07  [2019-03-02]. （原始内容存档于2019-02-01）. （页面存档备份，存于）
24. ↑  . 頭條日報. 2016-01-04  [2019-03-17]. （原始内容存档于2019-09-02）. （页面存档备份，存于）
25. ↑  . 東方日報. 2018-10-16  [2019-05-24]. （原始内容存档于2021-03-10）. （页面存档备份，存于）
26. 1 2  . 蘋果日報. 2018-08-21  [2019-03-18]. （原始内容存档于2020-05-11）. （页面存档备份，存于）
27. ↑  . 香港華字日報. 1904-08-01.
28. ↑  . 香港華字日報. 1904-08-15.
29. ↑  . 星島日報. 2018-08-08  [2021-06-23]. （原始内容存档于2019-04-16）. （页面存档备份，存于）
30. ↑  . 香港新聞網. 2018-08-13  [2019-04-16]. （原始内容存档于2021-02-08）. （页面存档备份，存于）
31. 1 2  . 香港01. 2017-02-23  [2021-06-23]. （原始内容存档于2019-09-05）. （页面存档备份，存于）
32. ↑  小林英夫、柴田善雅. .   [2019-04-12]. （原始内容存档于2019-04-12）. （页面存档备份，存于）
33. ↑  . 灼見名家. 2017-05-19  [2023-01-01]. （原始内容存档于2021-10-22）. （页面存档备份，存于）
34. ↑  . 民報. 2017-05-08. （原始内容存档于2022-07-06）. （页面存档备份，存于）
35. ↑  . 華僑日報 (p.5). 1967-08-21  [2022-07-21]. （原始内容存档于2022-09-13）. （页面存档备份，存于）
36. ↑  . 眾新聞. 2018-05-26. （原始内容存档于2021-06-29）. （页面存档备份，存于）
37. ↑  . 蘋果日報 (果靈聞庫). 2018-03-07. （原始内容存档于2022-12-28）. （页面存档备份，存于）
38. ↑  . 長青網. 2014-02-19. （原始内容存档于2023-02-05）. （页面存档备份，存于）
39. ↑  . 真報. 1967-07-14  [2025-04-23]. （原始内容存档于2025-04-23）.
40. ↑   (PDF).   [2012-09-11]. （原始内容存档 (PDF)于2021-03-10）. （页面存档备份，存于）
41. ↑  . www.info.gov.hk.   [2019-04-16]. （原始内容存档于2021-02-08）. （页面存档备份，存于）
42. ↑  .   [2021-06-23]. （原始内容存档于2016-06-04）. （页面存档备份，存于）
43. ↑  4輛新型號電車加入服務 （页面存档备份，存于） 《明報》 2011年11月29日
44. ↑  新款電車提升環保效能 （页面存档备份，存于） 《星島日報》 2011年11月29日
45. ↑  加價幅度減 電車全線翻新需10年[] 《明報》 2011年11月29日
46. ↑  賴加價少 換新電車要十年 （页面存档备份，存于） 《東方日報》 2011年11月29日
47. ↑  電車設定位系統減候車時間 Archive.today的存檔，存档日期2012-07-11 《明報》 2012年1月29日
48. ↑  電車全線自動報站 需時10年 Archive.today的存檔，存档日期2012-07-08 《明報》 2012年1月29日
49. ↑  電車研調動系統縮等候時間 （页面存档备份，存于） 《東方日報》 2015年3月4日
50. ↑  曾卓鋒. . 香港經濟日報. 2021-07-16  [2021-07-22]. （原始内容存档于2022-06-10）. （页面存档备份，存于）
51. ↑  . HKFP Fast News (Hong Kong Free Press). 2021-07-20  [2021-07-21] （英语）.
52. ↑  W.O.W. THINGS Ltd.  (PDF). 香港電車. 2021-07-30  [2021-08-11]. （原始内容存档 (PDF)于2022-12-05）. （页面存档备份，存于）
53. ↑  .   [2014年7月17日]. （原始内容存档于2014年7月24日）. （页面存档备份，存于）
54. ↑  政改擬6.23表決政黨不樂觀 （页面存档备份，存于） 星島日報 2010年5月12日
55. ↑  . 香港文匯網.   [2022-06-26]. （原始内容存档于2022-09-13） （zh-Hans-HK）. （页面存档备份，存于）
56. ↑  . HK.Ulifestyle.com.hk.   [2015-06-16]. （原始内容存档于2016-03-05） （中文（香港））. （页面存档备份，存于）
57. ↑  李沛堯. . UHK 港生活. 2025-05-17  [2025-07-04] （中文（香港））.
58. ↑   (PDF). www.hkedcity.net.   [2019-08-02]. （原始内容 (PDF)存档于2019-08-02）. （页面存档备份，存于）
59. ↑  . 香港01. 2017-02-10  [2019-03-02]. （原始内容存档于2022-04-13）. （页面存档备份，存于）
60. ↑  . 香港經濟日報. 2017-05-26  [2019-06-15]. （原始内容存档于2021-03-10）. （页面存档备份，存于）
61. 1 2 3 4 5 6  . www.bbc.com.   [2019-03-18]. （原始内容存档于2021-03-12）. （页面存档备份，存于）
62. 1 2 3 4 5  . 癮科技. 2016-06-02  [2019-06-15]. （原始内容存档于2021-03-10）. （页面存档备份，存于）
63. ↑  . 蘋果日報. 2012-08-25  [2019-03-22]. （原始内容存档于2020-05-11）. （页面存档备份，存于）
64. ↑  . 香港經濟日報. 2018-08-08  [2019-03-22]. （原始内容存档于2022-06-09）. （页面存档备份，存于）
65. ↑  . 香港經濟日報. 2017-02-05  [2021-06-23]. （原始内容存档于2019-08-31）. （页面存档备份，存于）

香港電車於1974年至2017年間使用的標誌

66. ↑  《Hong Kong Trams - Hong Kong Tramways 100 Years》, 第76至77頁
67. ↑  .   [2012-09-22]. （原始内容存档于2021-03-10）. （页面存档备份，存于）
68. ↑  《Hong Kong Trams - Hong Kong Tramways 100 Years》, 第34至35頁
69. ↑  . 東森旅遊雲. 2017-09-16  [2019-06-06]. （原始内容存档于2021-03-10）. （页面存档备份，存于）
70. ↑  . 2024-03-17  [2024-05-22]. （原始内容存档于2024-05-22）.
71. ↑  . 2024-04-22  [2024-05-22]. （原始内容存档于2024-05-22）.
72. ↑  . 2024-05-22  [2024-05-22]. （原始内容存档于2024-05-22）.
73. ↑  .   [2011-12-27]. （原始内容存档于2011-09-01）. （页面存档备份，存于）
74. ↑  . 香港經濟日報. 2017-05-26  [2019-06-15]. （原始内容存档于2021-03-10）. （页面存档备份，存于）
75. ↑  . www.hktdc.com.   [2019-05-08]. （原始内容存档于2021-03-10）. （页面存档备份，存于）
76. ↑  . 東方日報. 2011-11-23  [2019-06-15]. （原始内容存档于2020-11-01）. （页面存档备份，存于）
77. ↑  .   [2011-12-27]. （原始内容存档于2012-01-25）. （页面存档备份，存于）
78. ↑  「電車全景遊」 （页面存档备份，存于） 香港電車有限公司
79. ↑  「路軌保養電車」吸走沙粒 （页面存档备份，存于） 《東方日報》 2012年12月26日
80. ↑  . www.culture24.org.uk.   [2019-03-18]. （原始内容存档于2021-03-10）. （页面存档备份，存于）
81. ↑  .   [2019-03-18]. （原始内容存档于2021-03-10）. （页面存档备份，存于）
82. ↑  . 香港經濟日報. 2016-06-02  [2021-06-23]. （原始内容存档于2019-09-04）. （页面存档备份，存于）
83. ↑  . 玩生活．樂科技. 2016-06-02  [2016-06-04]. （原始内容存档于2021-03-10） （中文（香港））. （页面存档备份，存于）
84. ↑  . 蘋果日報. 2016-06-02  [2016-06-04]. （原始内容存档于2016-10-09） （中文（香港））. （页面存档备份，存于）
85. ↑  . 香港01. 2018-09-11  [2021-06-23]. （原始内容存档于2019-08-31）. （页面存档备份，存于）
86. ↑  . 香港01. 2018-09-21  [2021-06-23]. （原始内容存档于2019-09-01）. （页面存档备份，存于）
87. ↑  . 香港歷史. 2017-06-22  [2019-04-10]. （原始内容存档于2020-11-10）. （页面存档备份，存于）
88. ↑  . 香港新聞網. 2013-06-03  [2021-02-05]. （原始内容存档于2021-02-05）. （页面存档备份，存于）
89. ↑  [華僑日報,香港工商日報,1964-4-13]
90. ↑  [大公報,華僑日報,香港工商日報,1983-10-6]
91. ↑  2017/04/13 TVB 新聞檔案-電車火警 （页面存档备份，存于）（粵語）
92. ↑  . 蘋果日報. 2009-11-27  [2019-03-22]. （原始内容存档于2020-05-11）. （页面存档备份，存于）（繁體中文）
93. ↑  . 香港電台. 2017年4月6日  [2017年4月5日]. （原始内容存档于2018年3月18日）. （页面存档备份，存于）（繁體中文）
94. ↑  . 香港01. 2018-03-14.
95. ↑  . 香港01. 2019-03-23  [2019-03-22]. （原始内容存档于2019-03-22）. （页面存档备份，存于）
96. ↑  . 東方日報. 2019-03-23  [2019-03-22]. （原始内容存档于2021-02-08）. （页面存档备份，存于）
97. ↑  駛過百年 電車現在進行式 （页面存档备份，存于），頭條日報，2014年
98. ↑  我與電車的故事 （页面存档备份，存于），南早 - 香港指南
99. ↑  駕駛電車近三十載 車長難忘“紅燈飯” （页面存档备份，存于），香港新聞網，2013年11月03日
100. ↑  . 香港大學美術博物館.   [2013-03-30]. （原始内容存档于2012-01-01）. （页面存档备份，存于）
101. ↑  Hugh Farmer. . The Industrial History of Hong Kong Group. 2016-07-18  [2018-08-16]. （原始内容存档于2018-08-16）. （页面存档备份，存于）
102. ↑  . 香港鐵路網 HKRail.Net.   [2019-07-05]. （原始内容存档于2021-03-10） （中文（臺灣））. （页面存档备份，存于）
103. ↑  麥佩雯. . 香港01. 2017-02-22  [2019-07-05]. （原始内容存档于2019-09-02） （中文（香港））. （页面存档备份，存于）
104. ↑  . 熱新聞. 2015-09-04  [2021-06-23]. （原始内容存档于2021-03-10）. （页面存档备份，存于）
105. ↑  . 新浪網. 中國新聞社. 2009-04-07  [2019-07-29]. （原始内容存档于2021-02-08）. （页面存档备份，存于）
106. ↑  半壁電車售法資 倡建海濱新線 舊電車化移動博物館[]
107. ↑  《Take me Home》西九龍區2010年1月29日[]
108. ↑  電車可伸延土瓜灣新蒲崗 （页面存档备份，存于） 《星島日報》 2013年4月30日
109. ↑  啟德建電車軌可慳92億 （页面存档备份，存于） 《東方日報》 2013年4月30日
110. ↑  平過單軌系統 毋須建跨海橋 28億元電車方案求進駐啟德 （页面存档备份，存于） 《星島日報》 2013年4月30日
111. ↑  啟德建電車 發展局指不適合 （页面存档备份，存于） 《明報》 2013年4月30日
112. ↑   (新闻稿). 土木工程拓展署. 2013-05-03 （英语）.
113. 1 2  . hk01. 2017-06-12  [2021-06-23]. （原始内容存档于2019-09-04）. （页面存档备份，存于）
114. ↑  . 香港經濟日報. 2015-08-17  [2019-05-10]. （原始内容存档于2022-06-22）. （页面存档备份，存于）
115. ↑  . BBC. 2015-08-23  [2019-04-11]. （原始内容存档于2021-03-10）. （页面存档备份，存于）
116. ↑  . 蘋果日報. 2015年8月20日  [2016年1月1日]. （原始内容存档于2015年8月22日）. （页面存档备份，存于）（繁體中文）
117. ↑  . www.metrodaily.hk. 都市日報.   [2019-04-11]. （原始内容存档于2019-12-13）. （页面存档备份，存于）
118. ↑  .   [2023-05-15]. （原始内容存档于2023-05-14） （美国英语）. （页面存档备份，存于）

## 外部連結
维基共享资源上的相關多媒體資源：香港電車
- 香港電車官方網站（页面存档备份，存于）
- 電車服務詳情（页面存档备份，存于），運輸署網頁